# Histoire de la Rhodésie du Sud
Vous lisez un « bon article » labellisé en 2007.

Localisation de la Rhodésie du Sud.

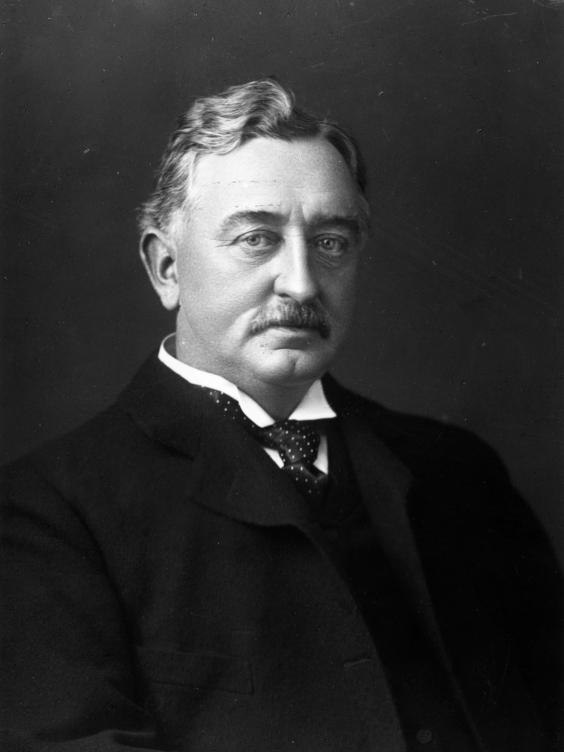
Cecil Rhodes, fondateur de la Rhodésie.

L’histoire de la Rhodésie du Sud correspond à la période durant laquelle le Zimbabwe actuel (alors appelé Rhodésie du Sud) était une colonie britannique de 1890 jusqu'à l’indépendance du pays en 1980.
Les premières incursions portugaises au XVIe siècle en Afrique australe n’ayant pas abouti à l’établissement de zones de peuplement européen, ce n’est qu’avec la « découverte » par l’explorateur britannique David Livingstone des chutes Victoria en 1855 puis avec les explorations de Frederick Courtney Selous dans les années 1870 que les Britanniques commencent à s’intéresser à cette partie enclavée de l’Afrique. La Rhodésie doit son nom et son existence politique et géographique à l’ambitieux homme d’affaires britannique Cecil Rhodes.

## Matabeleland

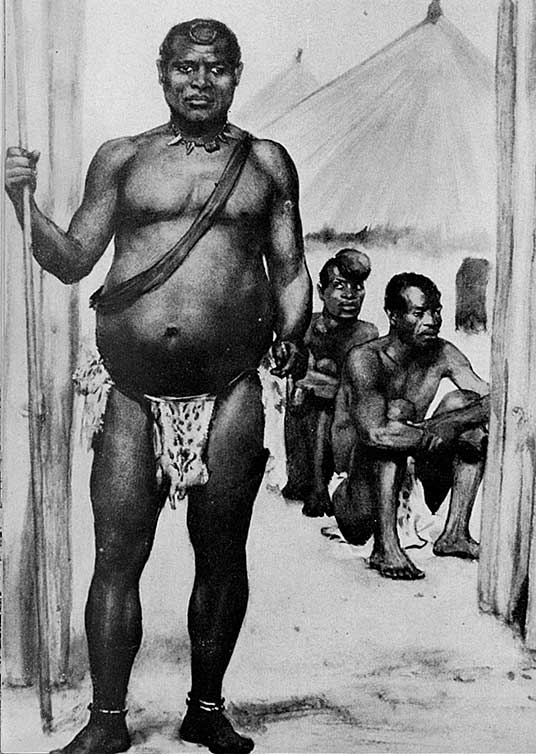
Le roi Lobengula ; dessin posthume basé sur une esquisse contemporaine.

Durant les années 1810, un royaume zoulou centralisé avait été établi dans la région actuelle du KwaZulu-Natal en Afrique du Sud par le roi-guerrier Chaka. En 1823, l'un de ses principaux généraux, Mzilikazi, tombé en disgrâce, avait fui le royaume pour le nord-ouest et s'était installé dans la région du Transvaal formant alors un nouveau royaume des Ndébélés ou Matabélés. Dans cette période de chaos et d'affrontements appelée Mfecane (« l'écrasement »), les Matabélés deviennent rapidement la tribu dominante de la région. En 1836, ils négocient un traité de paix avec Benjamin d'Urban, le gouverneur britannique de la colonie du Cap mais la même année, les voortrekkers boers arrivent dans le territoire durant leur Grand Trek pour fuir la domination britannique. Cette arrivée entraîne la fin de la domination de Mzilikazi sur le Transvaal et les Matabélés sont obligés d'entreprendre une nouvelle migration vers le nord en 1838. Ils s'installent dans le sud-ouest du bassin du Zambèze et du Limpopo, dans ce qui est dès lors appelé le Matabeleland.

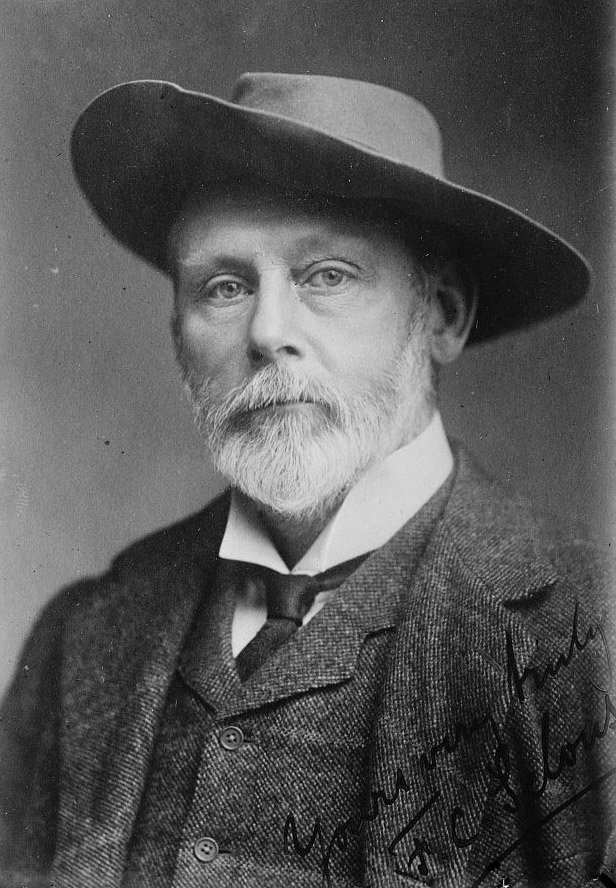
Frederick Courtney Selous, chasseur et explorateur.

Dans ce royaume matabélé à forte tradition militariste héritée de la culture zoulou, les hommes suivent une éducation spartiate destinée à produire des guerriers disciplinés. L'institution militaire dicte largement la répartition des responsabilités administratives. L'inkosi (roi) nomme plusieurs izindunas (ou indunas) chargés des affaires militaires et civiles. Comme les Zoulous, le groupe de guerriers est appelé impi. Les Shonas, qui occupaient le nord-est de la Zambézie depuis des siècles avant l'arrivée des Matabélés, étaient largement plus nombreux mais étaient surclassés dans le domaine militaire et se retrouvèrent soumis aux Matabélés.
En 1853, deux traités sont signés par Mzilikazi avec les Boers du Transvaal représentés par Hendrik Potgieter et Andries Pretorius pour mettre fin aux fréquents affrontements entre les deux communautés. Après la mort de Mzilikazi en 1868, son fils Lobengula monte sur le trône à la suite d'une brève guerre de succession et dirige son royaume depuis son kraal royal de Bulawayo. Ouvert aux entreprises occidentales dans son pays, Lobengula adopte le style vestimentaire occidental et accorde des concessions minières et des droits de chasse aux visiteurs blancs comme Frederick Courtney Selous en échange d'argent, d'armes et de munitions. Du fait de l'illettrisme du roi, ces documents étaient rédigés en anglais et en néerlandais par des blancs qui s'étaient installés dans son kraal. Lobengula faisait traduire et transcrire ses paroles par un des blancs et le texte était retraduit en sindebele par un autre. Lorsque le roi était satisfait des termes du traité, il le signait, apposait le sceau royal et le faisait ensuite signer par plusieurs témoins blancs dont au moins un rédigeait une approbation de la proclamation.
Pour des raisons inconnues, l'attitude de Lobengula envers les étrangers bascule complètement à la fin des années 1870. Il abandonne ses vêtements occidentaux en faveur des tenues traditionnelles en peaux de bêtes, arrête de soutenir les entreprises commerciales occidentales et commence à limiter les déplacements des blancs dans son pays. À la suite de rumeurs selon lesquelles des territoires très riches se trouveraient au nord du Limpopo, des mineurs blancs commencent à se rendre au Matabeleland pour demander à Lobengula de leur accorder des concessions ainsi que dans le Mashonaland. En dehors de la concession Tati le long de la frontière avec le Bechuanaland, ces demandes n'aboutissent pas ou peu.

### Concession Rudd

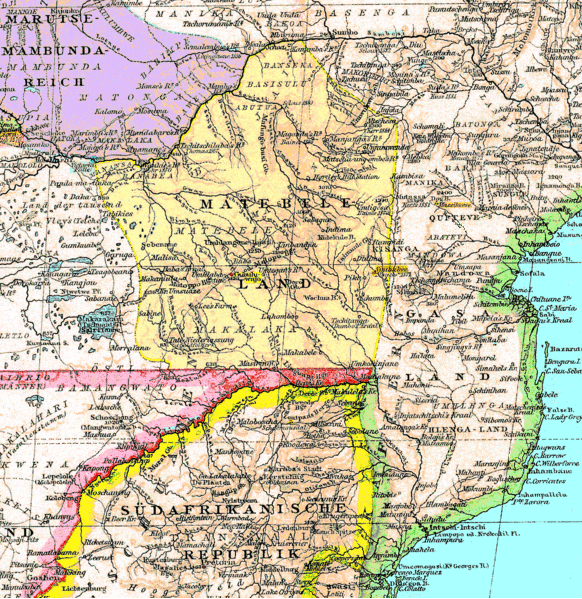
Carte du Matabeleland en 1887.

Dans les années 1880, la personnalité politique et économique la plus influente d'Afrique australe est Cecil Rhodes. Ce fils de pasteur qui avait quitté l'Angleterre pour des raisons de santé avait fait fortune en Afrique du Sud après avoir racheté les concessions minières de Kimberley. Il avait acquis une domination quasi complète sur le commerce mondial des diamants avec l'aide d'associés comme Charles Rudd, Alfred Beit et obtenu le soutien financier de Nathan M. Rothschild. Élu au parlement du Cap en 1881, Rhodes envisage l'annexion de territoires permettant de relier l'ensemble des possessions africaines de l'Empire britannique et de créer une liaison ferroviaire allant du Caire au nord au Cap au sud. Cette ambition est cependant directement entravée par la présence des républiques boers et des possessions matabélées juste au nord de celles-ci. Le fait que le bassin du Limpopo-Zambèze n'ait pas été attribué à une quelconque sphère d'influence lors de la conférence de Berlin de 1884-1885 complique encore plus la situation. Les Boers, les Allemands et les Portugais témoignent alors tous de leur intérêt pour la région, ce qui irrite Rhodes mais également Lobengula.
En 1887, depuis la colonie du Cap, Rhodes commence à faire campagne pour l'annexion du Matabeleland et du Mashonaland par le Royaume-Uni en faisant pression sur plusieurs hauts responsables coloniaux dont le haut-commissaire pour l'Afrique du Sud, Hercules Robinson et Sidney Shippard, l'administrateur britannique du territoire du Bechuanaland. Ce sont cependant les Boers de la République sud-africaine du Transvaal (ZAR) qui sont les premiers à obtenir des succès diplomatiques avec Lobengula. Envoyé du président Paul Kruger, Pieter Grobler signe un traité de « renouvellement d'amitié » entre le Matabeleland et la république du Transvaal en juillet 1887. En application de ce traité, deux représentants de Lobengula doivent être envoyés à Pretoria pour y rencontrer le président Kruger qui doit en retour envoyer un consul au Matabeleland. Alerté par ce rapprochement diplomatique qui contrarie l’expansionnisme britannique, Cecil Rhodes dépêche dès novembre 1887, à la cour de Lobengula, ses propres représentants afin de discréditer les Boers en donnant une lecture tendancieuse et erronée du traité de paix signé par l’illettré Lobengula. Parmi ces représentants se trouve John Smith Moffat, un missionnaire qui venait d'être nommé commissaire adjoint du Bechuanaland. Sa mission est de convaincre le roi d'être plus favorable aux intérêts britanniques et de s'opposer aux Boers,. Malgré sa proximité avec Moffat, Lobengula ne le considère pas au-dessus de tout soupçon et hésite. Les négociations de Moffat et ses tentatives pour persuader le Roi et ses conseillers que les Boers les trompent sont longues et difficiles de même pour leur faire admettre que les propositions britanniques leur sont plus favorables. Durant ses négociations, Moffat avance qu'un traité avec les Britanniques renouvellerait l'accord signé par d'Urban et Mzilikazi en 1836.

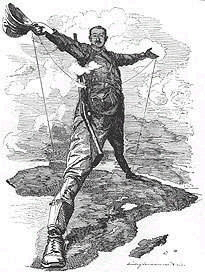
Afrique du Cap au Caire, selon Cecil Rhodes.

Le 11 février 1888, Lobengula accepte finalement l'accord britannique et appose son sceau en bas du traité. Le document proclame que les Matabélés et les Britanniques sont en paix, que Lobengula négocie exclusivement avec les Britanniques et que le roi ne vendra ou ne cédera aucune partie du Matabeleland ou du Mashonaland. Le document est cependant unilatéral comme le constate le gouvernement de Whitehall et aucune des izindunas ne l'a signé. Le premier ministre Lord Salisbury conclut que le traité Moffat remplace celui de Grobler car celui-ci serait ultra vires et sans valeur juridique.
En mars 1888, Rhodes forme l'entreprise De Beers Consolidated Mines contrôlant 90 % de la production mondiale de diamants et annonce qu'il allait utiliser la compagnie pour « gagner le nord ». À cette fin, il s'assure que l'acte de fiducie de l'entreprise autorise des activités très éloignées de l'extraction minière comme la construction de chemin de fer, les activités bancaires, la capacité à annexer et à administrer des territoires et à disposer de forces armées. Sa société se retrouve alors avec des pouvoirs similaires à ceux de la Compagnie anglaise des Indes orientales autrefois. Grâce à De Beers et à Gold Fields of South Africa, la société d'extraction aurifère qu'il a créée avec Charles Rudd, Rhodes a les moyens financiers de faire de son rêve d'un empire africain une réalité. Il a encore néanmoins besoin d'une charte royale pour qu'il puisse administrer des territoires au nom du Royaume-Uni via une compagnie à charte et à cette fin, doit présenter à Whitehall une concession, signée par un souverain local, lui accordant des droits de prospection exclusifs dans les territoires qu'il espère annexer. Rhodes et Beit désignèrent Charles Rudd pour mener le groupe des négociateurs britanniques composé de neuf personnes dont un traducteur et un avocat.

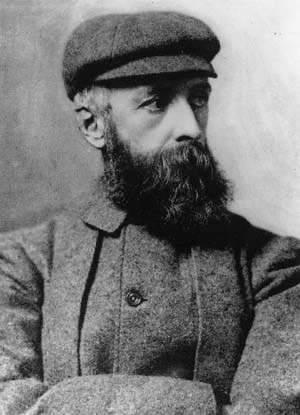
Charles Rudd.

Nommé consul à la cour de Lobengula en avril 1888 par Kruger, Pieter Grobler présente ses lettres de créance à Lobengula en juillet 1888. Sur le chemin du retour à Pretoria où il va chercher son épouse, Grobler est pris dans une embuscade et tué sur la rive britannique du fleuve Limpopo, par un groupe de guerriers ngwatos du chef Khama III.
Arrivés au Kraal de Lobengula le 21 septembre 1888, Charles Rudd et ses acolytes commencent à négocier un nouvel accord afin d'obtenir cette charte royale, offrant 100 £ (environ 66 100 £ de 2012) au roi. Les négociateurs avancent auprès du roi que, au contraire des Boers, leurs intentions sont simplement d'extraire de l'or présent dans le bassin du Limpopo-Zambèze et non d'occuper des terres. Moffat, qui était aussi à Bulawayo, est parfois sollicité par le roi pour obtenir des conseils ce qui permet au missionnaire de présenter et défendre subtilement les demandes de Rudd. Les négociations trainent cependant en longueur. Après ses discussions avec Rudd, Lobengula convoque un indaba (« conférence ») de plus de 100 izindunas pour exposer les termes du traité et connaître leur opinion. La majorité des plus jeunes chefs tribaux se montrent opposée à tout octroi de concession tandis que le roi et beaucoup des chefs les plus âgés sont favorables à la proposition de Rudd notamment parce que le monopole minier qui serait mis en place mettrait un terme aux incessantes demandes de la part de prospecteurs indépendants. Pour de nombreux membres de l'Indaba, la question la plus pressante est la sécurité du Matabeleland. Pour Lobengula, les Boers sont des adversaires plus redoutables que les Britanniques, lesquels sont apparemment plus intéressés par le commerce et la prospection minière que par la terre. Il en conclut qu'en acceptant la proposition de Rudd, il conserverait ses terres et serait protégé des incursions boers par les Britanniques. En outre, il recevrait 1 000 fusils Martini-Henry à chargement par la culasse, 100 000 cartouches, un bateau à vapeur sur le Zambèze (ou 500 £) et une pension à vie de 100 £ par mois (environ 66 100 £ de 2012). La proposition de Rudd augmenterait donc considérablement son arsenal et lui permettrait non seulement de mieux se défendre dans le cas d'une guerre contre la république du Transvaal mais aussi lui permettrait de garder le contrôle sur les différentes factions de son royaume. Lors des dernières négociations au kraal royal, Rudd mentionne qu'il voulait des droits miniers sur l'ensemble du pays, c'est-à-dire également le Mashonaland jusqu'au Zambèze, ce qui provoque une certaine confusion au sein de l'indaba dont les membres semblent alors ne pas savoir où se trouvent ces régions.
Le 13 octobre 1888, Lobengula « concède » aux commanditaires de Rudd des droits miniers sur les territoires du Matabeleland, au sud du fleuve Zambèze. Il paraphe alors l’annexion de son royaume (195 000 km2) mais aussi celui du Mashonaland sur lequel il ne règne pas en totalité. Pour Rhodes, cette concession est « tellement gigantesque, que c'est comme donner toute l'Australie à un homme ». Il décide cependant que la clause concernant la livraison de 1 000 fusils Martini-Henry ne soit pas rendue publique, du moins jusqu'à ce que les armes soient au Bechuanaland, afin de ne pas éveiller les soupçons et les appréhensions des Boers. C'est donc une version expurgée qui est publiée le 24 novembre 1888 dans les journaux Cape Times et Cape Argus. Deux jours plus tard, le Cape Times imprime une déclaration de Lobengula mentionnant à l'adresse de tout éventuel prospecteur que « tous les droits miniers dans le Matabeleland, le Mashonaland et les territoires voisins du chef matabélé ont déjà été attribués ».

Le roi commence cependant rapidement à recevoir des rapports lui indiquant qu'il a été trompé et a « vendu son pays ». À Bulawayo même, la rumeur affirme que Lobengula a accordé des droits bien plus importants que ce qu'il pensait, remettant en cause le jugement du roi. Des rumeurs de coup d'État circulent également. Horrifié, Lobengula tente de renforcer sa position en désignant un bouc émissaire parmi ses conseillers. Lotshe, qui avait soutenu l'octroi de la concession, est ainsi condamné à mort pour tromperie et exécuté ainsi que sa famille élargie et ses partisans, soit plus de 300 hommes, femmes et enfants,. Inquiet cependant à l'idée de s'être fait flouer, Lobengula décide de suspendre la concession le temps de diligenter une enquête. Il fait publier sa décision dans le Bechuanaland News and Malmani Chronicle le 2 février 1889. Plusieurs prospecteurs et autres opposants blancs à la concession avancent auprès du conseil du Roi que la concession Rudd accorde aux bénéficiaires tous les minerais, toutes les terres et toutes les ressources en bois et en eau du bassin fluvial, ce qui est équivalent à l'achat de tout le pays. Un Mfengu du Cap, connaisseur des champs diamantifères de Kimberley souligne que les opérations d'extraction nécessitent des milliers d'hommes et non la poignée que Lobengula imagine, ajoutant que creuser le sol équivaut à en prendre le contrôle. Lobengula envoie finalement une délégation en Angleterre, munie d'une lettre et d'un message oral, à destination de la reine Victoria.

Le Drapeau de la British South Africa Company

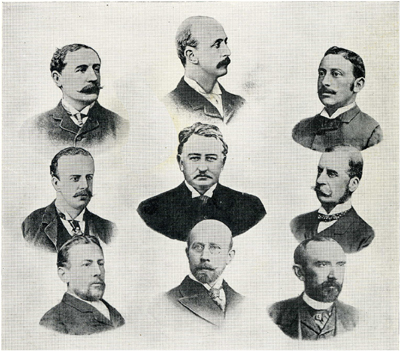
Le premier comité directeur de la British South Africa Company avec de gauche à droite et de haut en bas :
1er rang : Horace Farquhar, Albert Grey et Alfred Beit
2e rang : le comte de Fife, Cecil Rhodes et le duc d'Abercorn
3e rang : Lord Gifford, Herbert Canning et George Cawston

Arrivée à Londres en mars 1889, la délégation est reçue par la Reine, qui reste en retrait et garantit la bonne volonté britannique. La délégation participe également à plusieurs réceptions organisées en son honneur notamment celle de la Société de protection des Aborigènes qui avait envoyé une lettre à Lobengula pour lui conseiller d'être « méfiant et de rejeter toute proposition qui n'apporterait pas de bénéfices » au peuple matabélé. Ces sociétés humanitaires, mais aussi des hommes d'affaires londoniens écartés par la signature de la concession Rudd de toute possibilité d'explorer et d'exploiter le Matabéléland, se plaignent auprès du Colonial Office, argumentant de l’ambiguïté des termes du document signé par Lobengula. Rhodes passe alors plusieurs mois du printemps 1889 à rassembler des soutiens à sa cause dans le West End, la Cité de Londres mais aussi dans les propriétés rurales de l'aristocratie foncière. Il parvient ainsi à rallier des personnalités influentes comme Harry Johnston, à bénéficier du soutien de Lord Salisbury et à recevoir celui de la presse britannique pour la création d'une compagnie à charte dans le centre-est de l'Afrique. L'arrivée à Londres en juin 1889 d'une lettre de Lobengula, désavouant finalement la concession Rudd retarde le processus d'octroi de la charte. À la fin du mois de juin 1889, le scandale causé par cette lettre, dont l'authenticité est remise en cause, pèse cependant peu face aux craintes du gouvernement britannique envers l'expansionnisme portugais et allemand en Afrique.
Le 29 octobre 1889, près d'un an jour pour jour après la signature de la concession Rudd, la compagnie de Rhodes, la British South Africa Company (BSAC ou « Compagnie britannique d'Afrique du Sud »), reçoit officiellement, de la part de la reine Victoria, la charte royale garantissant la légitimité de la concession par la Couronne britannique, ce qui la rend pratiquement inattaquable. La charte, accordée pour une durée de 25 ans, donne à la BSAC l’autorisation d’exploiter la concession et lui attribue tous les pouvoirs similaires à ceux des compagnies d'Afrique de l'Est, du Niger et de Nord-Bornéo. L'idée est aussi d'apaiser les Boers en confiant la gestion des territoires du bassin du Limpopo-Zambèze à une compagnie à charte et non à une administration de la Couronne britannique. La charte définit la zone d'opération de la BSAC de manière extrêmement vague : elle a le droit d'opérer au nord du Bechuanaland et du Transvaal et à l'ouest du Mozambique portugais mais les limites septentrionale et occidentale ne sont pas indiquées. La Compagnie est enfin rendue responsable du maintien de la paix et de l'ordre dans ses territoires et a non seulement ainsi l'autorité pour entretenir des forces de police mais aussi pour missions d'abolir l'esclavage, d'interdire la vente d'alcool aux autochtones et de protéger les traditions locales. Cecil Rhodes entend par ailleurs démarquer les régions réservées aux autochtones et celles attribuées à l'extraction et l'exploitation.
Rhodes capitalise la Compagnie à hauteur d'un million de livres (environ 630 millions de livres de 2012) et utilise ses autres sociétés pour investir dans sa nouvelle entreprise. De Beers et Gold Fiels investissent respectivement 200 000 et 100 000 £ tandis que Rhodes apporte personnellement 45 000 £. Finalement, près de la moitié du capital de la Compagnie est détenu par ses principaux responsables (Rhodes, Beit, Rudd et leurs associés).

### Arrivée de la colonne de pionniers

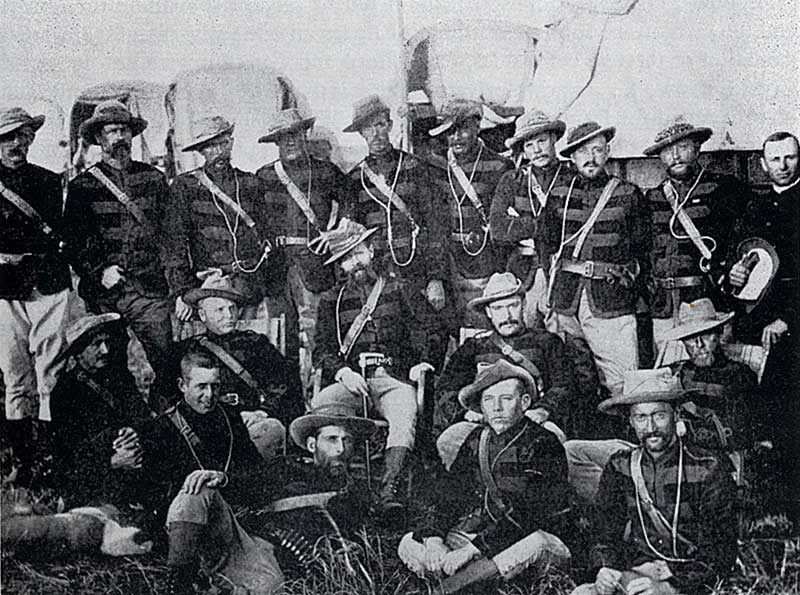
Officiers de la Pioneer Column en 1890.

Rhodes devient premier ministre de la colonie du Cap en juillet 1890 grâce au soutien de l'Afrikaner Bond et annonce que son premier objectif est l'occupation du bassin du Limpopo-Zambèze. En quelques mois, sa Compagnie constitue la Pioneer Column (ou colonne des pionniers) composée d'une centaine de volontaires qui a pour mission d'occuper et de commencer le développement du Mashonaland.
Le 6 mai 1890, au nom de l’Empire britannique, pour Cecil Rhodes et pour la Reine Victoria, ces pionniers (ceux qui voient chaque horizon comme un défi) quittent Kimberley, en direction du Matabeleland, menés par le major Frank Johnson et le célèbre explorateur Frederick Courtney Selous, tous sous la supervision de Leander Starr Jameson et escortés par des policiers. À chaque pionnier la BSAC attribue 12 km2 de terres et quinze droits de prospection en récompense de leurs services. Après avoir contourné le centre des territoires de Lobengula, ils fondent Tuli, Fort Victoria (27 juin 1890) et Fort Charter avant de s'arrêter sur le site de la future capitale, Fort Salisbury (nommé d'après le premier ministre), le 12 septembre 1890 où ils hissent le drapeau du Royaume-Uni.
En avril 1891, Edward Renny-Tailyour, représentant l'homme d'affaires hambourgeois, Eduard Lippert, un cousin éloigné de Beit, conclu un accord avec Lobengula qui, en échange du paiement de 1 000 £ et d'une indemnité annuelle de 500 £, accorde à Lippert l'exclusivité des droits pour administrer le commerce, frapper de la monnaie et établir des banques dans le territoire de la BSAC. Cependant, cette concession Lippert, dont l'authenticité est mise en doute par Cecil Rhodes, est considéré également par le haut-commissaire britannique comme non valide et pris en violation des termes de la charte. Un accord est finalement trouvé entre Rhodes et Lippert dont l'acte litigieux inclut une concession sur des terres du Mashonaland, situées hors du territoire géré par la BSAC. En novembre 1891, Lippert obtient de Lobengula, qui croit avoir affaire à un opposant de Cecil Rhodes, des droits fonciers exclusifs pour un siècle dans les territoires contrôlés par la BSAC y compris la permission de fonder des fermes et des villes et de lever des impôts. Puis, comme convenu avec Rhodes, Lippert revend ensuite ces droits à la BSAC, le tout validé juridiquement par le haut commissaire britannique. Les Matabélés ne réalisent la tromperie qu'en mai 1892.

## BSAC (1890–1923)

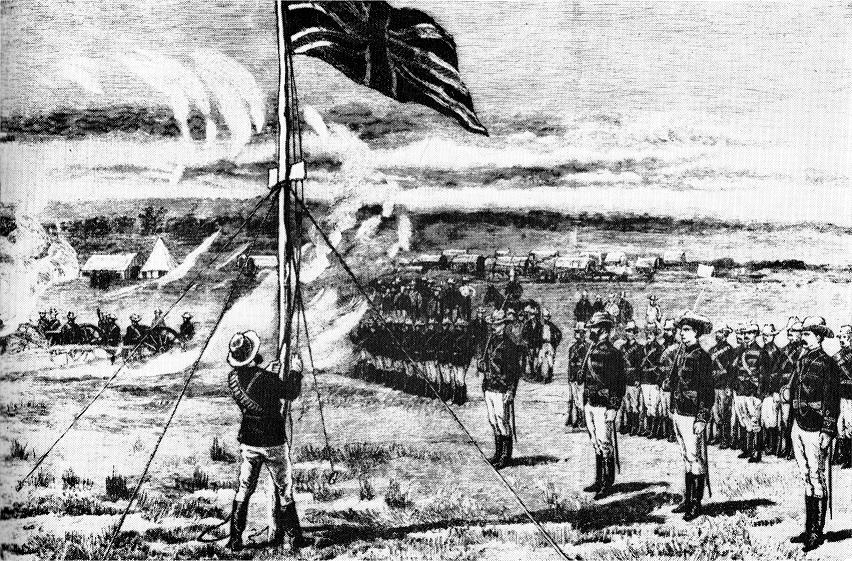
Fondation de Fort Salisbury en 1890.

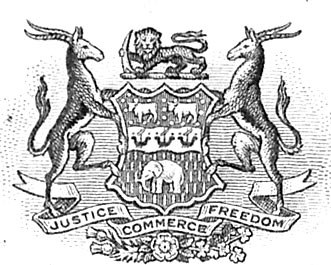
Armoiries de la BSAC.

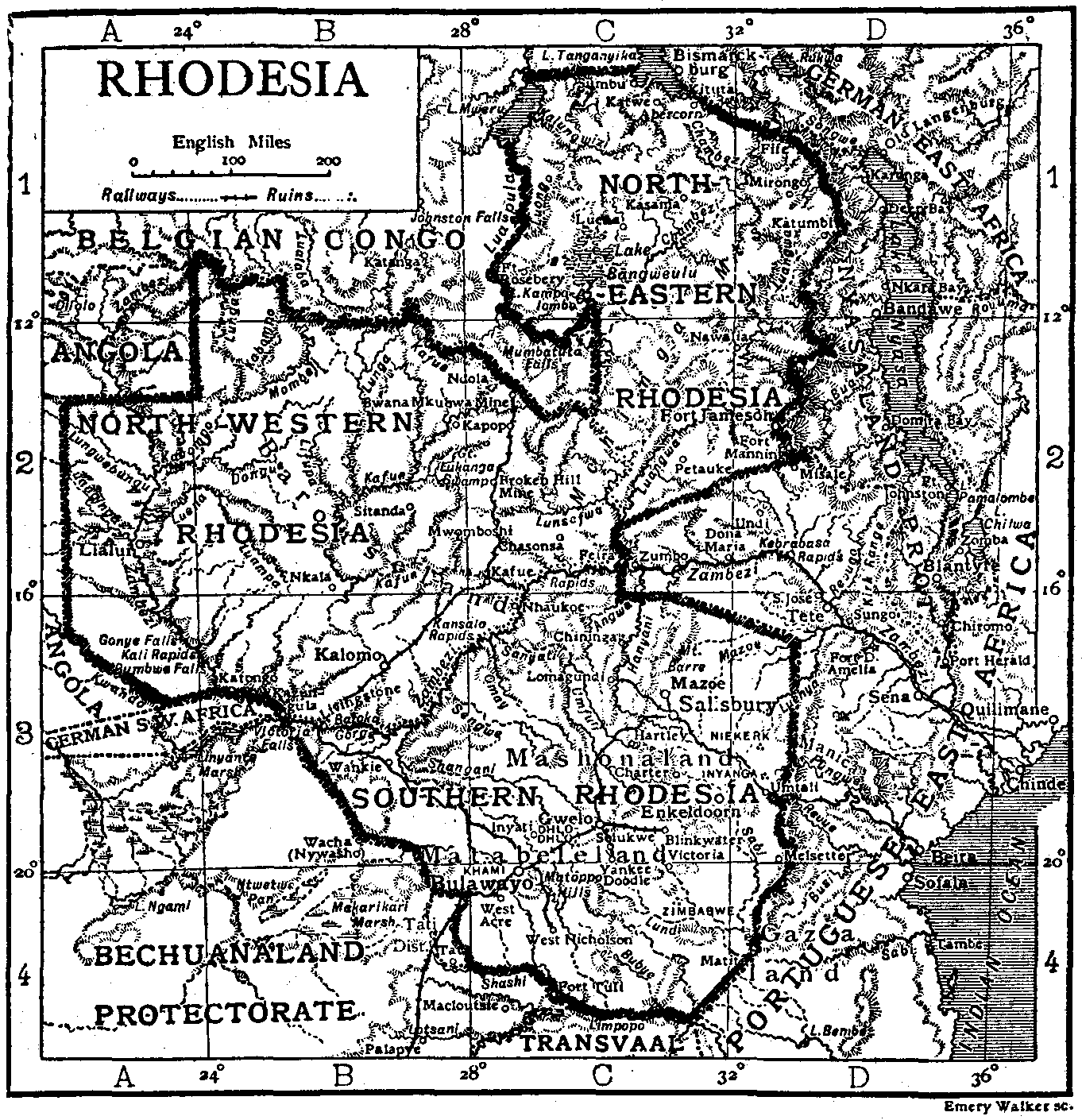
Carte de la Rhodésie dans l'édition de 1911 de lEncyclopædia Britannica.

En quelques mois de présence, les Britanniques expulsent les Portugais de l’est du territoire et fondent Umtali. Le royaume matabélé affaibli coexiste alors difficilement avec les implantations de la BSAC dans le Mashonaland et au nord du Zambèze. Le roi Lobengula est ulcéré par l'attitude de la BSAC envers son autorité. Lorsque des guerriers matabélés massacrent des Mashonas près de Fort Victoria en juillet 1893, Jameson, l'administrateur de la Compagnie dans le Mashonaland, tente sans succès d'arrêter les violences lors d'un indaba. Le 13 août 1893, Lobengula refuse d'accepter le paiement qui lui était dû dans les termes de la concession Rudd. Le lendemain, Jameson signe un accord secret avec les colons de Fort Victoria par lequel il leur promet chacun 24 km2 de terres agricoles, 20 titres de prospection et une part du bétail de Lobengula en échange de leur participation à la guerre contre le Matabeleland. De son côté, Lobengula tente sans succès d'envoyer une mission diplomatique en Angleterre.
Après quelques escarmouches, la Première Guerre ndébélé éclate en octobre 1893. Très vite, grâce à leur puissance de feu, les troupes de la BSAC progressent vers Bulawayo tandis que les Matabélés subissent une grave défaite à la bataille de la Shangani (25 octobre 1893). Le Kraal royal ndébélé de Bulawayo est incendié par Lobengula, obligé de quitter sa capitale, pour s'enfuir vers le nord . Envoyée en reconnaissance à l'avant de la colonne principale du major Patrick Forbes à la poursuite du monarque, la patrouille Shangani, composée de 34 soldats issus de la police montée du Mashonaland et de la police frontalière du Bechuanaland et dirigée par le major Allan Wilson, est prise en embuscade tendue par plus de 3 000 guerriers matabélés dans l'après-midi du 3 décembre 1893. Assiégés, les soldats sont massacrés. Son destin tragique marque la mémoire culturelle de l'Empire britannique et devient un événement fondateur de l'histoire nationale de la Rhodésie du Sud où elle est considérée comme l'équivalent rhodésien du siège de Fort Alamo ou de la bataille de Little Big Horn aux États-Unis. Les membres de la patrouille, en particulier Wilson et le capitaine Henry Borrow, deviennent les premiers héros nationaux de Rhodésie incarnant le courage face à des difficultés insurmontables. Lobengula décède quant à lui de la variole, dans la clandestinité, le 22 ou le 23 janvier 1894 tandis que ses terres sont partagées par la British South Africa Company : chaque Blanc reçoit ainsi 3 000 morgens, 20 titres aurifères et une partie du bétail ayant appartenu à Lobengula. Quant aux autres chefs tribaux matabélés, ils acceptent à l'unanimité la paix avec la BSAC lors d'un indaba tenu à la fin du mois de février 1894 alors que Cecil Rhodes décide de financer par la suite l'éducation de trois des fils de Lobengula.
Le nom de Rhodésie, qui était utilisé depuis 1892 par la plupart des premiers colons pour désigner les possessions de la BSAC, est officialisé par la BSAC en mai 1895 et par le Royaume-Uni en 1898. Plus particulièrement, les territoires jusque-là divisés en Zambézie du Nord et Zambézie du Sud en amont et en aval du fleuve Zambèze, sont baptisés Rhodésie du Nord et Rhodésie du Sud en l’honneur de Cecil Rhodes, initiateur de cette conquête territoriale (le nom faillit être celui de Cecilia, en l’honneur de la marquise de Salisbury).
En janvier 1896, constatant la faiblesse de l’armée de la BSAC après l’échec du raid Jameson sur le Transvaal, les Ndébélés déclenchent la « première Chimurenga » (rébellion ou guerre de libération) pour protester contre les conditions de vie imposées par les Britanniques. La situation ressemble ainsi souvent au far-west américain, les africains remplaçant les indiens.

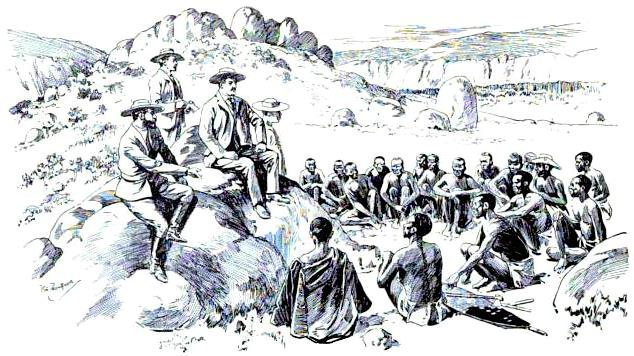
Les négociations d'armistice entre Rhodes et les chefs Ndébélés le 21 août 1896 dans les collines de Matopos.

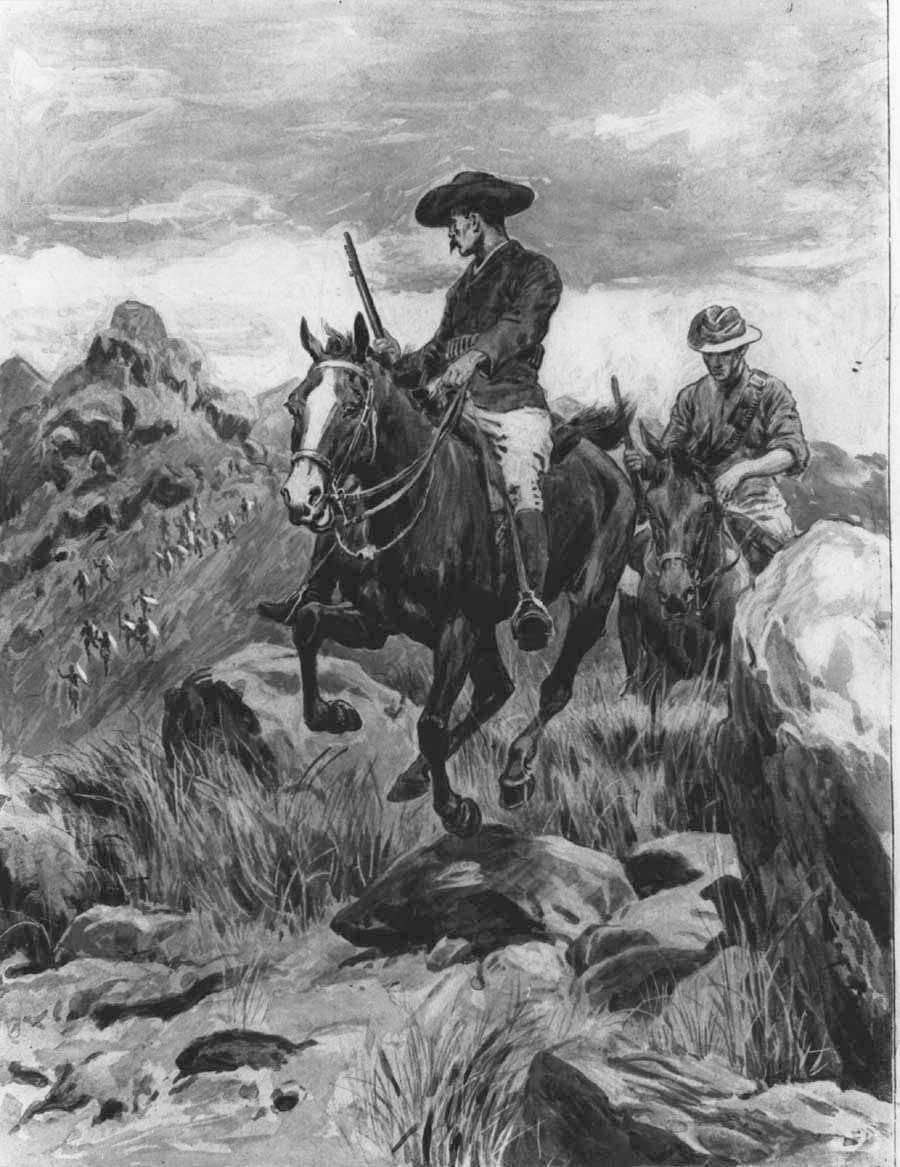
La pacification armée du Matabeleland (1896).

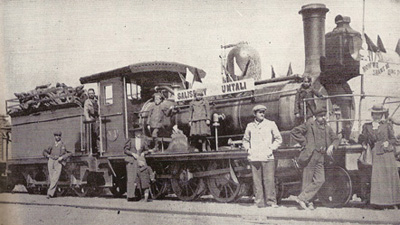
Inauguration en 1899 de la liaison en chemin de fer entre Salisbury et Umtali qui sera poursuivie jusqu'à Beira au Mozambique.

Le 24 mars 1896, un premier colon est tué. Puis, à la suite d'une vague de crimes sans précédent, les colons des districts isolés du Matabeleland sont évacués pour être mis à l’abri derrière les enceintes de Bulawayo, Gwelo, Belingwe et Tuli qui sont alors assiégées. En juin, le Mashonaland est gagné par la révolte et la route entre Salisbury et Umtali est coupée par les rebelles shonas. Les combats font rage. Les troupes impériales britanniques, stationnées ordinairement au Natal, ont alors la charge de dégager Bulawayo et les villes assiégées. Les colons plaident alors auprès de Cecil Rhodes la mise en œuvre d’une politique d’extermination que celui-ci refuse. Sous la pression du gouvernement de Londres, il vient par contre en personne et seul au milieu des monts Matobo afin de négocier un armistice avec les chefs ndébélés le 21 août 1896. Deux mois plus tard, la paix est signée : les Ndébélés récupèrent une partie de leurs terres et un certain degré d’autonomie sur leurs affaires intérieures mais de leur côté, les Shonas continuent de résister. Rhodes est tenté d’accepter la proposition de paix du chef shona Makoni mais le haut commandement britannique s’interpose, résolu à exiger une reddition sans condition. Celle-ci intervient finalement après la pendaison des principaux dirigeants, Kagubi et Nehanda, le 27 avril 1898.
Cecil Rhodes et Lord Grey, administrateur de la BSAC, tirent des conclusions identiques de ces évènements. Rhodes, en particulier, considérait favorablement les Ndébélés à cause des liens personnels qu’il avait tissés avec eux lors des négociations pour l’armistice. Il se déclare prêt à pratiquer une politique humaniste et libérale de coopération loyale. Lord Grey est quant à lui convaincu de la capacité des Shonas à moderniser leur économie et ne les juge nullement serviles ou stupides comme les lui avaient décrits les colons. Mais ces derniers, opposants irréductibles à l’assimilation, parviennent à imposer leur point de vue aux administrateurs de la BSAC, mettant à profit les divergences de celle-ci avec le Colonial Office. Après une campagne médiatique dans la presse et la menace d’une rébellion, ils obtiennent un nouveau régime administratif pour la Rhodésie du Sud. Par décret du 20 octobre 1898, un conseil exécutif et un conseil législatif sont créés : les colons élisent dorénavant quatre des neuf membres du conseil législatif (les cinq autres étant nommés par la BSAC). Ce conseil est entièrement composé de Blancs et ne représente que ces derniers.
En 1899, le conseil législatif est installé pour gouverner la colonie. L’importance de la représentation des colons ne va cesser d’y croître à mesure qu’allait diminuer celle de la BSAC. Par ailleurs, des réserves avaient été créées à l’usage exclusif des indigènes et servant de réservoirs de main-d'œuvre à bon marché. Aucun Européen ne peut néanmoins y pénétrer à l’exception des autorités civiles et des missionnaires. Ces derniers approuvent cette ségrégation territoriale car ils y voient surtout un moyen de protéger les Africains contre l’influence des mauvais Européens. Ils y voient aussi des terres de mission où ils peuvent construire des écoles, des dispensaires, des hôpitaux, des fermes, des églises et enseigner la religion du Christ. Il leur arrive souvent de s’opposer aux moyens employés par les colons mais ils ne s’opposent que très rarement au principe même de la colonisation. Ils deviennent des « administrateurs et des médiateurs entre Dieu, le gouvernement colonial et les Africains ».
Les nouveaux Rhodésiens (ou Rhodies pour désigner les Blancs de Rhodésie), comme tous conquérants, sont convaincus de l’infériorité des populations indigènes et que leur tutelle sur ces dernières ne peut se faire qu’à leur avantage.

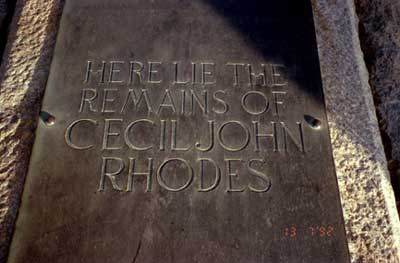
Sépulture de Cecil Rhodes aux monts Matobo.

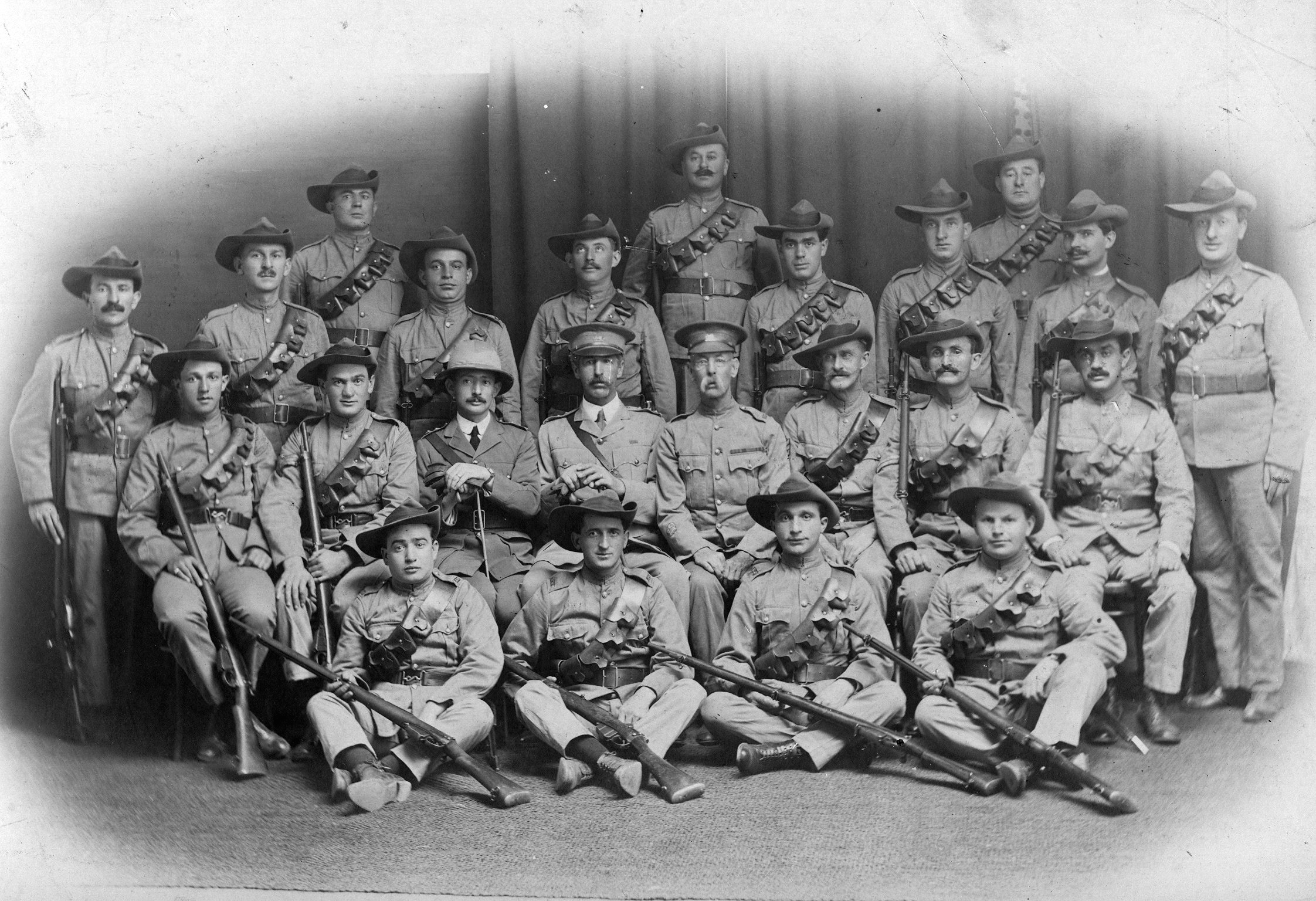
Contingent de réserves rhodésiennes en 1916.

Les Britanniques sont eux-mêmes satisfaits de voir qu’ils n’ont pas eu à organiser un massacre comme cela s’était passé quelques décennies plus tôt en Nouvelle-Zélande et que, mieux, ils ont fait construire des hôpitaux pour les Noirs et leur ont interdit la consommation d’alcool afin d’éviter qu’ils ne subissent le sort des Amérindiens d'Amérique du Nord.
En 1902, Cecil Rhodes meurt au Cap. Il est enterré sur les monts Matobo, près de Bulawayo, salué par des centaines de guerriers matabélés. En 1904, la Rhodésie du Sud compte 12 000 colons puis 23 606 dès 1911 soit environ 3 % de la population du territoire.
En 1912, la Rhodésie du Sud, qui attire l'essentiel des colons et des investissements, devient enfin rentable pour les actionnaires tandis que la Rhodésie du Nord continue de faire perdre des millions de livres à la BSAC. En 1914, la charte de la BSAC arrive à terme. Les colons parviennent à ce qu’elle soit renouvelée pour dix ans avec une clause réservée prévoyant l’autonomie des territoires avant la fin de la décennie. Durant les trois décennies de l'administration de la BSAC, des voies ferrées, des lignes télégraphiques et des routes sont construites dans les territoires auparavant vierges et l'immigration de dizaines de milliers de colons blancs permet la formation d'une vaste industrie minière et le développement de la culture du tabac. Des villes sont construites comprenant des banques, des églises, des hôpitaux et des écoles. La brousse est défrichée tandis que des terres arides sont irriguées. Des mines d’or, d’amiante, de charbon et de chrome sont mises en exploitation alors que, tout comme l’élevage bovin, l’agriculture (tabac, céréales) se développent. Si le chemin de fer qui part du Cap relie Bulawayo dès 1890 avant de franchir les chutes Victoria pour atteindre le Katanga en 1907, il n'atteindra jamais l’Égypte comme l'ambitionnait Cecil Rhodes. Des lignes indépendantes relient Bulawayo et Salisbury (Harare) à Beira au Mozambique mais toutes les terres proches des voies ferrées sont accaparées par les colons, reléguant les Africains dans des zones sans réels débouchés. Durant ces trois décennies, le mode de vie traditionnel des populations autochtone est bouleversé par l'introduction de la culture, des techniques et des infrastructures occidentales. Les Shonas et les Ndébélés ne profitent que très peu de cette expansion économique et industrielle et continuent à vivre selon une économie traditionnelle, ne retirant de la terre que le nécessaire à leur survie. Cependant, les colons, trop peu nombreux, sont tributaires de leur force de travail et par la loi vont obliger ces tribus à intégrer la « civilisation du travail » dont la pièce maîtresse est alors le Masters and Servants Act du 29 novembre 1901. Selon celle-ci, les contrats de travail, écrits ou oraux, sont conclus pour un mois mais aucun salaire minimum n’est fixé, les serviteurs étant obligés de suivre leurs maîtres dans leurs déplacements.
À l'entrée de la Grande-Bretagne en guerre contre l'Allemagne en aout 1914, les colons de la Rhodésie du Sud accueillent la nouvelle avec une grande ferveur patriotique. Bien qu'elle ait été l'un des rares belligérants à ne pas avoir fait appel à la conscription, la Rhodésie du Sud contribue plus, en proportion de sa population blanche, à l'effort de guerre britannique que tout autre territoire de l'Empire, y compris le Royaume-Uni. En effet, nombre d'entre eux se portent volontaires pour rejoindre l'armée britannique et combattre à l'étranger. Ces volontaires sont notamment déployés dans le corps royal des fusiliers du Roi au sein d'unités soit exclusivement rhodésiennes soit à majorité sud-africaine ou britannique. D'autres intègrent le Royal Flying Corps (future Royal Air Force) tandis que le régiment de Rhodésie, le régiment indigène de Rhodésie et la British South Africa Police participèrent aux campagnes d'Afrique du Sud-Ouest et de l'Est. D'autres colons restent cependant en Rhodésie pour lever des fonds et fournir du matériel et d'autres équipements. Au total, près de 5 716 rhodésiens rejoignent des unités combattantes soit environ 40 % des hommes blancs de la colonie. À ces colons blancs s'ajoutent 2 507 Rhodésiens noirs combattant dans le régiment indigène de Rhodésie, 30 Rhodésiens noirs dans le régiment de Rhodésie et environ 350 autres s'illustrant dans les unités britanniques et sud-africaines. Au total, plus de 800 Rhodésiens du Sud, de toutes origines, perdent la vie durant la Première Guerre mondiale.
La participation du territoire à la Première Guerre mondiale devient un des éléments central de l'histoire du pays et une grande source de fierté pour la communauté blanche et quelques noirs. En 1922, après de violentes querelles entre les colons et la BSAC, les Blancs de Rhodésie du Sud réclament leur émancipation et l’autonomie politique. Consultés par référendum, ils écartent le rattachement à l’Afrique du Sud. Le souvenir de la participation rhodésienne à la première guerre mondiale contribue à ce que le Royaume-Uni leur octroi un gouvernement responsable en 1923 tandis que la Rhodésie du Nord devient une colonie directement administrée par le Colonial Office l'année suivante.

## Colonie britannique (1923–1965)

Drapeau RdS 1923–1953.

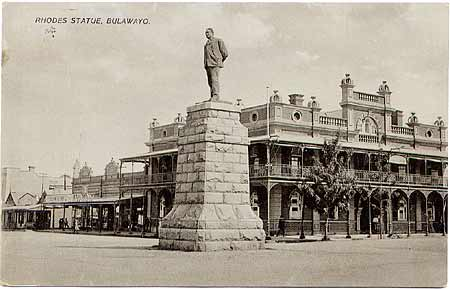
Statue de Cecil Rhodes dans le centre-ville de Bulawayo vers 1925.

En 1923, constatant que les bénéfices sud-rhodésiens sont loin de correspondre à ce qui était attendu, la British South Africa Company transfère les Rhodésies à la Couronne britannique. Un gouvernement autonome, dirigé par Charles Coghlan, est alors installé à Salisbury et chargé de la gestion du territoire de la Rhodésie du Sud. La Rhodésie du Nord et le Nyassaland, beaucoup moins européanisés, demeurent sous le contrôle du Colonial Office.

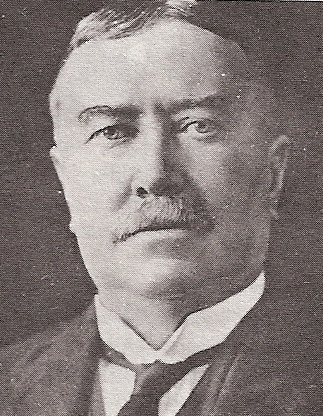
Charles Coghlan, premier ministre de Rhodésie du Sud de 1923 à 1928.

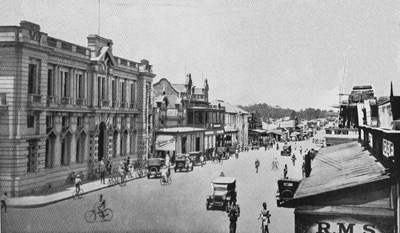
Salisbury dans les années 1930.

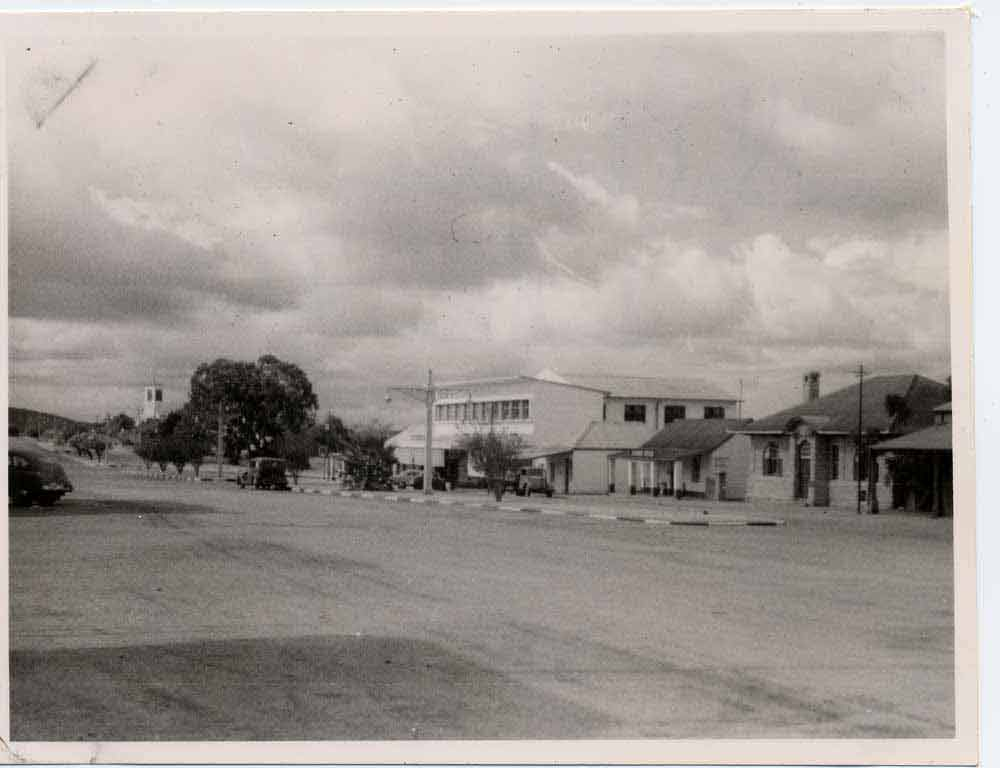
Fort Victoria en 1952.

Le monarque britannique est dorénavant représenté par un gouverneur, lequel peut agir contre l’avis du premier ministre sud-rhodésien. Le parlement britannique conserve le droit de légiférer pour la colonie, peut suspendre sa constitution et intervenir dans la législation interne au titre des clauses réservées (dont celui au titre de la protection des droits indigènes). Le gouvernement sud-rhodésien comprend un premier ministre élu par les 30 membres de l’assemblée législative et un cabinet formé par le premier ministre. Le système électoral rhodésien n'accorde le droit de vote qu'à ceux remplissant certains critères financiers et éducatifs. Ces critères sont les mêmes quelle que soit la couleur de peau mais peu de noirs les remplissent. Par conséquent, les électeurs et les parlementaires sont en très grande majorité blancs même s'ils ne représentent jamais plus de 5 % de la population totale.
Bien que la colonie est encore officiellement non raciale, le droit de vote se fonde sur la citoyenneté britannique et les revenus annuels, des conditions que très peu de Noirs peuvent remplir. Quant aux réserves indigènes, la constitution leur garantit l’inviolabilité de territoire. Le but de cet affranchissement des colons de la Rhodésie du Sud est d’encourager l’immigration vers ce territoire afin d’en faire un dominion comparable à l’Union sud-africaine. En 1927, la Rhodésie du Sud compte 38 200 Blancs pour 922 000 Noirs. À titre de comparaison, il y a 4 000 Blancs pour un million de Noirs en Rhodésie du Nord et 1 700 Blancs au Nyassaland pour 1 350 000 Noirs. En 1929, un secrétariat à l’éducation indigène est créé par le gouvernement d’Howard Unwin Moffat. En 1930, la scolarisation devient obligatoire pour les seuls enfants de colons alors que les crédits alloués à l’éducation des enfants noirs, vingt fois plus nombreux, n’atteigne pas le quart de ceux des enfants blancs.
Dans les années 1930, un régime ségrégationniste est officiellement instauré avec la Loi de répartition des terres (Land Apportionnement Act) alors qu’en 1934, une loi établit une législation sociale ségrégationniste, interdisant aux Noirs l’accès à certaines professions ou l’implantation dans des zones déclarées blanches. Ainsi, le territoire se retrouve divisé entre zone blanche, les réserves, les fonds d’achat indigène, les terres des missions et les terres de la couronne. Au total, la superficie allouée aux Noirs est sensiblement égale à celles des Blancs mais ces derniers sont dix fois moins nombreux que les Africains. Par ailleurs, les meilleurs sols et les terres en bordure des voies de communication sont situées en zone blanche. Les fermiers de ces zones vont d’ailleurs connaître une très grande prospérité. La réserve indigène, pourtant justifiée par le législateur britannique pour permettre aux Africains de se nourrir selon leur économie traditionnelle de subsistance, va se révéler totalement insuffisante pour une population en pleine croissance démographique. Enfin, les salaires des Noirs sont très bas alors que ceux-ci ne bénéficient d’aucun avantage social accordé aux Blancs.
Si la production de biens de consommation excède rapidement la demande intérieure, elle est vite orientée vers le commerce extérieur alors que les industries secondaires, implantées également en zone blanche, se développent. Les villes comme Salisbury, Bulawayo et Umtali sont les premières bénéficiaires de cette politique alors que les chutes Victoria, à la frontière des deux colonies rhodésiennes, permettent l’essor d’un tourisme de luxe pour les Européens, les Rhodésiens et Sud-Africains aisés.
L’opposition africaine à cette politique ségrégationniste se constitue mais reste peu organisée. Il existe ainsi une Rhodesia Bantu Voter’s Association, une Southern Rhodesia Native Association et une Southern Rhodesia African National Congress. Ces mouvements ne représentent que la petite classe moyenne noire et ne visent qu’à une réforme du système. Ce n'est qu'à partir des années 1940 qu’une opposition plus virulente voit le jour avec l’African Voice Association.

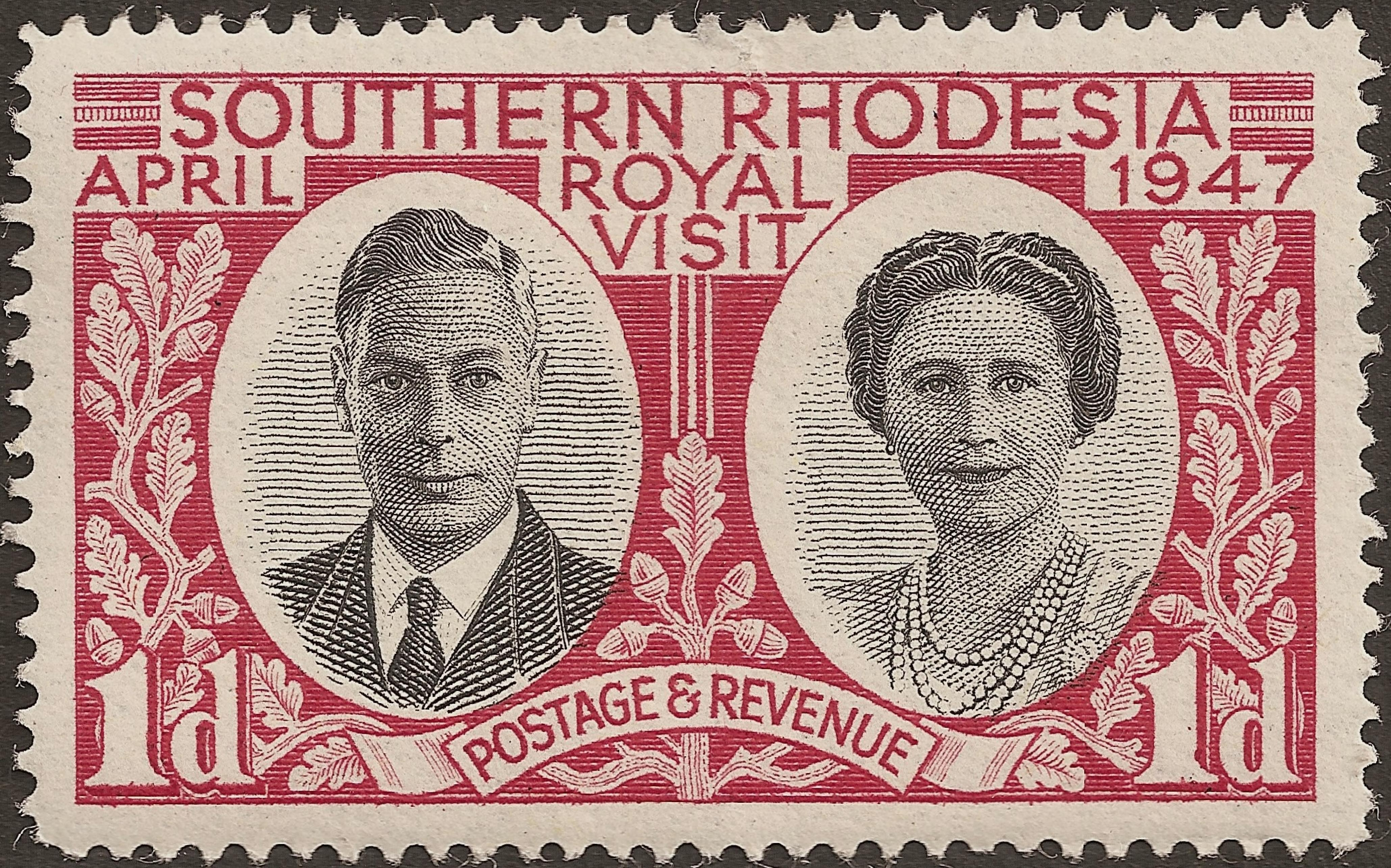
Timbre commémoratif de 1947 consacré à la visite de la famille royale en Rhodésie du Sud.

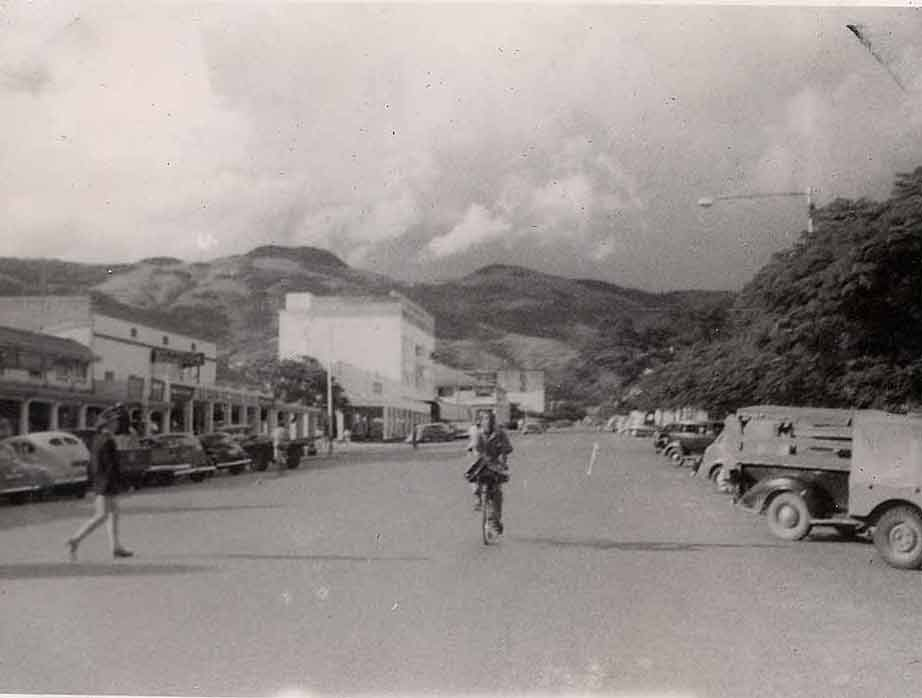
Umtali en 1952.

Jusqu’en 1946, l’éducation des enfants noirs est assurée essentiellement par les missionnaires. Au lendemain de la Seconde Guerre mondiale, le gouvernement sud-rhodésien prend en charge la scolarisation africaine en zone urbaine et ouvre des écoles secondaires. Il s’agit pour le gouvernement de reprendre l’instruction alors que les premiers chefs politiques noirs sortent des écoles des missions. En 1946, le nombre de Blancs est de 80 500 colons pour 1 640 000 Africains (20 000 Blancs en Rhodésie du Nord pour 1 600 000 Noirs et 2 300 Blancs au Nyassaland pour 2 340 000 Africains). Pour les Africains, le développement économique de la Rhodésie du Sud s’est toujours accompagné d’un durcissement de la ségrégation. Celle-ci est absolue dans les transports locaux. Aucun Africain n’occupe de poste élevé dans l’administration et si, lors de la visite de la famille royale britannique en 1947, plusieurs représentants africains sont invités aux réceptions officielles, ils ne le sont qu’à titre de figuration. Par ailleurs, les Noirs n’ont pas le droit de prendre les ascenseurs dans les immeubles commerciaux et la ségrégation est absolue dans les bureaux de poste et les écoles. Celles-ci sont d’ailleurs divisés en trois catégories, selon la race (Africains, Asiatiques et Blancs). Ce développement économique a considérablement accru le revenu national brut de la Rhodésie du Sud mais les trois quarts de celui-ci vont au secteur blanc contre un quart au secteur noir, lequel représente pourtant 92 % de la population. Ainsi en 1949, une enquête des Nations-Unies révèle que la Rhodésie du Sud est l’un des territoires où la disparité des revenus est l’une des plus élevées du monde : le revenu annuel d’un Africain est alors de 31 $ contre 1 170 $ pour un Rhodésien d’origine européenne.
Contrairement à leurs compatriotes de Rhodésie du Nord, les Noirs de Rhodésie du Sud ne jouissent pas du droit de grève, ne peuvent adhérer à un syndicat ou à un parti politique et leurs droits fonciers sont peu respectés. Ainsi, en 1951, une loi sur la propriété agricole des Africains (Native Land Husbandry Act), répartissant en petites propriétés de six acres les pâturages communs des réserves africaines, déclenche une ferveur nationaliste inconnue jusque-là. Ces parcelles sont notoirement insuffisantes et leur établissement admet implicitement que les industries européennes peuvent compter sur les bras en surnombre. En effet, cette loi précipite la naissance d’un prolétariat « sans droits, sans terres, sans foyer » alors que d’immenses étendues de terres arables restent en friche en zone blanche.
Au début des années 1950, la Rhodésie du Sud compte alors plus de deux millions d’habitants dont 200 000 Blancs (soit précisément un Blanc pour 13 Noirs).

### Fédération de Rhodésie et du Nyassaland (1953–1963)

Drapeau de la Fédération de Rhodésie et du Nyassaland (1953-1963).

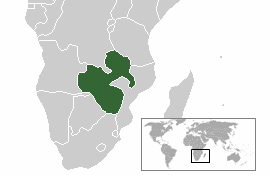
Carte de la Fédération de Rhodésie et du Nyassaland.

En 1953, après maintes hésitations, le gouvernement britannique décide d’expérimenter une union administrative et économique de ses colonies d’Afrique centrale en les regroupant sous le contrôle d’un gouvernement fédéral. Cette Fédération de Rhodésie et du Nyassaland (ou Fédération d’Afrique centrale) devait permettre d’assainir l’économie des deux Rhodésies alors que le Nyassaland devait servir de réserve de main-d'œuvre utile à l’industrialisation de la région. L’association raciale envisagée au sein d’un État officiellement multiracial est de permettre de sauvegarder les intérêts de l’Empire colonial britannique et être un exemple politique et économique pour d’autres États en proie à des révoltes nationalistes comme le Kenya.
La Fédération instaure la mise en place d’un gouvernement fédéral et l’octroi de certains droits aux Africains. Ceux-ci sont associés aux décisions du gouvernement pour leur permettre d’acquérir l’expérience de la gestion des affaires et la possibilité d’exercer dans le futur la réalité du pouvoir. Les Noirs peuvent voter mais les conditions pour accéder au droit de vote sont encore tellement drastiques que moins de mille d’entre eux possèdent une carte d’électeur. Néanmoins, six des 35 membres du parlement fédéral sont des Noirs et trois Blancs supplémentaires doivent veiller au respect des intérêts des Africains. Un comité des affaires africaines peut par ailleurs en appeler au gouvernement britannique s'il estime que les droits des Africains ne sont pas respectés. Ainsi, plusieurs lois ségrégationnistes sont abolies dans toute la Fédération (les Noirs peuvent maintenant pratiquer des professions qui leur avaient été interdites et travailler en centre-ville). Les officiels sud-rhodésiens admettent d’ailleurs que les Noirs peuvent un jour devenir majoritaires dans les Parlements. N'étant pas un protectorat mais une colonie avec gouvernement responsable, la Rhodésie du Sud conserve son gouvernement autonome pour les affaires intérieures.

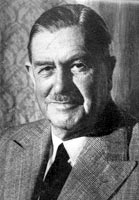
Sir Godfrey Huggins, premier ministre de la Fédération rhodésienne de 1953 à 1955.

Le poste de Premier ministre de la Fédération revient à Sir Godfrey Huggins (anobli sous le titre de Lord Malvern) qui était depuis 1933 le premier ministre de Rhodésie du Sud. Son successeur à la tête du gouvernement de la colonie est Garfield Todd, un libéral et un fédéraliste, partisan de l’accession au pouvoir en douceur de la majorité noire et opposant à la discrimination raciale. Le gouvernement fédéral de Godfrey Huggins (du Parti fédéral uni) s’attache à développer l’industrie, monopole des colons blancs et l’agriculture, particulièrement les plantations de tabac. Il ne peut empêcher cependant la paupérisation des zones rurales. L’un des projets phares (et héritage historique) de la Fédération est surtout la construction du barrage hydro-électrique du lac Kariba dont l’énergie disponible est alors envoyée vers les grandes villes et les zones industrielles comme les mines de la « ceinture de cuivre » de Rhodésie du Nord. Les partis politiques fédéraux étant également non raciaux, bon nombre d’Africains commencent à y adhérer comme Joshua Nkomo au Parti fédéral uni de Godfrey Huggins.

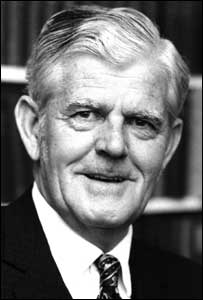
Sir Garfield Todd, premier ministre de Rhodésie du Sud (1953-1958).

Cependant, la population africaine de Rhodésie du Nord et du Nyassaland ne considère la Fédération que comme un avorton du colonialisme et de la suprématie blanche. Si la Fédération élargit bien les droits économiques et sociaux des Noirs de Rhodésie du Sud, elle est un obstacle aux aspirations nationalistes de l'élite autochtone de ces deux protectorats. En 1955, la City Youth League est fondée par des nationalistes noirs. En 1957, elle fusionne avec la Southern Rhodesia African National Congress pour former une nouvelle ANC dirigée par le responsable travailliste ndébélé Joshua Nkomo. En 1957, le premier ministre Garfield Todd abaisse les critères financiers et éducatif pour accroître le nombre d'électeurs noirs mais très peu d'entre eux s'enregistrent sur les listes électorales en raison des intimidations et des agressions menées par les mouvements nationalistes noirs. Ces derniers estiment que la violence et le boycott de la politique permettront aux Noirs d'obtenir plus rapidement le contrôle des institutions En 1958, Todd est contraint par son parti, le parti fédéral uni (United Federal Party - UFP), de démissionner de son poste de premier ministre de Rhodésie du Sud. Il est remplacé par un partisan de la ségrégation, Edgar Whitehead. La chute de Todd convainc les derniers nationalistes africains modérés que les colons blancs veulent aller vers un système d’apartheid et ne croient pas au principe d’association prônée par la fédération. Le 26 février 1959, l’état d'urgence est proclamé dans chacune des trois colonies. L’ANC de Nkomo est interdite mais se reconstitue le 1er janvier 1960 sous la bannière du National Democratic Party. Plus de 500 dirigeants nationalistes sont arrêtés et internés aux environs de Marandellas. Joshua Nkomo, alors à l’étranger, est le seul dirigeant nationaliste à échapper aux rafles. La Rhodésie du Sud ne connait pourtant pas de violents soulèvements mais plutôt des campagnes de défiance pacifique. Leur inspiration est le mode de protestation alors en cours dans le sud des États-Unis. Vêtus en costumes, ils entrent dans des bars, hôtels ou restaurants réservés aux Blancs et demandent une consommation. Quand ils ne sont pas battus ou expulsés, ils ressortent dignement sous les insultes.

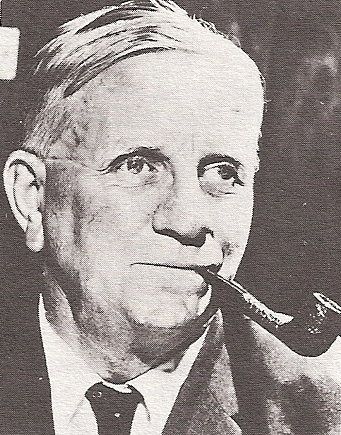
Edgar Whitehead, premier ministre de Rhodésie du Sud de 1958 à 1962.

Si les Noirs de Rhodésie du Sud, au contraire de leurs homologues des deux autres territoires, ne sont pas hostiles à la Fédération, c’est que celle-ci leur a apporté des avantages. C’est dans ce cadre constitutionnel qu’ils fixent l’essentiel de leur combat politique. Ils en appellent à une constitution pleinement démocratique sous le slogan « one man one vote » dans un contexte d'accélération du mouvement de décolonisation de l'Afrique et du discours du Wind of Change du premier ministre britannique Harold MacMillan. En octobre 1960, le Rapport Monckton commissionné par le gouvernement britannique constate « la haine pathologique et générale des Africains de Rhodésie du Nord et du Nyasaland envers la Fédération ». La raison principale en est attribuée à l’attitude des Blancs de Rhodésie du Sud mais ceux-ci également sont en partie défavorables à la Fédération par crainte du pouvoir politique croissant des Noirs. Le rapport Monckton propose néanmoins de sauver la Fédération en abrogeant toute politique de discrimination raciale à l’intérieur des trois colonies. En décembre 1960, Joshua Nkomo, Kenneth Kaunda et Hastings Kamuzu Banda, les représentants africains des deux Rhodésies et du Nyassaland, quittent la conférence constitutionnelle ouverte à Lancaster House dans le but de réviser la constitution fédérale provisoire de 1953. Ils protestent ainsi contre l’intransigeance des colons blancs de Rhodésie du Sud à refuser l’égalité raciale et politique. Hastings Kamuzu Banda et Kenneth Kaunda, les dirigeants africains du Nyassaland et de Rhodésie du Nord ne tardent pas à engager des pourparlers avec le gouvernement britannique pour se retirer définitivement du processus de révision et demander l’indépendance. En janvier 1961, pour tenter de sécuriser l'indépendance de la Rhodésie du Sud en cas d'éclatement de la Fédération, le premier ministre Edgar Whitehead accepte une nouvelle constitution pour la Rhodésie du Sud lors d'une conférence réunie à Londres. Le système électoral envisagé par le projet divise l'électorat en un groupe « A » (comprenant 50 circonscriptions) et un groupe « B » (15 circonscriptions plus larges). Les conditions à remplir pour être électeur du groupe « A » reposeraient sur un système censitaire combinant différents critères exigeants dont le niveau d’éducation et la propriété foncière ou immobilière (principe électoral adopté dès 1923). Les critères à remplir pour être électeur du groupe « B » seraient moins exigeants et permettraient à un plus grand nombre de personnes de voter. Ce système n'est en théorie pas discriminatoire mais en pratique, la liste « A » est largement blanche et la liste « B » presque entièrement noire (95 % de ce corps électoral serait issu de la minorité blanche laquelle constitue 8 % de la population). Si le projet de constitution ne contient aucune garantie explicite pour une future indépendance, elle est, pour Whitehead, Roy Welensky et leurs partisans, l'ébauche d'une constitution qui amènerait la Rhodésie du Sud à l'indépendance en tant que royaume du Commonwealth sur le même plan que l'Australie, le Canada et la Nouvelle-Zélande, notamment si la Fédération se divisait. Les chefs nationalistes noirs comme Joshua Nkomo sont initialement favorables à la constitution et signent une version préliminaire mais finissent par la rejeter presque immédiatement en appelant à boycotter les élections selon les nouvelles dispositions,. Ce revirement est un échec pour le gouvernement sud-rhodésien d’Edgar Whitehead qui, en signe d’ouverture, a mis fin aux mesquines discriminations raciales dans les lieux publics, les cinémas et les piscines. Les nationalistes noirs veulent des droits plus substantiels et l’égalité juridique et citoyenne.

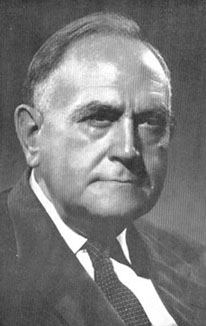
Roy Welensky, premier ministre de la Fédération rhodésienne de 1955 à 1963.

Lors du vote interne de l'UFP sur la constitution le 22 février 1961, le député fédéral et vétéran de la Seconde Guerre mondiale, Ian Smith, est le seul des 280 délégués à voter contre. Il quitte l'UFP et apporte son soutien à l'United Group, une coalition rassemblant les opposants à la constitution comme les conservateurs du Dominion Party de William Harper et Winston Field ainsi que les libéraux, même si leurs motivations sont variées et parfois contradictoires. Le Dominion Party demande en outre la création sur le Zambèze d’une ligne Maginot de défense de la civilisation en Afrique australe. Le 26 juillet 1961, le projet de constitution est proposé par référendum aux 80 000 électeurs sud-rhodésiens. Boycottés par les 4 000 électeurs africains à l’appel de Nkomo, elle est approuvée par 66 % des électeurs, principalement blancs, satisfaits de voir le Royaume-Uni renoncer à ses pouvoirs réservés qui l’autorisaient à intervenir pour défendre les intérêts africains. Approuvée ensuite par le parlement britannique le 22 novembre 1961, la nouvelle constitution rhodésienne entre en vigueur le 6 décembre 1961 alors que la colonie connait de nouvelles tensions. L’agitation nationaliste grandissant, celle-ci devient violente et menace « le petit paradis » que se sont créés les descendants des colons.

Alors que le gouvernement britannique supervise le transfert du pouvoir de la minorité blanche à la majorité noire au Nyasaland et se prépare à faire de même en Rhodésie du Nord, Ian Smith estime que la Fédération n'a plus aucun avenir et décide de créer un nouveau parti qui défendrait l'indépendance de la Rhodésie du Sud sans transfert de pouvoir immédiat à la majorité noire. En décembre 1961, il forme le Parti réformateur rhodésien (RRP) regroupant des déçus de l'UFP.
Dans le même temps, le 8 décembre 1961, le principal groupe nationaliste noir, le Parti démocratique national, est interdit en raison de ses pratiques violentes (des cocktails Molotov sont balancés dans les rues à l'encontre des symboles du pouvoir blanc) même s'il se reforme, dès le 17 décembre, en tant que Zimbabwe African People's Union (ZAPU), revendiquant l’égalité raciale, le suffrage universel et l’indépendance de la Rhodésie du Sud qu'il rebaptiserait Zimbabwe en référence aux ruines pré-coloniales découvertes près de Fort Victoria. . Le premier ministre Whitehead tente cependant de contrer ces nationalistes et de convaincre les Noirs éligibles à s'enregistrer sur les listes électorales. En vue de les convaincre, il annonce que s'il remportait les prochaines élections, il abolirait le Land Apportionment Act qui réservait aux Blancs les droits fonciers dans certaines zones. Ces promesses ne convainquent que peu d'électeurs noirs mais irritent surtout de nombreux Blancs qui rejoignent le RRP ou le Dominion Party de Field. En outre, l’afflux de 25 000 réfugiés européens fuyant le Congo belge, après ceux qui avaient fui le Kenya lors de la révolte des Mau Mau, finit de traumatiser les descendants des pionniers de Rhodes.
Le 13 mars 1962, Ian Smith, Winston Field et d'autres se rencontrent à Salisbury et décident de s'unir contre Whitehead au sein du Front rhodésien (Rhodesian Front-RF). La composition du nouveau parti est assez hétérogène entre les anciens membres de l'UFP comme Smith qui défendent une transition progressive vers la majorité noire et une administration basée sur le mérite et les partisans conservateurs du Dominion Party dont certains sont favorables à une politique de ségrégation raciale semblable aux idées du Parti national sud-africain. Ses membres sont néanmoins unis par leur opposition commune aux promesses de réformes de Whitehead qui, selon eux, provoqueraient une crise semblable à celle déchirant le Congo, la fuite de la communauté blanche et finalement la désintégration du pays. Dans le contexte plus large de la guerre froide, le RF, farouchement anticommuniste, veut incarner au côté de l'Afrique du Sud et du Portugal, un rempart contre ce qu'il considère comme être l'expansionnisme soviétique et chinois. Le Front rhodésien souhaite réformer la constitution fédérale qu’il propose d’amender car selon eux, elle « entendait promouvoir la domination des Africains avant que ceux-ci aient acquis une expérience suffisante du gouvernement démocratique » tandis que le comité spécial des Nations-Unies sur la décolonisation se prononce le 16 mai 1962, pour des motifs contraires, pour la dissolution de la Fédération et que le 28 juin 1962, l’Assemblée générale des Nations-Unies demande au Royaume-Uni de convoquer une nouvelle conférence constitutionnelle qui garantirait les droits de la majorité de la population. Le 30 octobre 1962, à la tribune des Nations unies, Roy Welensky, le premier ministre fédéral, tente encore de sauver la Fédération et déclare « sans aucun doute, les Africains seront la majorité dans une quinzaine d’années ».
Entretemps, Whitehead a convoqué des élections en Rhodésie du Sud pour le 14 décembre 1962. Le RF, qui avait ignoré les élections fédérales d'avril 1962 les estimant sans intérêt, concentre ses efforts sur cette échéance électorale tandis que Whitehead, considéré comme trop libéral par l'électorat blanc, tente à nouveau de réduire la violence des nationalistes noirs en interdisant le ZAPU et en arrêtant 1 094 de ses membres (septembre 1962). Un grand nombre d'entreprises, qui avaient auparavant financé l'UFP, se tournent dans ce contexte vers le Front rhodésien lequel exploite le chaos qui règne dans l'ancien Congo belge et les incertitudes entourant l'avenir de la Rhodésie du Sud pour créer un sentiment d'urgence. Il promet ainsi de maintenir le pouvoir « dans des mains responsables », de défendre le Land Apportionment Act, de s'opposer à la discrimination positive pour les Noirs et d'obtenir l'indépendance du pays.

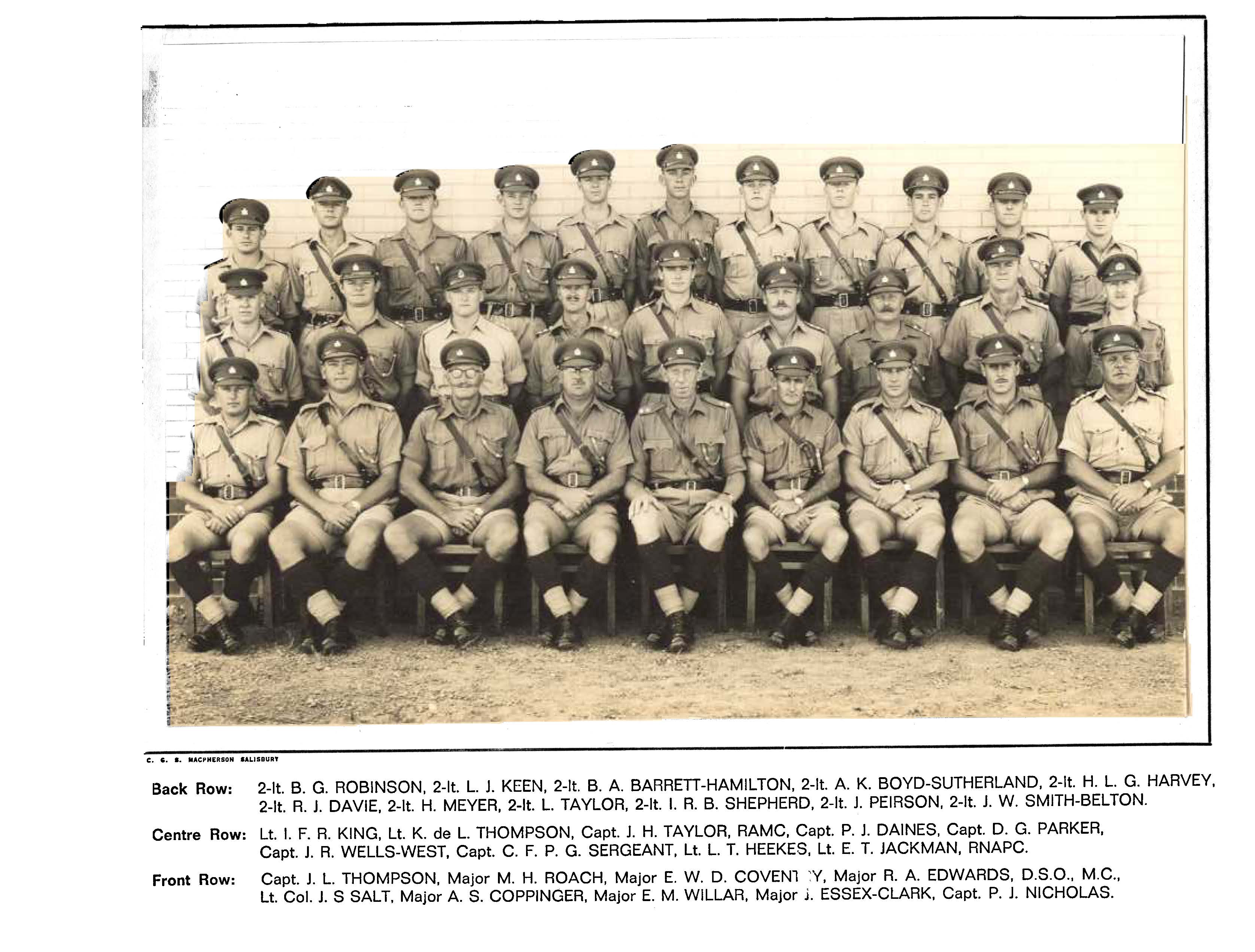
Officiers des Rhodesians Light Infantry en 1962.

La campagne est serrée jusqu'à la veille de l'élection quand Whitehead fait ce qui se révèle être une grave erreur politique en déclarant lors d'un rassemblement à Marandellas qu'il nommerait immédiatement un Noir dans son gouvernement et que ce dernier pourrait en compter jusqu'à six. Cette déclaration est largement relayée par les radios juste avant l'ouverture des bureaux de vote le lendemain et elle stupéfie de nombreux électeurs blancs qui changent d'avis à la dernière minute. Le 14 décembre 1962, avec 8 000 voix d'avance, le Front rhodésien mené par Winston Field remporte 55 % des voix et 35 sièges contre 44 % des suffrages et 29 sièges au Parti fédéral uni. Plus précisément, le RF remporte 35 sièges issus de la liste « A » contre 15 pour l'UFP lequel remporte 14 des 15 sièges de la liste « B ». Peu d'observateurs s'attendaient à ce résultat et même le RF est quelque peu surpris par sa victoire. La majorité des 10 000 électeurs noirs a massivement boycotté l’élection suivant les mots d’ordre de Joshua Nkomo. Ce résultat électoral manifeste aux yeux du gouvernement britannique la peur des Blancs de Rhodésie du Sud, affolés par le développement de la politique multiraciale prônée par Whitehead.

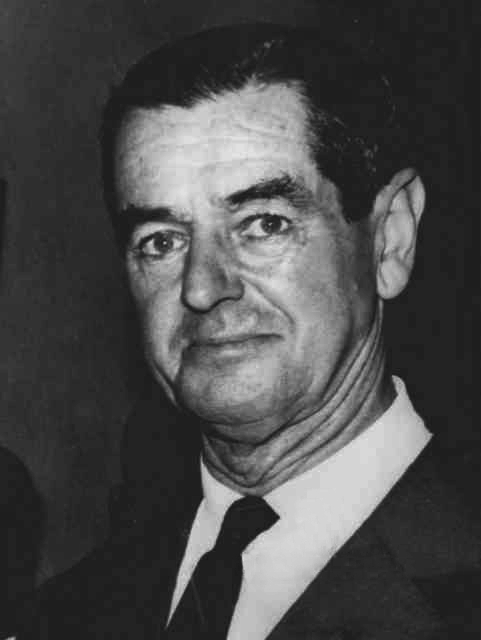
Winston Field, premier ministre de Rhodésie du Sud de 1962 à 1964.

Le nouveau gouvernement formé par Winston Field, dans lequel Ian Smith est vice-premier ministre et ministre des Finances, prend alors des mesures radicales. Entendant bien repousser le danger communiste, il interdit sous ce motif les rassemblements et meetings politiques des Noirs. Il calque en outre sa législation sur celle modelée en Afrique du Sud en vue de mettre fin à toute activité politique suspectée de communisme. Ainsi, la peine de mort devient-elle automatique pour tout crime commis à l’aide de bombes ou d’explosifs. La police criminelle (Criminal Investigation Department ou CID) et les Renseignements Généraux (Special Branch ou SB) sont renforcés. Par ailleurs, le gouvernement du Front rhodésien peut compter sur l’appui sans réserves des 622 chefs des conseils tribaux qui depuis longtemps sont devenus des fonctionnaires, aidant à la perception des impôts, à l’arrestation des criminels et informer les autorités de tout ce qui se passait sous leur juridiction (morts, épidémies, entretien des routes, éducation primaire, etc.). Ces chefs sont surtout très hostiles aux nationalistes africains qui veulent leur retirer leurs prérogatives. Le Front rhodésien lance alors une politique de développement des communautés créant un conseil national des Chefs renforçant leurs pouvoirs.
Au début de l’année 1963, le Royaume-Uni reconnait le droit au Nyassaland de quitter la Fédération et de préparer son indépendance. En Rhodésie du Nord, Kenneth Kaunda et Harry Nkumbula forment un gouvernement nationaliste et sécessionniste noir condamnant le maintien de l'unité de la Fédération avec la Rhodésie du Sud du Front rhodésien. Le 29 mars 1963, le Royaume-Uni reconnait le droit à la Rhodésie du Nord de quitter la fédération et de préparer son indépendance. Field fait alors de l'indépendance de la Rhodésie du Sud sa priorité mais il se heurte au gouvernement conservateur britannique qui ne souhaite pas l'accorder sans transfert de pouvoir à la majorité noire afin de préserver son prestige et celui du Commonwealth,. En outre, l'opposition travailliste anticolonialiste est favorable aux ambitions nationalistes noires et hostile à toute concession envers la minorité blanche de Rhodésie du Sud. Néanmoins, du fait de ses statuts, il est impossible pour le Royaume-Uni de dissoudre la fédération rhodésienne sans la coopération de la Rhodésie du Sud qui avait signé l'accord d'union en 1953. Selon Smith, Field et d'autres membres du Front rhodésien, les représentants britanniques font plusieurs promesses concernant l'indépendance de la Rhodésie du Sud pour s'assurer de sa participation et de son soutien à une conférence sur l'avenir de la fédération mais aucun engagement écrit n'est pris. Le 28 juin 1963, la conférence réunissant les Britanniques, les dirigeants des Rhodésies et du Nyassaland, est organisée aux chutes Victoria où il est décidé entre autres choses de liquider la Fédération avant la fin de l'année. La mort de la Fédération est entérinée par le parlement britannique le 25 juillet suivant. C'est dans ce contexte que le Royaume-Uni accepte de discuter du statut de la Rhodésie du Sud avec le sous-comité des Nations unies consacré aux décolonisations. Du côté de la ZAPU, des dissensions internes apparaissent aboutissant à une scission et à la fondation en août 1963 en Tanzanie, par des membres déçus du ZAPU, de la Zimbabwe African National Union (ZANU) dirigé par Ndabaningi Sithole.
Le 31 décembre 1963, la Fédération de Rhodésie et de Nyassaland est officiellement dissoute, permettant à la Rhodésie du Nord et au Nyassaland de préparer leur indépendance.

### Déclaration unilatérale d’indépendance (1964–1965)

Drapeau de la Rhodésie du Sud (1964-1968).

En 1964, à la suite de la dissolution de la Fédération de Rhodésie et du Nyassaland, le Royaume-Uni transfère à la Rhodésie du Sud la totalité des forces militaires terrestres et aériennes de l’ancienne Fédération, prix à payer selon elle d’une dissolution pacifique. Le Royaume-Uni n’est cependant pas prêt à accorder l’indépendance à la Rhodésie du Sud et Duncan Sandys, secrétaire britannique aux relations avec le Commonwealth, met en garde Winston Field dès février 1964 sur les conséquences d’une telle décision. Les apparentes hésitations de Field dans ses discussions avec le gouvernement britannique provoquent des tensions au sein du front rhodésien. Le 2 avril, le comité de direction du RF adopte une motion de censure presque unanime à l'encontre de Field qui le contraint à démissionner de son poste de premier ministre onze jours plus tard (13 avril 1964). Ian Smith accepte de le remplacer à la demande du cabinet et devient le premier premier ministre à être né en Rhodésie du Sud. « Pour la première fois de son histoire, le pays avait un premier ministre né en Rhodésie, quelqu'un dont les racines n'étaient pas en Grande-Bretagne mais en Afrique australe ; en d'autres mots, un africain blanc ». Smith est choisi parce qu'il affiche des valeurs et des convictions intransigeantes : il reproche notamment aux Britanniques d'avoir abandonné leurs idéaux et accuse le Commonwealth d'avoir oublié ses principes fondateurs au milieu du Wind of Change. Pour lui, la Rhodésie du Sud est mise à l'écart parce qu'elle continue de respecter ces valeurs. 

Du côté des nationalistes africains, Joshua Nkomo, le chef du ZAPU, qualifie la nouvelle administration rhodésienne d'« escadron suicide… intéressé non pas par le bien être de tout le peuple mais uniquement par le sien » et prédit que le RF « finirait par s'autodétruire ». Affirmant qu'une « place durable pour l'homme blanc » en Rhodésie du Sud bénéficierait à tous les habitants du pays, le nouveau premier ministre déclare que son gouvernement serait basé « sur le mérite et non sur la couleur ou le nationalisme » et souligne qu'il n'y aurait « aucun gouvernement nationaliste africain ici durant [sa] vie ».
Dès sa prise de fonction le 14 avril 1964, Ian Smith fait connaître le programme de son administration par des annonces en pleine page dans les journaux rhodésiens : « Pas de discrimination positive. Pas d'abaissement des standards. Pas d'abdication du gouvernement responsable. Pas d'abrogation du Land Apportionment Act. Pas d'apaisement pour satisfaire le bloc afro-asiatique ». Lorsqu'il apprend en juin 1964 que Salisbury ne serait pas représenté à la conférence des premiers ministres du Commonwealth pour la première fois depuis 1932, il se sent profondément insulté et accuse le Royaume-Uni de trahison, de double standard et d'apaisement. Sur le plan intérieur, il réprime durement le nationalisme noir dont la violence s'était accrue depuis la création de l'union nationale africaine du Zimbabwe (ZANU). Ce dernier et le ZAPU sont d'ailleurs divisés selon des critères politiques mais aussi tribaux : le ZANU est essentiellement composé de shonas, a une idéologie marxiste-léniniste et est soutenu par l'Union soviétique et ses alliés du pacte de Varsovie tandis que le ZAPU compte majoritairement de ndebeles et s'est aligné sur le maoïsme et le bloc mené par la Chine communiste. Les partisans des deux groupes s'affrontent constamment, ciblant fréquemment les noirs non-alignés qu'ils espèrent recruter et attaquent parfois les policiers ou les intérêts blancs,. Alors que le ZANU et le ZAPU organisent des grèves et des manifestations dont un appel au boycott des écoles pour les élèves noirs, le ministre de la Justice Clifford Dupont fait arrêter Nkomo et les autres dirigeants des deux partis avant de les interner à Gonakudzingwa dans une région reculée du Sud-Est. L'assassinat politique d'un fermier blanc, Petrus Oberholzer, par des membres du ZANU le 4 juillet 1964 marque le début d'une escalade de la violence qui culmine par l'interdiction du ZANU et du ZAPU le 26 août,,,. La plupart de leurs dirigeants étant emprisonnés, les deux organisations et leurs groupes paramilitaires respectifs, la Zimbabwe African National Liberation Army (ZANLA) et la Zimbabwe People's Revolutionary Army (ZIPRA), commencent alors à opérer depuis l'étranger.
Entretemps, depuis le 1er juillet 1964, le Nyassaland rebaptisé Malawi a accédé à l’indépendance. Il est suivi en octobre de la Rhodésie du Nord sous le nouveau nom de Zambie ce qui amène les autorités de Rhodésie du Sud à commencer à se désigner simplement comme Rhodésie ce qui lui est refusé par le gouvernement britannique. À la suite de ces indépendances, plusieurs milliers d’Européens émigrent de ces deux nouveaux pays pour se réfugier en Rhodésie du Sud et en Afrique du Sud. Roy Welensky, l’ancien champion de la cause fédérale, émigre lui-même de Zambie pour la Rhodésie du Sud où il tente de structurer un parti loyaliste envers le Royaume-Uni et opposé à toute tentative de déclaration unilatérale d’indépendance. Mais ce nouvel afflux de Blancs en provenance d’ancienne colonie ne fait qu’attiser la peur des Rhodies, déjà traumatisés par le sort des Pieds-Noirs d’Algérie auxquels ils se comparent.

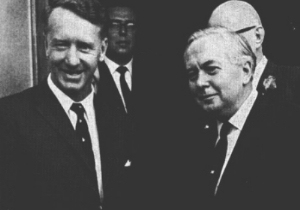
Ian Smith et Harold Wilson en 1965.

En septembre 1964, des pourparlers s'engagent entre Smith et le Britannique Alec Douglas-Home. Pour faire avancer la situation, Smith accepte finalement l'exigence britannique selon laquelle les termes d'une indépendance rhodésienne doivent être accepté par une majorité de l'opinion pour que cette dernière soit effective. Les discussions bloquent cependant immédiatement sur la manière de compter le vote noir. La victoire des travaillistes en octobre 1964 complique la situation de Smith qui change d'interlocuteurs et passe d'un plus conciliant Alec Douglas-Home au nouveau premier ministre Harold Wilson, bien moins favorable aux idées du Front rhodésien et qui inévitablement accélère les dissensions et tensions entre Salisbury et Londres. Dès le 27 octobre, Wilson à peine élu met en garde la Rhodésie du Sud contre toute velléité de déclaration unilatérale d’indépendance. Considérant que Smith est sur le point de proclamer unilatéralement l'indépendance de la Rhodésie, Wilson l'avertit que cela aurait de graves conséquences économiques et politique. Mais Smith ignore les menaces proférées, et convoque 622 grands chefs de tribus à une Indaba (réunion). Au bout de cinq jours de discussions, ceux-ci lui donnent leur accord en tant que représentants de la population noire pour réclamer l’indépendance au Royaume-Uni. Le 5 novembre 1964, il organise son propre référendum sur l’indépendance. L’électorat majoritairement blanc lui apporte un très net soutien (58 091 voix soit 89 % des votants) en faveur de l’indépendance (contre 6 096 voix hostile à cette perspective). Pour Smith, l'approbation de la majorité de l'opinion a été démontrée mais les nationalistes noirs et le gouvernement britannique déclarent le contraire, affirmant que l'indaba n'était pas suffisamment représentatif de la communauté noire.
Les relations entre les gouvernements rhodésien et britannique sont dès lors tendues, chaque camp accusant l'autre d'être déraisonnable et intransigeant. La première rencontre entre Smith et Wilson à Londres en janvier 1965, à l'occasion des funérailles de Winston Churchill, ne permet pas de trouver une issue à la crise. Le 7 mars 1965, après une campagne axée sur le thème de l'indépendance, les élections générales convoquées par le RF se soldent par une victoire éclatante du Front rhodésien qui lamine tous ses adversaires en remportant la totalité des 50 sièges de députés blancs à pourvoir (liste « A » tandis que le Parti du peuple uni, présidé par Josiah Gondo, remporte 10 des 15 sièges de la liste « B », les 5 sièges restant allant à des indépendants. Gondo devient alors le premier chef de l'opposition noir de Rhodésie.
L'administration britannique continue son obstruction au milieu de l'année 1965 en espérant briser la détermination de Smith mais cela ne fait qu'irriter encore plus le gouvernement rhodésien. En juillet et août 1965, des rencontres bilatérales ont lieu entre représentants britanniques et sud-rhodésiens à Londres et à Salisbury mais les négociations achoppent chaque fois sur la question du suffrage universel. Le gouvernement britannique exige la mise en place d’un régime plus égalitaire (résumé par le principe du « No independence before majority rule » - pas d’indépendance sans la règle de la majorité). En septembre 1965, le Portugal accepte l'installation d'une mission diplomatique rhodésienne (en) à Lisbonne malgré les protestations britannique.
Alors que les rumeurs annoncent une proclamation imminente de l'indépendance, Smith se rend à Londres le 4 octobre 1965 avec l'intention de résoudre la dispute mais il est de retour en Rhodésie huit jours plus tard sans être parvenu au moindre accord. Preuve des tensions et de la crainte britannique d'une imminente déclaration d'indépendance rhodésienne, Harold Wilson se rend à son tour à Salisbury le 25 pour reprendre les discussions, rencontrer les membres du gouvernement rhodésien et les nationalistes africains alors que les Nations unies semblent vouloir interférer dans les négociations. Smith propose à Wilson d'accorder immédiatement le droit de vote à un demi-million de Rhodésiens noirs sur la base d'« un contribuable, une voix » en échange d'une indépendance légalement octroyée par Londres mais Wilson refuse, au motif que trop de noirs resteraient exclus du suffrage. Wilson propose pour sa part la mise en place d'une commission royale pour tester l'opinion publique rhodésienne sur une indépendance octroyée sous l'égide de la constitution de 1961 mais indique, après son retour à Londres le 30 octobre 1965, que le Royaume-Uni ne serait pas contraint de respecter ses conclusions. À la suite de cette dernière déclaration, Ian Smith rejette finalement la proposition britannique puisqu'elle ne liait pas le gouvernement britannique et qu'ainsi le processus était inutile. Le 5 novembre 1965, Ian Smith met la colonie en état d'urgence puis, après avoir attendu d'autres propositions de Wilson, il décide avec son cabinet de rompre unilatéralement les liens du pays avec le Royaume-Uni.
Le 11 novembre 1965, Ian Smith signe la proclamation unilatérale d'indépendance à 11 h CAT.

## Sous le régime de l’UDI (1965–1980)

### Colonie rebelle (1965–1970)
Le 11 novembre 1965, Ian Smith, Premier ministre de Rhodésie du Sud, déclare l’indépendance unilatérale de son pays (Unilateral Declaration Of Independence - UDI) au nom de « la préservation de la justice, de la civilisation et du christianisme ». Jusque-là, une seule colonie britannique avait osé proclamer unilatéralement son indépendance : les États-Unis d’Amérique en 1776.
En 1965, la Rhodésie du Sud compte 4 200 000 habitants dont 217 000 Blancs et 20 000 métis et Indiens. Si la déclaration d'indépendance est accueillie avec calme par la plupart des Rhodésiens, elle provoque la stupéfaction et la colère du Royaume-Uni et du monde. Le premier ministre britannique demande au peuple rhodésien d'ignorer le gouvernement du pays et ordonne au gouverneur Humphrey Gibbs de limoger formellement Smith et son cabinet qu'il accuse de trahison. Les principaux intéressés ignorent cette décision en considérant que la fonction de Gibbs est désormais obsolète du fait de la constitution établie par la déclaration d'indépendance,. Quand Gibbs fait savoir qu'il ne démissionnerait pas, le gouvernement rhodésien le remplace par Clifford Dupont, nommé « administrateur du gouvernement », une fonction créée par la nouvelle constitution. Aucune mesure n'est cependant prise pour renvoyer Gibbs de la résidence officielle du gouverneur où il est superbement ignoré par le gouvernement rebelle. En déclarant cette UDI, la Rhodésie ne coupe pas encore tous ses liens avec la Couronne britannique puisque la reine Élisabeth II demeure le chef d’État en titre en tant que reine de Rhodésie. D'ailleurs, l'UDI reçoit le soutien d'une bonne partie de l’opinion publique britannique, à commencer par la Reine mère. En Rhodésie, si elle bénéficie du soutien de la quasi-totalité des Rhodies, elle a été accueillie dans les centres urbains par plusieurs violentes manifestations de la part des Noirs alors que les campagnes restent calmes.
Sur le plan international, l'assemblée générale et le conseil de sécurité des Nations unies rallient rapidement le Royaume-Uni dans sa condamnation de la déclaration d'indépendance. Aux Nations unies, la recommandation 212 du 12 octobre 1965 avait condamné par avance la sécession des Rhodésiens. Au lendemain de l’UDI, les résolutions 216 et 217, adoptées à l'unanimité moins l'abstention de la France, qualifient la déclaration d'indépendance d'« usurpation de pouvoir par une minorité colonisatrice raciste » et demandent qu'aucun pays ne reconnaisse le nouveau régime ou ne maintienne des relations diplomatiques ou commerciales avec lui. De fait, aucun pays ne reconnait officiellement l'indépendance de la Rhodésie. Les nationalistes noirs et leurs soutiens étrangers, notamment l'organisation de l'unité africaine (OAU), demandent au Royaume-Uni de renverser le gouvernement de Smith par la force. En dépit des déclarations de Diallo Teli, son secrétaire général (« Si plus de 200 millions d’Africains libres ne parviennent pas à riposter efficacement à 200 000 colons, alors nous n’aurons pas mérité la confiance de nos peuples »), le plan d’action de la toute jeune Organisation de l'unité africaine (OUA) restera lettre morte. De son côté, Wilson rejette toute option militaire en citant des problématiques logistiques, le risque d'une attaque préventive de la Rhodésie contre la Zambie et les potentielles difficultés liées à une confrontation entre des troupes britanniques et rhodésienes. Par ailleurs, comme Wilson le déclare le 16 décembre 1965 devant l’assemblée générale des Nations unies, il n'existe pas selon lui de mouvement nationaliste africain capable d’assumer la responsabilité d’un gouvernement en Rhodésie du Sud et s’en remet aux Nations unies pour prôner des sanctions économiques « non punitives ».
Sur leur initiative, le gouvernement britannique décident de contraindre la Rhodésie à entrer en négociation par le biais de sanctions économiques, notamment en imposant un embargo sur le pétrole à destination du territoire rebelle et sur l'importation des marchandises rhodésiennes. Comme Smith continue à recevoir du pétrole par l'intermédiaire de ses alliés régionaux (l'Afrique du Sud et le Mozambique portugais), Wilson fait déployer une escadre de la Royal Navy dans le canal du Mozambique en mars 1966 pour intercepter les pétroliers à destination du port de Beira relié par un oléoduc à la Rhodésie. Ce blocus est approuvé par la résolution 221 du conseil de sécurité de l'ONU le mois suivant. Pour Wilson, l'abandon de l'indépendance par Smith, du fait des divers embargos, serait une « question de semaines plus que de mois » mais il doit déchanter car les sanctions britanniques puis internationales n'ont qu'un faible impact sur la Rhodésie car l'Afrique du Sud et le Portugal continuent à commercer avec elle et à lui fournir du pétrole et d'autres ressources essentielles. En outre, le commerce clandestin avec d'autres nations se développe tandis que la quasi-disparition de la concurrence étrangère permet aux industries locales de se développer. Ainsi, malgré leurs critiques et leurs condamnations, de nombreux États de l'OAU continuent d'importer des produits alimentaires et d'autres biens rhodésiens. Le pays échappe ainsi au désastre économique prédit par Wilson et devient progressivement autosuffisant.
Le 28 avril 1966, pensant bénéficier de l'isolement rhodésien, la ZANU et la ZAPU passent officiellement à la lutte armée. Cette seconde Chimurenga (seconde guerre de libération) est marquée par une première attaque, suicidaire, contre les forces sud-rhodésiennes à Chinhoyi. De fait, les premières actions de guérilla sont marquées par un manque total de cohésion et une vulnérabilité des camps d’entraînement.
Harold Wilson avait déclaré en janvier 1966 à la chambre des communes du Royaume-Uni qu'il ne négocierait pas avec le gouvernement de Smith qu'il qualifiait de « régime illégal » tant que ce dernier ne renoncerait pas à son indépendance mais à partir du milieu de l'année, des représentants des deux pays entament des « discussions en vue de discussions » à Londres et à Salisbury. En novembre 1966, Wilson accepte de négocier personnellement avec Smith et les deux hommes se rencontrent au large de Gibraltar à bord du croiseur léger HMS Tiger du 2 au 4 décembre 1966. Déterminé à obtenir « une capitulation sans conditions » de Smith, Wilson tente d'humilier Smith et ses partisans en leur refusant un accueil officiel et en les logeant dans les quartiers des sous-officiers. Si l'atmosphère est tendue,, les discussions se déroulent relativement bien. Les Britanniques offrent à Smith la possibilité de prolonger la domination politique blanche pour une période assez longue le temps qu’une élite noire prenne la relève. Les intérêts économiques de la minorité auraient été garantis. Mais les négociations achoppent finalement sur le sort du gouvernement rebelle, la question du transfert de pouvoir à la majorité noire et l'abandon de la constitution rhodésienne de 1965 impliquant de laisser un gouverneur britannique gérer la colonie sans rendre de compte aux représentants de la minorité blanche.

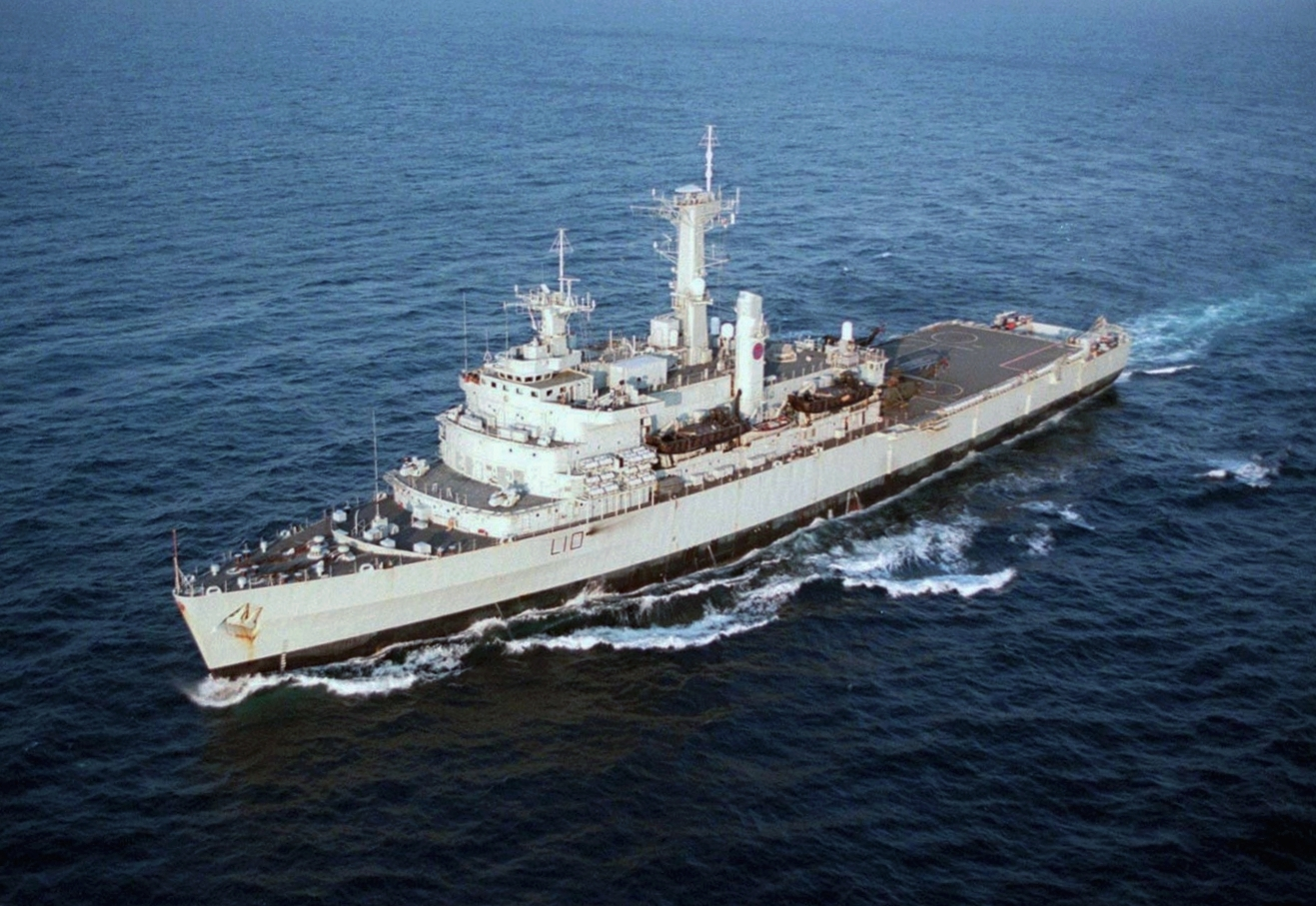
Photographie du où se déroula la conférence anglo-rhodésienne d'octobre 1968.

À la suite de cet échec, Wilson soumet le problème rhodésien aux Nations-Unies qui adoptent les premières sanctions internationales de son histoire le 16 décembre 1966 en votant la résolution 232, imposant des sanctions obligatoires sélectives concernant certaines denrées de première nécessité. En 1967, le gouvernement sud-rhodésien reçoit sur le terrain l’aide des forces de sécurité de la république sud-africaine et l’appui implicite du gouvernement britannique, hostile officiellement à toute solution de violence. Le 29 mai 1968, de nouvelles sanctions onusiennes sont adoptées : la résolution 253 est la première à imposer des sanctions obligatoires complètes en exigeant que tous les membres de l'ONU cessent leurs relations commerciales et économiques avec la Rhodésie. Plusieurs États passent outre comme l’Afrique du Sud et le Portugal salazariste qui ouvrent des représentations consulaires à Salisbury. De son côté, le gouvernement sud-rhodésien ouvre des représentations non officielles à Washington, à Tokyo et à Bonn. Elle dispose toujours de la Rhodesia House à Londres qui lui sert d’ambassade de facto (en). Quant aux sanctions économiques, elles sont dans l’ensemble contournées par la plupart des pays occidentaux et par plusieurs États africains dépendants des ressources et des voies de communication de la Rhodésie du Sud.

Drapeau de la République de Rhodésie du Sud (1968-1979).

Lors des nouvelles discussions entre Smith et Wilson, à bord du transport de chalands de débarquement HMS Fearless du 8 au 13 octobre 1968, les Britanniques abandonnent l'attitude agressive qu'ils avaient eu sur le HMS Tiger et adoptent une attitude plus conciliante. Les positions des deux camps se rapprochent mais les discussions achoppent sur la proposition de « double sauvegarde ». Défendue par les représentants britanniques, cette condition prévoit que les Rhodésiens noirs disposent d'une minorité de blocage au parlement rhodésien et qu'ils puissent faire appel des législations adoptées devant le conseil privé de Londres. Si la délégation rhodésienne accepte le principe d'une minorité de blocage, aucun accord n'est trouvé sur les modalités pratiques de son application. Quant à l'implication du conseil privé britannique, il est rejeté comme une clause « ridicule » qui porterait atteinte à la souveraineté de la Rhodésie. La conférence du HMS Fearless se termine par une simple déclaration conjointe dans laquelle les deux parties constatent le maintien de leurs divergences d'opinions. Les sanctions ont d’ailleurs d’abord pour effet de stimuler l’économie sud-rhodésienne avec le renforcement et la diversification de la production nationale. La législation restreint même l’exportation des bénéfices et impose un contrôle des importations.
Du point de vue institutionnel, les espoirs d'un accord avec le Royaume-Uni sur le statut de dominion s'amenuisant, Ian Smith et le front rhodésien avaient envisagé dès décembre 1966 d'instaurer une république en Rhodésie sans liens avec la monarchie britannique. L'option républicaine avait l'avantage pour ses partisans de clarifier le statut constitutionnel que revendiquait la Rhodésie, de mettre fin à l'ambiguïté de ses liens avec le Royaume-Uni et d'obtenir une reconnaissance internationale. Le gouvernement de Smith commença ainsi à rédiger une constitution républicaine en mars 1967. Le 11 novembre 1968, jour du troisième anniversaire de la déclaration d'indépendance, les autorités rhodésiennes franchissent un cap symbolique en amenant définitivement l'Union Jack du haut des mats et en remplaçant le drapeau colonial rhodésien, formé d'un Sky Blue Ensign agrémentées des armoiries de Cecil Rhodes, par un nouvel étendard : un drapeau composé de deux bandes verticales vertes encadrant une bande blanche portant les armoiries de la Rhodésie du Sud ornées de la devise rhodésienne « Qu’elle soit digne de son nom ». Lors d'un référendum organisé le 21 mai 1969, une Loi fondamentale établissant une nouvelle constitution est adoptée à une large majorité par les Blancs (54 724 voix contre 20 776). Elle exclut dans l’immédiat toute possibilité d’accession au pouvoir pour la majorité noire. Dans le même temps, 70 % des Rhodies se prononcent à 61 130 voix (contre 14 372) sur l’opportunité d’ériger la Rhodésie du Sud en République. La nouvelle constitution introduit la fonction de président (en), un sénat multiracial, un système électoral séparé pour les noirs et les blancs, le maintien d'un suffrage capacitaire pour les deux groupes et un mécanisme via lequel le nombre de parlementaires noirs est proportionnel à la part de l'impôt sur le revenu payé par les citoyens noirs. il est prévu que ce processus prenne fin une fois que les noirs auraient autant de sièges que les blancs, l'objectif déclaré n'étant pas de transférer le pouvoir à la majorité noire mais d'établir « une parité entre les races ».

### République de Rhodésie (1970–1979)

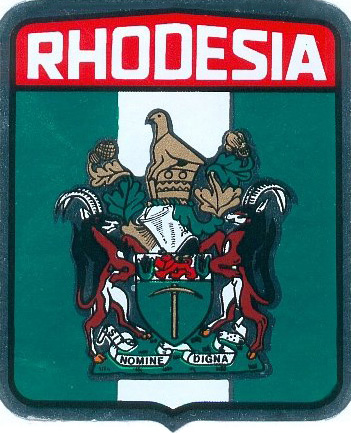
Blason de la Rhodésie du Sud (1968-1979).

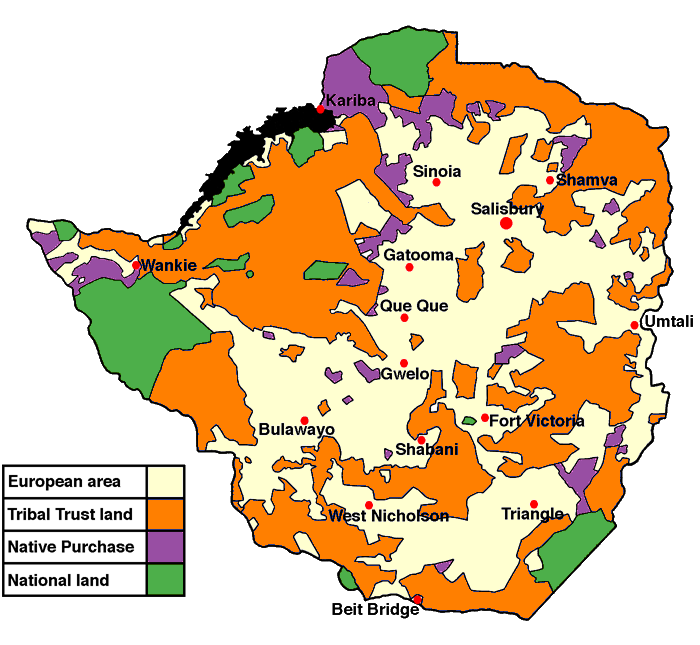
Répartition raciale des terres en Rhodésie du Sud.

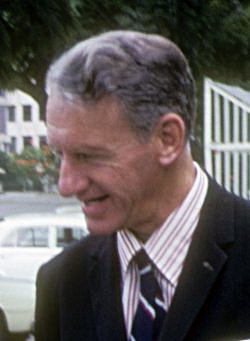
Ian Smith en 1975.

Le 2 mars 1970, la République est proclamée. Clifford Dupont prend les fonctions protocolaires de l’ancien gouverneur général et devient le premier président de Rhodésie. Smith demeure le Premier ministre et le véritable homme fort du régime. La République de Rhodésie institue un régime parlementaire sur le modèle britannique de Westminster. Le RF est reconduit au pouvoir lors des élections du 10 avril 1970, les premières de l'ère républicaine, en remportant les 50 sièges attribués aux blancs. Du fait de critères électoraux stricts, seulement 8 000 Africains (sur cinq millions) disposent alors du droit de vote afin d’élire seize députés noirs tandis que 82 852 Blancs (sur 243 000 Rhodésiens) élisent 50 députés blancs. Au sénat de 23 membres, dix blancs sont élus par les députés, dix noirs par les collèges des chefs traditionnels et trois sénateurs, sans distinction de races, sont nommés par le Président. Sur le plan législatif, la loi de répartition des terres est remplacée par la loi d’occupation des terres. Dans les faits, la répartition reste la même avec 49 % du territoire (dont les meilleures terres du pays) détenus par les Rhodies (7 % de la population) ou par l’administration alors que les Noirs (92 % de la population) se partagent les 51 % restant au titre de réserves indigènes. Les terres de mission sont par contre supprimées.
Aucun pays ne reconnait formellement la république de Rhodésie tandis que les Nations unies continuent à organiser l’isolement international du pays. Si certains États et des sociétés internationales contournent discrètement les sanctions, certains comme la République sud-africaine ou le Portugal défient ouvertement les résolutions internationales. Les liaisons entre Pretoria, Lourenço-Marquès (capitale du Mozambique portugais) et Salisbury sont maintenues alors que s'établit un axe Lisbonne – Tel Aviv – Salisbury – Pretoria pour contourner les sanctions internationales. La richesse de son sous-sol en métaux rares, indispensables pour les industries occidentales, est un atout pour la Rhodésie. Ainsi, même le Congrès des États-Unis transgresse publiquement les résolutions onusiennes en autorisant l’importation de chrome rhodésien via l’amendement Byrd qui autorise en toute légalité les États-Unis à importer des matériaux de Rhodésie nécessaire au développement des industries américaines. Quant aux autres pays africains à la pointe du combat contre l’apartheid en République sud-africaine et contre le « gouvernement raciste » de Rhodésie du Sud, ils ne peuvent s’empêcher eux-mêmes de commercer avec ces parias, étant trop souvent dépendant de leurs voies de communication construits à l’époque de la colonisation et qui en avaient fait les centres de toutes les voies de communication d’Afrique australe.
Dans ce contexte, des espoirs d'un apaisement avec le Royaume-Uni deviennent possibles en juin 1970 à la suite de la victoire des conservateurs britanniques menés par Edward Heath. Les discussions avec la colonie rebelle reprennent en avril 1971 et en novembre 1971, Alec Douglas-Home, le ministre des affaires étrangères britanniques, vient à Salisbury pour valider et signer un accord, portant sur l'établissement d'une nouvelle constitution en Rhodésie. Si celle-ci est similaire à la toute nouvelle constitution rhodésienne de 1969, elle implique, sur le long terme, l'arrivée d'une majorité noire au Parlement via notamment une représentation noire accrue à l'assemblée et l'obligation pour les parlementaires noirs et blancs de s'accorder pour adopter de nouvelles législations. En contrepartie, le Royaume-Uni reconnait l’indépendance du territoire, la légalité du gouvernement de Smith et met fin aux sanctions économiques. Il resterait à faire reconnaître par les Nations unies le bien-fondé de cet accord. Pour Smith, « le principe du pouvoir de la majorité était garanti avec des dispositions permettant de s'assurer qu'aucune législation ne puisse l'entraver. De l'autre côté, il n'y aurait pas de course folle vers le « un homme, une voix » avec toute la corruption, le népotisme, le chaos et le désastre économique auxquels nous avons assistés dans tous les pays autour de nous ».
À la demande du Royaume-Uni, une étude de l'opinion publique rhodésienne est menée par une commission royale. Le 10 mars 1972, Les partisans du ZANU et du ZAPU forment le Conseil national africain uni (en) (UANC) pour coordonner l'opposition noire à cet accord. L'évêque méthodiste Abel Muzorewa, le premier noir à avoir été ordonné à ce rang en Rhodésie, est désigné pour présider le mouvement et plaider contre le projet devant le conseil de sécurité des Nations unies. Dans son rapport publié en mai 1972, la commission reconnait que 98 % de la population blanche (« un oui de lassitude »), la majorité des coloured et des indiens sont favorables à l’accord anglo-rhodésien de même la quasi-totalité des chefs tribaux reconnus par Salisbury. Mais la commission expose également que l’accord est rejeté par la grande majorité des Noirs qui n’ont pas confiance dans le gouvernement blanc et trouvent injustes la plupart des termes y figurant. Peu après, le gouvernement britannique est obligé de mettre fin aux discussions et d'enterrer l'accord. Sous le choc de l'échec de l'accord anglo-rhodésien, le gouvernement de Salisbury renouvelle l'état d'urgence et le ministre Lardner Burke place l’UANC sous surveillance (16 juin 1972).
Durant l’été 1972, le gouvernement subit un nouveau camouflet, cette fois de la part des instances olympiques. Désirant participer aux Jeux olympiques de Munich, la Rhodésie s'est conformée aux exigences du comité international olympique en se présentant avec une équipe multiraciale et en acceptant de défiler sous son ancien drapeau colonial. Elle est cependant exclue des Jeux à quelques jours de son ouverture sous la pression des pays africains.
Alors que les Britanniques tentent encore de trouver une solution pacifique au problème rhodésien, les combats s'intensifient entre les groupes paramilitaires noirs et les forces de sécurité rhodésiennes. Le 23 mars 1972, la ZAPU et la ZANU annoncent la création d’un commandement militaire unifié sous les ordres de Herbert Chitepo. Des bases d’entraînement sont installés en Zambie et en Tanzanie alors que Josiah Tongogara, commandant de la ZANLA (affiliée à la ZANU), part en Chine pour y apprendre les techniques de guérillas maoïstes. En décembre 1972, la ZANLA attaque des exploitations agricoles tenues par des fermiers blancs dans le Nord-Est du pays. La population civile est alors sollicitée et obligée de choisir son camp. Les récalcitrants à toute aide à la guérilla sont abattus. Les missions proches de la frontière sont également la cible des attaques d’une guérilla de plus en plus aguerrie. Une fois les missionnaires tués, les enfants sont emmenés de l’autre côté de la frontière où ils deviennent des enfants soldats, renvoyés ensuite en mission en Rhodésie du Sud. Les incursions à partir de la Zambie sont les plus courantes. L’activité principale consiste alors à poser des mines anti-personnel entre les chutes Victoria et Chirundu. En réponse au soutien de certains pays limitrophes aux mouvements de guérilla, Salisbury décide, au début du mois de janvier 1973, de fermer ses voies de communication avec la Zambie par lesquelles transitaient 40 % des importations zambiennes et 48 % de ses exportations. Si cette fermeture de la frontière aux marchandises apparait comme une déclaration de guerre économique de Rhodésie envers son voisin du nord, pour Smith, il s’agit de mettre en garde la Zambie afin de faire cesser son soutien logistique aux mouvements de guérilla. Ce faisant, il provoque l’hostilité de son voisin portugais au Mozambique et celle surtout de son grand voisin, la République sud-africaine dont les intérêts économiques en Zambie sont considérables. L’état tampon de Rhodésie du Sud devient un fardeau pour son puissant voisin. L'éditorial d’un journal sud-africain exprime cette mauvaise humeur en demandant à Monsieur Smith de « rechercher des solutions aux problèmes existants » au lieu d’en créer de nouveaux. Ainsi, un pont aérien doit être mis en place par l'Afrique du Sud pour transporter en Zambie du matériel d’exploitations des mines. La frontière est finalement rouverte dès le 5 février 1973 marquant un échec diplomatique pour Smith lâché par ses alliés. Un épisode qui démontre par ailleurs la dépendance de la Rhodésie envers l’Afrique du Sud.
Muzorewa, rencontre pour la première fois Ian Smith, le 18 juillet 1973 à Salisbury. Inquiet de la montée de la violence paramilitaire en Rhodésie et la régionalisation du conflit, Muzorewa négocie avec Smith en août 1973 et accepte les termes de l'accord proposé par Douglas-Home l'année précédente. L'UANC désavoue cette décision en mai 1974 mais les deux hommes continuent à échanger de manière sporadique. Pendant ce temps, le succès des premières opérations de contre-insurrection menées par les forces de sécurité comme l'infanterie légère rhodésienne sont contrebalancés par les évolutions géopolitiques. Au Royaume-Uni, Harold Wilson et le Parti travailliste reviennent au pouvoir en mars 1974. Le mois suivant, la révolution des Œillets entraîne la chute du régime portugais de l'Estado Novo favorable à la Rhodésie et la disparition de son empire colonial. La fin du soutien portugais accroit la dépendance de la Rhodésie vis-à-vis de l'Afrique du Sud mais Smith considère toujours qu'il est en position de force et qu'un accord est le bienvenu mais uniquement aux conditions posées par le gouvernement de Rhodésie. En juin 1974, le conseil national africain arrête les pourparlers avec le gouvernement rhodésien à la suite de l'arrestation du Dr Edson Sitholé, l'un des dirigeants de l'ANC, en juillet 1974, des représentants du Conseil national africain (ANC) de Rhodésie, dirigés par le Dr Elliot Gabellah, vice-président de l'ANC, se sont rendus à Londres pour des entretiens avec le gouvernement britannique sur la situation politique en Rhodésie. Lundi (1er juillet), la délégation a rendu visite à M. James Callaghan, le ministre des Affaires étrangères. Après la réunion, M. Callaghan a déclaré que le gouvernement minoritaire blanc rhodésien devrait enfin accepter qu'il n'y avait pas de véritable alternative à des discussions significatives avec les Africains. L'ANC a rejeté une proposition du leader rhodésien, M. Ian Smith, d'organiser une table ronde sur la constitution. Les dirigeants africains déclarent qu'ils ne tiendront plus de négociations avec le gouvernement rhodésien, sauf sous la forme d'une conférence constitutionnelle à laquelle toutes les parties, y compris les dirigeants africains détenus, seraient représentées. À l’automne 1974, des contacts ont lieu directement à Lusaka entre des diplomates rhodésiens et les représentants de la guérilla.

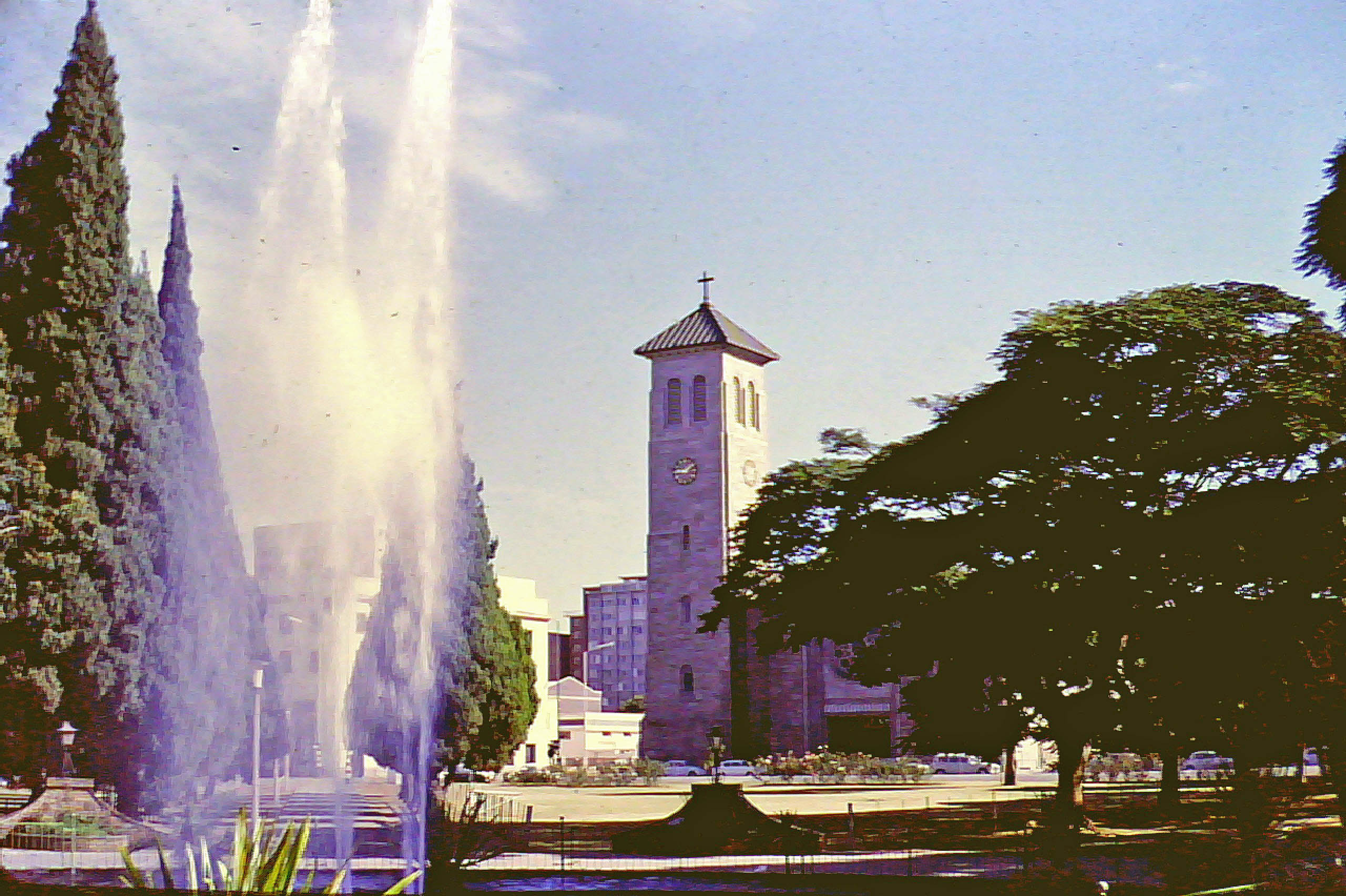
La cathédrale anglicane de Salisbury en 1975.

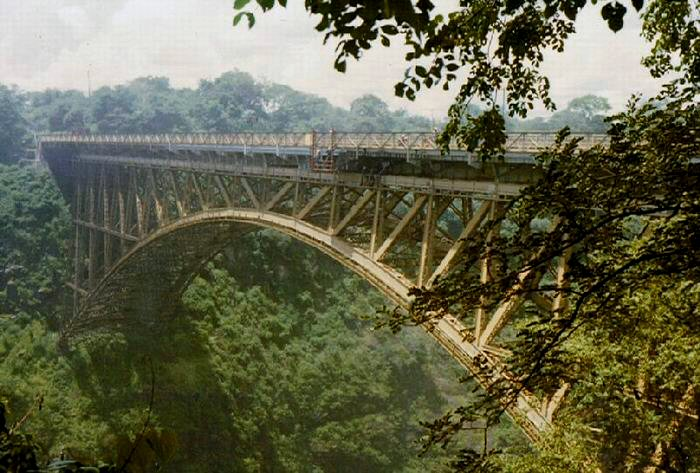
Pont au-dessus du Zambèze entre Rhodésie du Sud et Zambie où eurent lieu les discussions entre Smith et les dirigeants noirs du Zimbabwe.

Si le RF remporte à nouveau tous les sièges attribués aux blancs lors des élections générales de 1974, la situation internationale continue de tourner un peu plus au détriment de Smith, notamment en décembre 1974, quand le premier ministre sud-africain John Vorster l'oblige à accepter un processus de détente avec la Zambie, la Tanzanie et le Botswana (le Mozambique et l'Angola rejoignent cette initiative l'année suivante). En fait, Vorster estime que la situation de la Rhodésie est intenable et que les intérêts sud-africains seraient mieux servis en collaborant avec des gouvernements modérés noirs pour résoudre la crise. En outre, il espère qu'un succès dans ce domaine lui permettrait de maintenir sans trop d'opposition internationale sa politique d'apartheid. Le processus de détente oblige à la signature d'un cessez-le-feu, qui permet aux groupes de guérilla de se regrouper, et impose au gouvernement rhodésien de libérer les chefs du ZANU et du ZAPU pour qu'ils puissent participer sous la bannière de l'UANC de Muzorewa à une conférence de paix,. Si Joshua Nkomo est le dirigeant incontesté du ZAPU, la direction du ZANU fait l'objet d'une lutte interne pour le pouvoir entre son président fondateur Ndabaningi Sithole (en) et Robert Mugabe, un ancien enseignant du Mashonaland occidental qui avait remporté une élection interne en prison. Lorsqu'ils sont libérés, dans le cadre du processus de détente, Mugabe se rend au Mozambique pour asseoir son autorité sur les groupes paramilitaires tandis que Sithole rejoint la délégation de Muzorewa.
En janvier 1975, le gouvernement rhodésien interrompt la libération des détenus, alléguant que le cessez-le-feu n'est pas respecté alors que le Conseil national africain uni affirme au contraire que les accords sur la liberté d'activité politique pour les Africains ne sont pas honorés. Le 20 janvier 1975, Des responsables du gouvernement rhodésien et des dirigeants politiques du Conseil national africain (ANC) se sont réunis dans la capitale rhodésienne, Salisbury, pour discuter de "questions relatives à une conférence constitutionnelle", a déclaré le Dr Edson Sithole, secrétaire à la publicité de l'ANC, lors d'une conférence de presse. dans la capitale le même jour. Le 12 février 1975, Ian Smith rencontre pendant 45 minutes les leaders du conseil national africain.
Le 16 février 1975, Vorster annonce à Ian Smith que l'Afrique du Sud ne fournirait plus de troupes en soutien au gouvernement blanc de Rhodésie au moment même où, pour contrer la guérilla, les forces de sécurité du gouvernement rhodésien multiplient les raids contre les bases d’entraînement de la ZANU et de la ZAPU au Mozambique et en Zambie. Vorster annonce aussi le retrait de ce pays de plusieurs contingents de la police sud-africaine (1 800 hommes sur les 2 000 qui avaient été déployés en Rhodésie de 1967 à 1975), et prit aussi la décision de retirer de Rhodésie avant le mois de juin 1975, toutes les unités para-militaires sud-africaines, un retrait annoncé le 8 avril 1975 par M. Mwaanga, ministre zambien des affaires étrangères. A l'été 1975, c'est le ministre de la police de Vorster, Jimmy Kruger qui annonce le 1er août, le retrait progressif des 200 derniers policiers sud-africains déployés en Rhodésie. John Vorster décida aussi de réduire également les liens commerciaux entre l'Afrique du Sud et la Rhodésie. Pour Smith, le comportement de Vorster était une trahison digne de ce qu'il attendait de la Grande-Bretagne et non d'un allié mais il est obligé de céder.
Mais c'est surtout le cas du révérend Ndabaningi Sitholé qui provoqua le plus de tension entre l'Afrique du Sud et la Rhodésie du Sud, Sitholé (qui fut libéré le 11 décembre 1974, après avoir passé 10 ans en prison, et qui fut condamné à 6 ans de prison supplémentaires en 1969 pour complot visant à assassiner Ian Smith), sera de nouveau emprisonné le 4 mars 1975, cette fois-ci accusé de complot contre les autres leaders nationalistes noirs rhodésiens, (raison officielle évoquée par le gouvernement rhodésien), ce qui poussa l'évêque méthodiste Abel Muzorewa, le leader du Conseil national africain uni à suspendre les pourparlers avec le gouvernement tant que Sitholé n'aurait pas été libéré. Les Sud-Africains étaient furieux et extrêmement mécontents de cette action et soupçonnaient que la véritable raison était que les Rhodésiens s'opposaient à Sitholé et préféraient négocier avec le chef de la ZAPU, Joshua Nkomo. John Vorster convoqua alors en urgence au Cap, le 15 mars 1975, Ian Smith et son ministre de la défense et des affaires étrangères P. K. van der Byl. Van der Byl n'a pas réussi à rassurer les Sud-Africains et un mois plus tard, le 4 avril 1975, grâce à l'intervention de Pretoria, Sitholé est relâché pour qu'il puisse assister à la conférence des ministres de l'O.U.A. à Dar-Es-Salaam. (Le retour en prison du révérend Sitholé profita aussi et surtout à Robert Mugabe qui bénéficia également de l'assassinat de Herbert Chitepo le 18 mars 1975 en Zambie pour prendre le contrôle de la Zimbabwe African National Union).
En avril 1975, M. Ian Smith, se déclare prêt à reprendre immédiatement les pourparlers avec les dirigeants nationalistes africains, a déclaré vendredi 18 avril un porte-parole du gouvernement de Salisbury. " Une invitation a été adressée à l'évêque Muzorewa, président du Conseil national africain (qui regroupe les trois mouvements de libération) en vue d'une rencontre la semaine prochaine ", a-t-il précisé. D'après le porte-parole, ces entretiens devraient avoir lieu à Salisbury. John Vorster appela à des négociations entre Ian Smith et les leaders nationalistes noirs rhodésiens. À plusieurs reprises d'ailleurs, John Vorster usera de sa médiation pour tenter de persuader Ian Smith de se réconcilier avec les dirigeants nationalistes noirs rhodésiens. Après une vaine tentative en juin 1975, un haut responsable du Conseil national africain, (qui deviendra le conseil national africain uni en 1977) déclara que Vorster aboyait sur Smith alors qu'il devait être mordant. Ce qui n'empêchera pas Muzorewa dans une interview accordée au Washington Post, le 2 avril 1975, de se montrer particulièrement critique vis-à-vis du gouvernement britannique en déclarant, (nous avons perdu notre temps en nous adressant à la Grande-Bretagne), tout en  jugeant au contraire décisive " l'influence de l'Afrique du Sud sur la Rhodésie, estimant qu'elle est la véritable " source du pouvoir dans ce pays, Muzorewa estima par ailleurs que le premier ministre sud-africain, John Vorster pourrait être invité à présider les prochaines négociations entre les mouvements de libération et le gouvernement rhodésien).
À l'invitation du premier ministre jamaïcain, Michael Manley, Muzorewa, et Sitholé participent à la réunion des chefs de gouvernement du Commonwealth, organisée à Kingston en Jamaïque du 29 avril au 6 mai 1975. Le 1er mai 1975, Muzorewa et Sitholé donnent une conférence de presse commune, Muzorewa fit la déclaration suivante : "Nous pensons que dans quelques semaines, nous discuterons avec M. Smith, au moins chez lui, en prévoyant d'aller à une conférence constitutionnelle, quant au révérend Sitholé, il évoqua la situation au Mozambique, en faisant la déclaration suivante : Eh bien, en ce qui concerne la situation au Mozambique, il ne fait aucun doute que cela a énormément affecté à la fois la Rhodésie et l'Afrique du Sud, dans la mesure où les revendications de droits du peuple finira par triompher. Le Premier ministre de l'Afrique du Sud, M. John Vorster, a eu les yeux un peu plus ouverts, et ses oreilles sont un peu plus ouvertes aussi, par la situation au Mozambique, pour qu'il puisse voir Nous pouvons voir - que la règle de la majorité, d'une manière ou d'une autre, est vouée à s'appliquer à la fois à la Rhodésie et au reste de l'Afrique australe, de sorte que la situation du Mozambique a, en effet, eu une énorme influence sur la situation en Rhodésie ainsi que sur l'Afrique australe en général.
Le 12 juin 1975, après des mois de querelles, et une réunion de 1h30 (la quatrième réunion de l'année 1975 entre le gouvernement rhodésien et le conseil national africain  un accord est conclu entre les deux partis sur l'organisation d'une conférence constitutionnelle sur l'avenir du pays, avec toutefois une impasse sur le lieu de la conférence, alors que Ian Smith souhaita que la conférence se passe en Rhodésie, le Conseil national africain estime que l'événement devait avoir lieu à l'extérieur du pays car au moins deux de ses représentants le révérend Ndabaningi Sitholé, (le chef de la Zimbabwe African National Union – Ndonga), (l'aile modérée de la Zimbabwe African National Union), (opposée à l'aile radicale du mouvement, dirigée par Robert Mugabe) et James Chikerema, le chef du Front pour la Liberation du Zimbabwe étaient soumis à une arrestation basée sur des accusations de subversion en cas de retour en Rhodésie. Lors de sa conférence de presse Muzorewa déclare : (Nous avons convenu de tenir une conférence constitutionnelle, nous avons dit que la conférence pourrait avoir lieu à tout moment nous sommes prêts pour elle aujourd'hui, demain ou n'importe quel jour. Nous avons proposé, l'ANC a proposé que le lieu de la conférence devrait être n'importe où dans le monde en dehors de la Rhodésie. Nous avons dit par exemple que nous pourrions la tenir en Afrique du Sud ou à Francistown, au Botswana (juste pour vous donner un exemple), ou dans la bande de Caprivi. s'ils le voulaient.
Le 28 juillet 1975, lors d'une conférence de presse à Lusaka, en Zambie, Muzorewa, en compagnie de ses alliés Sitholé et Chikerema appelle Ian Smith à sauver la Rhodésie d'un bain de sang racial en acceptant une conférence constitutionnelle sur l'avenir de la Rhodésie. Le 6 août 1975, avant de se rendre à Londres, à l'invitation du foreign office, Muzorewa accorde une interview à Nairobi au Kenya, ou il se félicite du retrait de la police sud-africaine de Rhodésie. L'évêque a dit que le retrait montrait que l'Afrique du Sud était très sérieuse dans sa volonté de parvenir à un règlement pacifique de la question rhodésienne. L'évêque a déclaré que l'ANC pensait que le retrait forcerait le Premier ministre rhodésien, M. Ian Smith, à reprendre ses esprits. Par ailleurs le conseil national africain annonça qu'il accepterait que Pretoria, capitale de l'Afrique du Sud soit le lieu de la conférence constitutionnelle. Finalement à la suite d'un accord passé le 9 août entre John Vorster, Ian Smith et Mainza Chona un conseiller spécial du président zambien Kenneth Kaunda, il est décidé que la conférence constitutionnelle sur la Rhodésie aurait lieu dans un wagon sud-africain à la frontière entre la Rhodésie et La Zambie.
Deux semaines plus tard, le 24 août la délégation de Muzorewa se rend donc à Livingstone en Zambie, ou Muzorewa, déjeuna à l'hôtel Intercontinental Musi-o-Tunya, en compagnie du président de la Zambie Kenneth Kaunda, de John Vorster, de Joshua Nkomo et du secrétaire sud-africain pour les affaires étrangères Bernardus Gerhardus Fourie) (futur ambassadeur d'Afrique du Sud aux États-Unis sous Pieter Botha). Le lendemain, Muzorewa en tant que président de l'ANC, participa à la conférence de Victoria Falls, une conférence organisée à la frontière entre la Rhodésie et la Zambie, dans un wagon sud-africain. (la délégation du gouvernement rhodésien arrivant du côté rhodésien de la frontière alors que la délégation du Conseil national africain, arriva du côté zambien de la frontière) Au bout de 9 heures, cette conférence se solda par un échec.
Après la conférence de Victoria Falls, le mouvement nationaliste noir rhodésien fut déchiré par des dissensions internes, ainsi le conseil national africain se divise en deux factions l'une interne dirigée par Nkomo et l'autre externe dirigée par Muzorewa alors exilé au Mozambique, tandis que la ZANU se scinde en deux, à la suite de la déclaration de Mgagao en Tanzanie en octobre 1975, Ndabanigi Sitholé fonde l'aile modérée du mouvement, l'Union nationale africaine du Zimbabwe - Ndonga et reste membre de l'aile du conseil national africain dirigée par Muzorewa, alors que l'aile radicale de la ZANU dirigée par Robert Mugabe (qui fut désigné aux dépens de Sitholé comme nouveau chef de la ZANU lors d'une élection interne en prison en 1974), (ce que Sitholé n'a jamais reconnu) rejette les négociations avec le gouvernement blanc et reprend la lutte armée,
Des échanges directs entre Nkomo et Smith eurent lieu par la suite à Salisbury mais sans plus de succès. Les actions de guérilla se multiplièrent fortement dans les premiers mois de l'année 1976, alors que les anciennes colonies portugaises nouvellement indépendantes ont amené au pouvoir des gouvernements marxistes, instaurant en particulier au Mozambique voisin, un État communiste ouvertement allié au ZANU. Pour contrer cette menace à la frontière orientale, les services secrets rhodésiens ne tardent pas à soutenir et à financer la Résistance nationale du Mozambique (RENAMO) contre le nouveau gouvernement marxiste du Front de libération du Mozambique (FRELIMO).

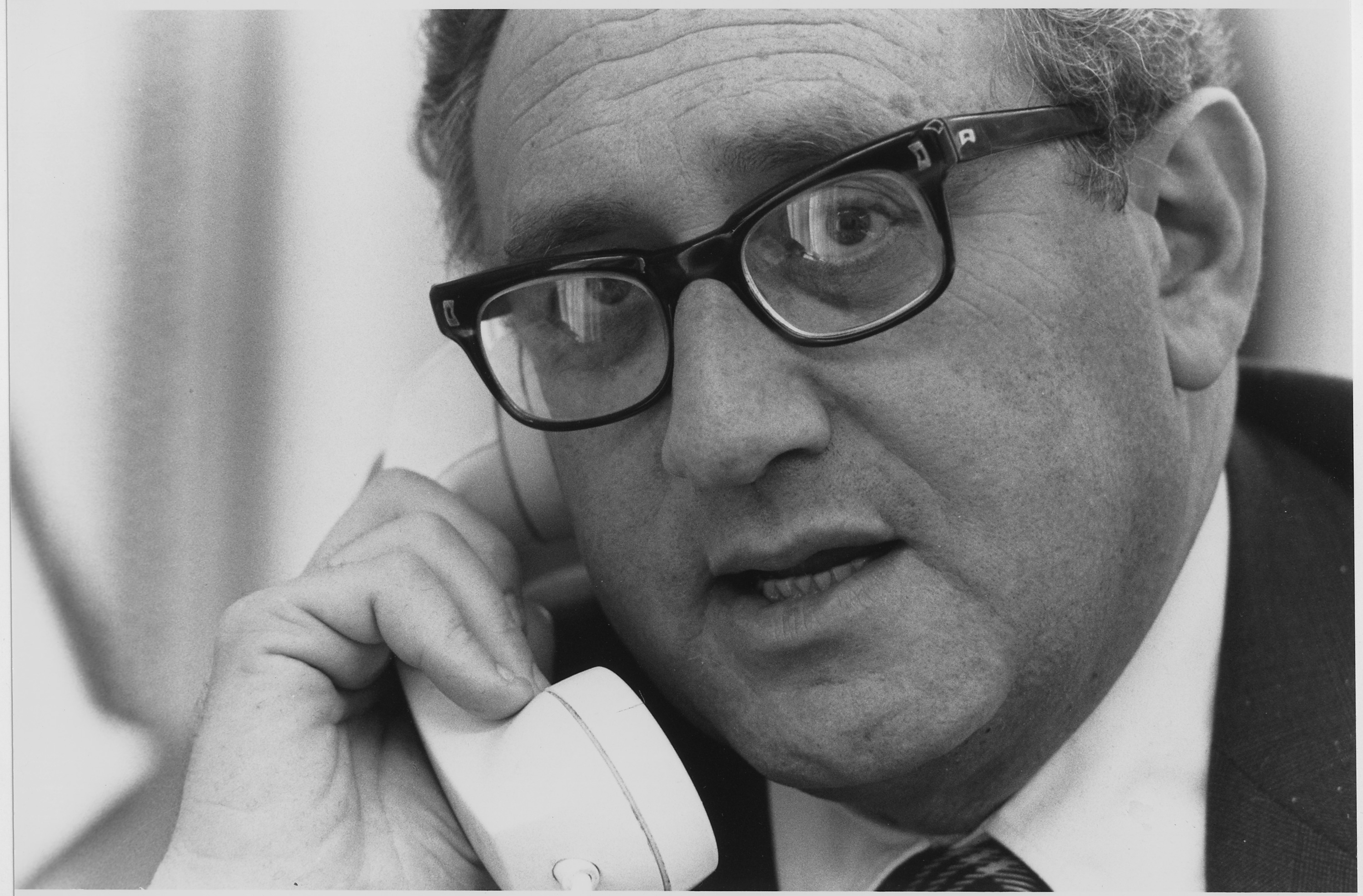
Henry Kissinger, secrétaire d'État américain.

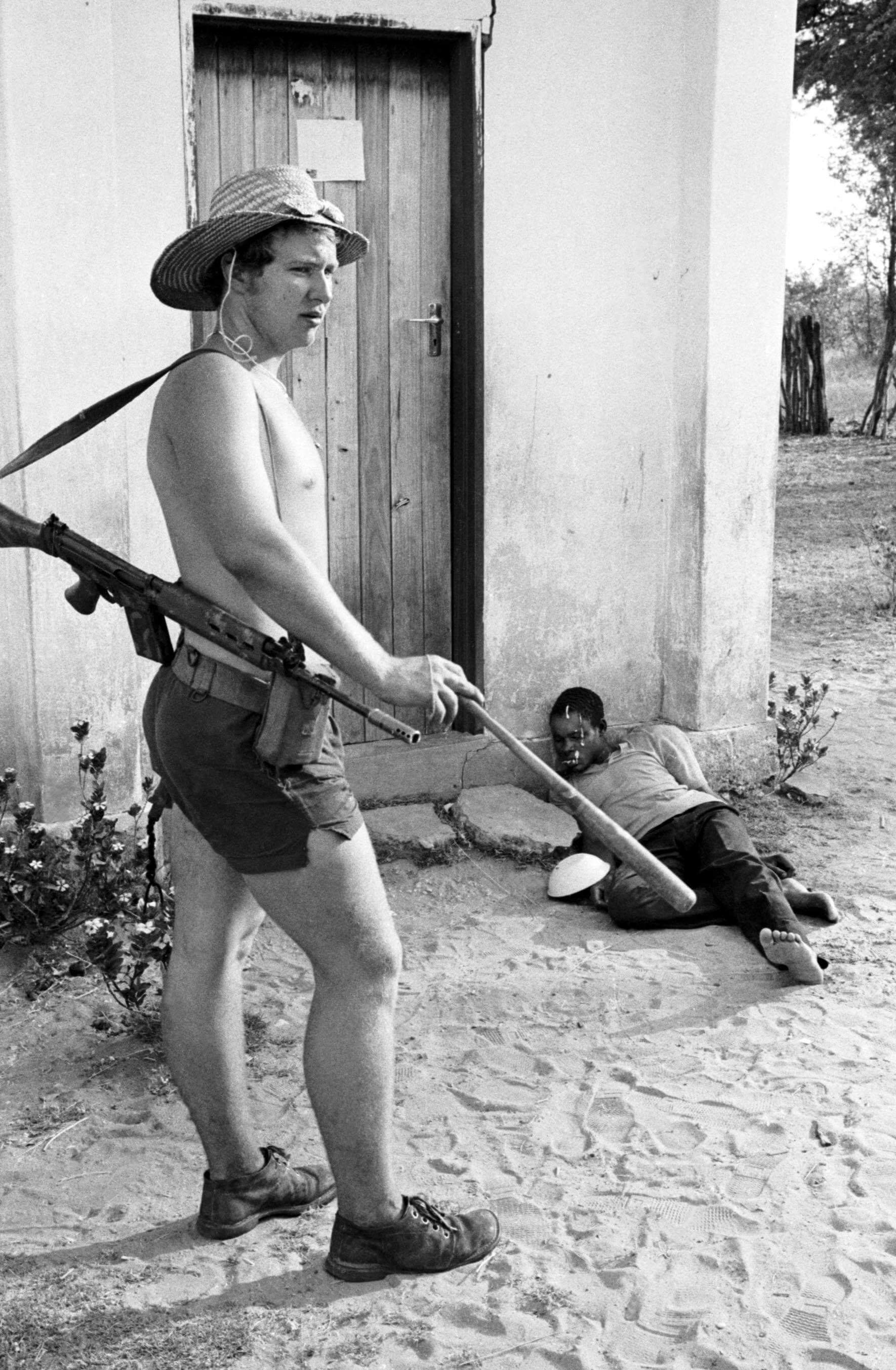
La guerre de Rhodésie en 1977 (photo: J. Ross Baughman).

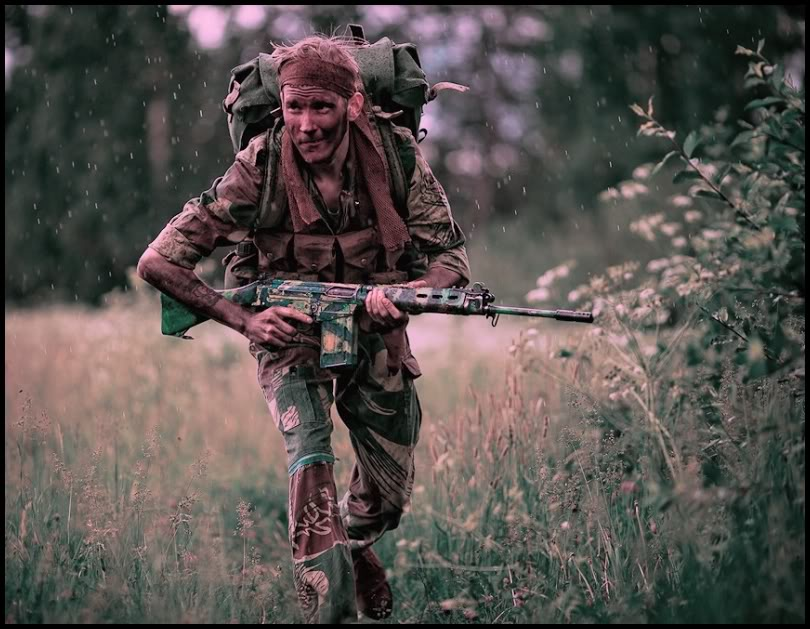
Soldat des Rhodesians Light Infantry en 1979.

Le 13 décembre 1975, Muzorewa et Sitholé assistent aux célébrations du 14éme anniversaire de l'indépendance de la Tanzanie à l'invitation du président Julius Nyerere. Le 30 janvier 1976, fut fondé le Parti du peuple blanc rhodésien, un parti d’extrême droite antisémite. Le 6 mars 1976, Eliot Gabellah, membre de la faction externe du Conseil national africain dirigée par Muzorewa critiqua les négociations engagées entre Ian Smith et Joshua Nkomo, les qualifiant de perte de temps qui produira des résultats négatifs. Le 17 avril 1976, Muzorewa donne une conférence de presse à Lusaka en Zambie avec à ses côtés ses deux fidèles alliés le révérend Ndabanigi Sitholé et James Chikerema, l'évêque a déclaré que l'unité était nécessaire si l'on voulait battre le gouvernement minoritaire blanc du Premier ministre Ian Smith. Il a souligné que plusieurs de ses responsables de Rhodésie assisteraient samedi à la réunion du Conseil de libération du Zimbabwe et qu'ils présenteraient quatre résolutions, dont l'une interdit toute tentative d'unité avec la faction de Joshua Nkomo basée en Rhodésie. L'évêque a dit qu'il essaierait de les faire changer d'avis pour qu'ils puissent retourner parler aux autres. L'évêque a déclaré qu'aucun représentant de la faction ANC de M. Nkomo n'avait été invité aux pourparlers, qui devaient avoir lieu dans un lieu secret de la capitale zambienne.
Trois jours plus tard, Muzorewa, donne une autre conférence de presse à Lusaka en Zambie, toujours avec à ses côtés le révérend Ndabanigi Sitholé et James Chikerema, cette fois l'évêque Abel Muzorewa, a lancé une attaque virulente contre la politique africaine des États-Unis, Il a déclaré que la prochaine visite du secrétaire d'État américain Henry Kissinger en Afrique avait pour but de renforcer « l'impérialisme américain » sur le continent et que le Conceil national africain (ANC) n'avait rien à discuter avec le Dr Kissinger. S'exprimant après une réunion de quatre jours des responsables de la faction de l'ANC qu'il dirige, il a également accusé M. Joshua Nkomo, chef du groupe rival de l'ANC, de servir les dirigeants rhodésiens blancs, les intérêts sud-africains, britanniques et américains.
Parallèlement aux discussions directes entamées entre Smith et les chefs des mouvements de libération, l’économie sud-rhodésienne connait un rebond en 1975. Le pays n’est pas fermé au monde puisqu’il reçoit 280 000 touristes par an (des Sud-Africains et des Européens en majorité) et que de grands projets hôteliers (dont l’hôtel Monomotapa à Salisbury) sont en cours de réalisation. Le pays connait encore une immigration importante de population blanche permettant de compenser l’émigration (la Rhodésie du Sud compte alors 275 000 Blancs soit 4,5 % de la population totale). En septembre 1975, lors du congrès du Front rhodésien à Umtali, Smith envisage publiquement de former un gouvernement avec Joshua Nkomo. Mais de leurs côtés, les nationalistes noirs se déchirent. La ZANU se scinde en deux avec la création de la modérée Union nationale africaine du Zimbabwe - Ndonga du révérend Ndabaningi Sitholé tandis que l’UANC expulse la ZAPU et Joshua Nkomo. Quant à Robert Mugabe, en exil au Mozambique, il profite de l’assassinat d’Herbert Chitepo à Lusaka en Zambie le 18 mars 1975 pour prendre unilatéralement le contrôle de la ZANU. En janvier 1976, la ZANU de Mugabe et la ZAPU de Nkomo, toutes deux situées dorénavant hors de l'UANC, se rassemblent dans un « Front patriotique » (PF) tandis que leurs branches armées, la ZIPRA (affiliée à la ZAPU) et la ZANLA (affilié à la ZANU), s’associent dans la ZIPA (armée populaire de Zimbabwe).
De son côté, John Vorster, inquiet de l’évolution politique de l'Angola et du Mozambique, envisage la possibilité de l'installation d'un gouvernement noir en Rhodésie (à condition que ce soit un gouvernement modéré et non un gouvernement marxiste). Pour l'Afrique du Sud, l’état tampon de Rhodésie est devenu un avant-poste impossible à défendre face au nationalisme noir que les Sud-Africains espéraient il y a encore peu bloquer sur le Zambèze. Il s’agit maintenant pour le gouvernement Vorster de défendre le cercle industriel blanc quitte à sacrifier la Rhodésie pour maintenir voire gagner des relations pacifiques commerciales avec les autres États africains. Vorster a déjà l’appui des Britanniques mais surtout celui des Américains. En effet, le secrétaire d'État américain Henry Kissinger, partisan de la détente avec les régimes « blancs » d’Afrique et de l'adoucissement des relations avec l’Afrique du Sud, a entrepris de mettre en place une « diplomatie globale » à l’avantage du gouvernement de Pretoria. En échange de pressions de Vorster sur Ian Smith afin d’obtenir l’application du principe de majorité en Rhodésie, le gouvernement américain s’abstiendrait de pressions directes sur les questions concernant l’avenir du Sud-Ouest africain (Namibie) (ou le gouvernement sud-africain a initié la Conférence de la Turnhalle) et sur la pérennité de l’apartheid. En février 1976, Henry Kissinger annonce l'ouverture de discussions dans le cadre de l'« initiative anglo-américaine » avec le Royaume-Uni, l'Afrique du Sud et les voisins de la Rhodésie. D’une manière générale, les Rhodies ont conscience de la gravité de leur situation et de l’impasse politique où ils se trouvent. Si certains abandonnent leurs fermes des eastern highlands ou leurs résidences secondaires en zone rurale, d’autres commencent à fuir le pays. Politiquement, les libéraux, favorables au partage du pouvoir avec les Noirs et regroupés au sein du Rhodesia Party représentent 20 % de l’électorat blanc mais ils sont incapables de décrocher des mandats.
Le 20 mars 1976, Ian Smith réalise une allocution télévisée dont la première phrase, destinée plutôt à rassurer l'aile droite du RF, restera dans les mémoires comme preuve de l'intransigeance, de l'aveuglement et du racisme du premier ministre rhodésien : « Je ne crois pas à une majorité gouvernante noire en Rhodésie, même pas dans un millier d'années… Je répète que je crois que les noirs et les blancs peuvent travailler ensemble. Si un jour est blanc et le suivant est noir, je considère que nous avons échoué et que cela sera un désastre pour la Rhodésie ». Néanmoins, dans ce discours, il reconnait qu'un partage du pouvoir avec les Rhodésiens noirs est inévitable et qu'il espère obtenir une solution négociée. Lors d'une rencontre avec Smith à Pretoria le 18 septembre 1976, Kissinger lui propose un transfert de pouvoir à la majorité noire après une période transitoire de deux ans. Selon Smith, Kissinger lui confie qu'il considère sa participation à la « chute de la Rhodésie » comme « l'une des plus grandes tragédies de [sa] vie ». L'émissaire américain encourage vivement le premier ministre rhodésien à accepter cette offre car toute proposition future risquerait d'être moins favorable, surtout si le gouvernement américain venait prochainement à changer. Si Smith est cependant très réticent, il se résigne à accepter le calendrier de Kissinger après que Vorster lui a indiqué que l'Afrique du Sud mettrait fin à son soutien financier et militaire s'il refusait. Pour la première fois, l'éventualité d'un transfert de pouvoir inconditionnel à la majorité et de l'application du principe « un homme, une voix » apparait être une réalité à brève échéance. Pourtant, les voisins de la Rhodésie qui avaient soutenu cet accord reviennent sur leur position et rejettent la solution avancée par Kissinger en déclarant qu'une période de transition était inacceptable. Pour tenter de sauver l'accord, Le Royaume-Uni organise rapidement une conférence à Genève en Suisse. Fin 1976, comme lors de la conférence de Victoria Falls, 1 an plus tôt Muzorewa avec Chikerema conduit à la conférence de Genève la délégation du conseil national africain tandis que Sitholé, alors en lutte avec Mugabe pour le contrôle de la ZANU, il exigea d'être désigné chef de la délégation de la ZANU (Sitholé fut l'invité de dernière minute à cette conférence ; il fut initialement exclu des projets britanniques de conférence constitutionnelle sur l'avenir de la Rhodésie, parce qu'il manquait de soutien militaire et politique). Finalement, Sitholé reçut une invitation pour participer à la conférence de Genève le 18 octobre 1976. Les deux autres délégations présentes à cette conférence furent celle du gouvernement rhodésien dirigé par Ian Smith et celle du Front Patriotique menée par Nkomo et Mugabe, cette conférence fut organisée par le Royaume-Uni qui en confia la présidence à Ivor Richard, ambassadeur du Royaume-Uni aux Nations-Unies.  Après six semaines de négociations, cette conférence de Genève fut un échec. Les obstacles s’amoncèlent vite, relatifs notamment au processus de transition (organisation du cessez-le-feu, le désarmement des forces armées, la surveillance des élections, la coordination interne entre les mouvements de guérilla, etc.). Finalement, les discussions se soldent par un nouvel échec.
Le 25 novembre 1976, dans la province de Tete au Mozambique, des combats féroces opposent des factions rivales de la ZANU entre les partisans du révérend Ndabaningi Sitholé, et ceux de Robert Mugabe, ils feront 33 morts et 14 blessés. Le 8 janvier 1977, le révérend Ndabaningi Sitholé rapporte que des centaines de membres de la guérilla ont été tués au Mozambique au cours de combats sanglants entre les factions rivales de la ZANU divisée entre ses partisans et ceux de Robert Mugabe, Sitholé accuse Mugabe d'avoir divisé l'organisation et déclenché les combats. Toujours en 1977, les rapports se détériorent entre les gouvernements blancs d'Afrique australe (Rhodésie et Afrique du Sud) et la nouvelle administration américaine de Jimmy Carter qui a succédé à celle de Gerald Ford. En mars 1977, la chambre des représentants annule l’amendement Byrd et rétablit l’embargo sur le chrome et le nickel rhodésien. En mai, la rencontre entre John Vorster et le vice-président américain Walter Mondale au palace Hofburg de Vienne en Autriche aboutit à une impasse.
Les avancées de Smith vers une solution négociée avec les groupes nationalistes noirs provoquent la colère de l'aile droite du Front rhodésien. Douze parlementaires (dont Ted Sutton-Pryce, Reg Cowper, Ian Sandeman et l'ancien président du Front rhodésien Des Frost font défection en juillet 1977 après qu'il a supprimé la clause raciale du Land Tenure Act qui avait succédé au Land Apportionment Act en 1969. Ces dissidents forment le Rhodesian Action Party opposé à tout compromis avec les nationalistes noirs y compris les leaders noirs modérés Abel Muzorewa et le révérend Ndabaningi Sitholé. le Rhodesian Action Party succéda au Parti du peuple blanc rhodésien, dissous par Ian Smith en novembre 1976. Du fait de cette scission, Smith n'a que de justesse la majorité des deux tiers au Parlement nécessaire pour pouvoir amender la constitution si un accord venait à être trouvé. Il organise alors des élections anticipées pour le 31 août 1977. Le scrutin est un plébiscite pour le Front rhodésien qui confirme sa prédominance chez les Rhodies en remportant 50 des 65 sièges du parlement, marginalisant le Rhodesia Action Party (9 % des voix). En outre, la scission du RF a permis de marginaliser l'aile la plus intransigeante du parti qui se retrouve sans représentation parlementaire, offrant à Smith une plus grande liberté de négociation avec les nationalistes noirs. Ces négociations sont d'ailleurs vitales pour la Rhodésie car le coût des opérations de contre-insurrection explose, l'immigration blanche s'accélère et les sanctions internationales commencent à affecter sévèrement l'économie.
Du côté des leaders nationalistes noirs rhodésiens, une bataille politique pour obtenir le soutien de la population noire de Rhodésie s'engage à l'été 1977, entre l'évêque Abel Muzorewa et le révérend Ndabaningi Sitholé, deux leaders noirs rhodésiens modérés et opposés à la guérilla du Front patriotique de Robert Mugabe et Joshua Nkomo. soutenus par les Frontline States (Zambie, Botswana, Tanzanie, Angola et Mozambique. Le 8 août 1977, Muzorewa organise à Bulawayo un grand rassemblement de son parti le Conseil national africain uni. Le lendemain, le 9 août, Muzorewa rencontra à Londres, le ministre des affaires étrangères britannique David Owen, pendant que le révérend Ndabaningi Sithole, organisa le même jour un autre rassemblement réunissant entre trois et cinq mille personnes dans le stade Highfield de Salisbury.
Le rassemblement était organisé pour tester le soutien dont bénéfice le révérend Sitholé dans et autour de la Rhodésie. A cette occasion Sitholé a réitéré son souhait de gouvernement non racial et a fait écho à l'appel de l'évêque à « un homme, une voix ». Mais contrairement au plan de Mgr Muzorewa visant à transférer progressivement le pouvoir à un gouvernement majoritaire noir, M. Sithole a déclaré à son auditoire qu'il devait y avoir un gouvernement majoritaire, maintenant. Si le rassemblement de l'évêque Muzorewa a attiré une foule plus nombreuse, les partisans de M. Sithole étaient de bonne humeur. Leurs enthousiasme ne fut pas entamé par l’attentat terroriste contre un magasin de bétail vingt-quatre heures plus tôt. Le rassemblement du révérend Sitholé fut marqué par la présence de plusieurs anciens partisans de Mgr Muzorewa. Ils se sont joints au chant enthousiaste de l’hymne national du Zimbabwe. Pour le révérend Sithole, la présence de transfuges du camp de Mgr Muzorewa signifia une influence politique supplémentaire pour trouver une solution aux problèmes constitutionnels de la Rhodésie.
Quelques jours plus tôt (le 5 août), M. Sitholé avait annoncé avoir pris des mesures conciliantes envers la population blanche de Rhodésie. Il proposait alors que les Blancs se voient garantis des sièges au Parlement jusqu'à cinq ou dix ans après l'instauration du régime de la majorité noire. Mais au moment où il rejoignait les danseurs tribaux et son public pour célébrer le succès du rassemblement, M. Sithole avait clairement indiqué que le seul grand leader nationaliste noir désormais opposé à un gouvernement majoritaire immédiat était l'évêque Abel Muzorewa.
Dès septembre 1977, et sans consulter son cabinet, Ian Smith se rend audacieusement à Lusaka en Zambie pour rencontrer Kenneth Kaunda et tenter de l'amener à le soutenir dans sa démarche de règlement interne. C'est pourtant un nouvel échec. le 13 septembre 1977 au lendemain de la cinquième rencontre de l'année 1977 entre John Vorster et Ian Smith, Muzorewa et Sitholé se rendent conjointement au Malawi, pour rencontrer le président de ce pays Hastings Kamuzu Banda avec l'objectif d'obtenir le soutien de ce dernier dans le but de contrer l'appui que les dirigeants du Front Patriotique, Joshua Nkomo et Robert Mugabe, ont reçu des pays de la ligne de Front, que sont l'Angola, la Zambie, la Tanzanie, le Botswana et le Mozambique. En octobre 1977, une proposition conjointe anglo-américaine de règlement négocié est proposée par David Owen, le secrétaire britannique au Foreign Office, Cyrus Vance, le secrétaire d’État américain et Andrew Young, le représentant américain aux Nations-Unies. Passablement compliquée, elle sera finalement rejetée par toutes les parties au conflit.

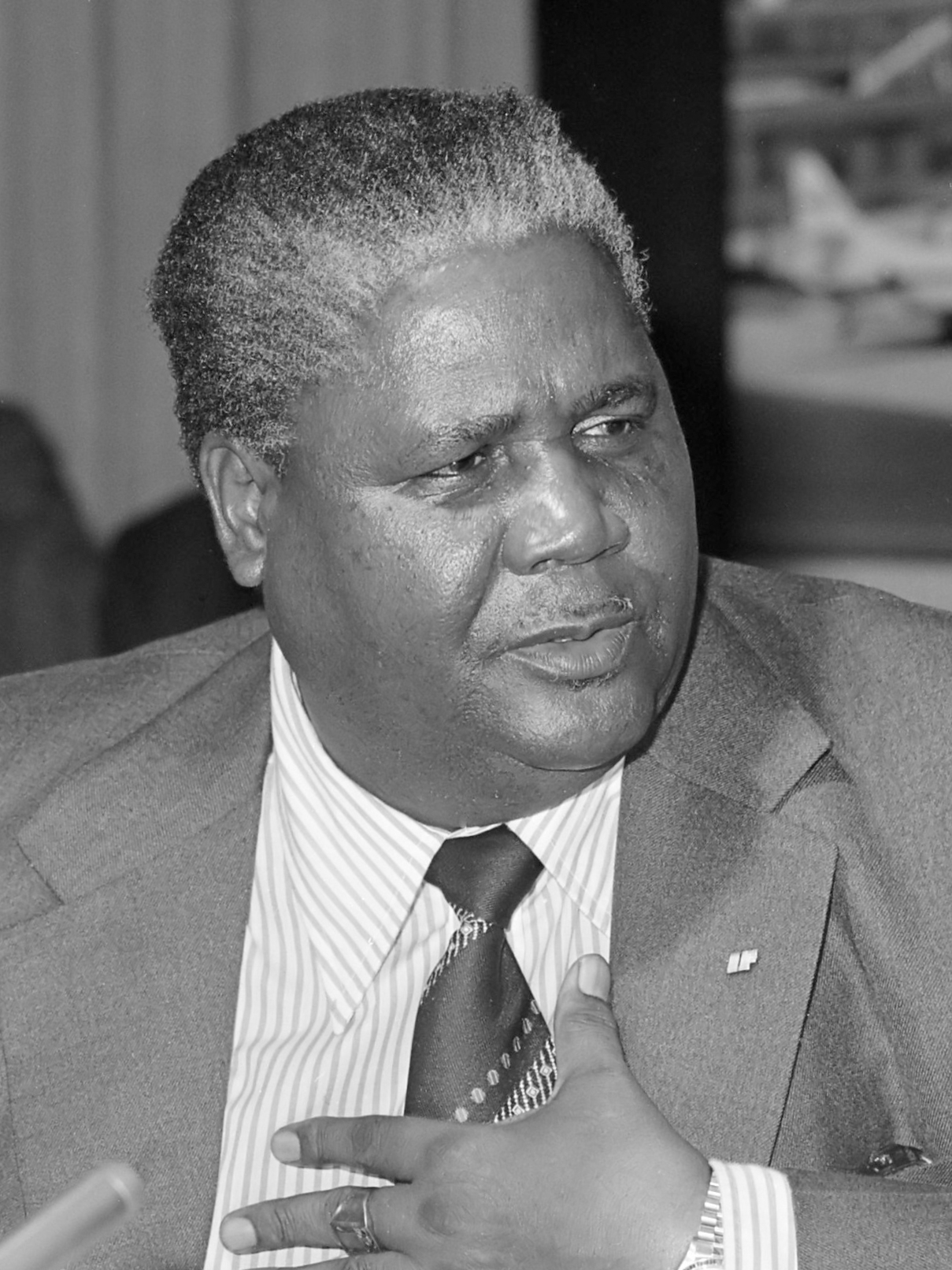
Joshua Nkomo.

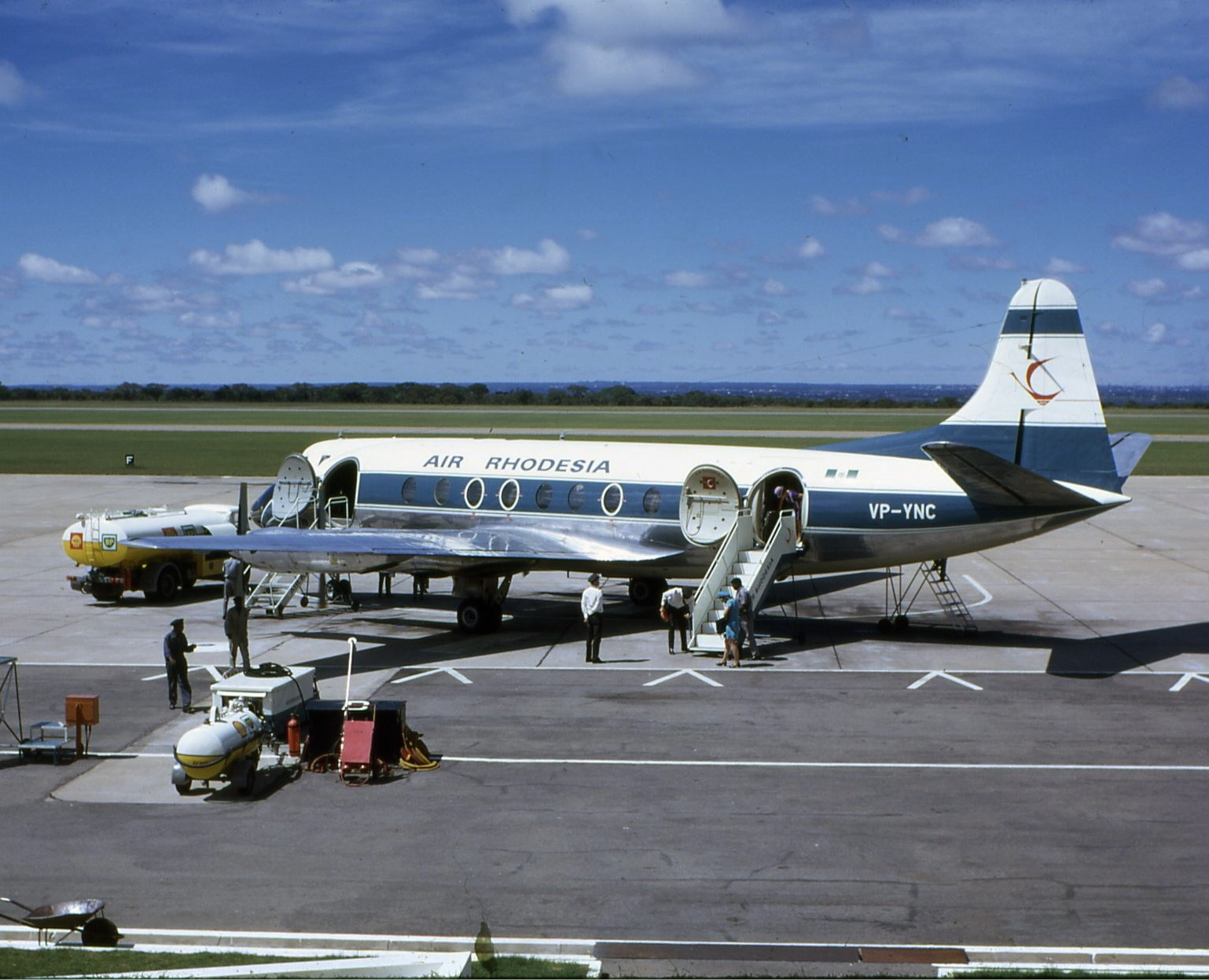
Vickers Viscount de Air Rhodesia en 1978.

Entretemps, le 24 novembre 1977, lors d’une réunion publique à Bulawayo, Ian Smith annonce un virage à 180° de sa politique en déclarant son ralliement au principe du « one man, one vote ». Ce revirement soudain précipite à partir du début du mois de décembre des négociations internes avec des groupes nationalistes noirs non-violents menés par Muzorewa et Sitholé. Le Front patriotique de Nkomo et Mugabe fut invité à la table des négociations mais refuse d'y participer.
Le 27 janvier 1978, Muzorewa quitta les pourparlers avec Ian Smith affirmant avoir été insulté par la délégation gouvernementale rhodésienne. Le 30 janvier le révérend Ndabaningi Sitholé fit une déclaration à l'issue des discussions entre lui, Ian Smith le chef Jeremiah Chirau, (les seules qui ont lieu sans le Conseil national africain uni de Muzorewa.) (Des discussions au cours des quelles Smith, Sitholé et Chirau discutent d'un plan de règlement interne qui exclu le Front patriotique). (Si la délégation de l'UANC avait effectivement été expulsée de ces pourparlers, ma délégation n'hésiterait pas à se retirer de ces pourparlers. Conformément à mes propres souhaits et à ceux de mon propre conseil exécutif national, j'en propose une : que ces pourparlers devraient procéder sans l'UANC mais que la porte leur soit laissée ouverte pour rejoindre les pourparlers ; et deuxièmement, que tout soit fait pour que l'accord soit signé par les personnes présentes afin d'initier le processus de transfert du pouvoir de la minorité blanche à la majorité africaine. Le boycott de Muzorewa prit fin le 31 janvier, à la suite d'une rencontre entre le premier vice président du Conseil national africain uni James Chikerema et le vice premier ministre rhodésien David Smith.
Le 14 février 1978, Les chefs des délégations participant aux pourparlers de règlement interne en Rhodésie conviennent de se rencontrer en privé pour tenter de sortir d'une impasse qui dure depuis près de trois semaines, ont rapporté des sources proches des pourparlers. Le désaccord porta sur le nombre de députés blancs élus par ces derniers au futur parlement, alors que Muzorewa, a insisté pour que pas plus de 20 membres d'un parlement proposé de 100 membres soient élus uniquement par les Blancs, les délégations de Smith, de Sitholé et de Chirau se sont mises d’accord sur le nombre de 28. Le 15 février 1978 après deux mois de négociations Ian Smith et le dr Eliot Gabella du Zimbabwe African National Union – Ndonga annoncent qu’un accord a été trouvéCe faisant Smith, Muzorewa et Sitholé prennent de vitesse l'ambassadeur des Etats Unis aux Nations unies, Andrew Young, Cyrus Vance, le secrétaire d'état américain et le ministre des affaires étrangères britannique David Owen qui avaient tenté depuis le 30 janvier 1978 de convaincre à Malte les leaders du Front patriotique, Joshua Nkomo et Robert Mugabe d’accepter le plan anglo-américain de règlement négocié. Le 1er mars 1978, le révérend Sitholé donne une interview dans laquelle il annonce qu'un accord a été trouvé pour déclarer le Zimbabwe indépedant le 1er janvier 1979.
Le 3 mars 1978, Smith et trois dirigeants africains modérés, Muzorewa, le révérend Sitholé et le Chef Jeremiah Chirau signent « l'accord de Salisbury, annoncé le 15 févier » selon les termes duquel un gouvernement multiracial intérimaire serait constitué chargé de mettre en place une nouvelle constitution. En outre, la Rhodésie deviendrait le Zimbabwe-Rhodésie à la suite d'élections multiraciales au suffrage universel. Plus précisément, le texte prévoit un président élu au suffrage universel pour un mandat de dix ans, un parlement bicaméral composé d'un sénat de 30 membres élus (20 noirs dont 10 chefs tribaux et 10 blancs) et d'une assemblée de 100 députés où 28 sièges sur 100 seraient réservés aux seuls blancs (4 % de la population) pendant une période de dix ans. Les 72 autres parlementaires seraient élus sur une liste générale pour laquelle chaque adulte, quelle que soit sa couleur de peau, aurait une voix. L'accord interne est cependant mal perçu à l'étranger et rejeté par le Front patriotique car la police, l'armée, le système judiciaire et la fonction publique resteraient contrôlés par les blancs durant encore au moins cinq ans.
L'accord est en revanche soutenu par de nombreux noirs de Rhodésie, qui expriment leurs inquiétudes craignant un désastre économique et que leurs perspectives ne se détériorent si un gouvernement noir hostile aux Blancs prenait le pouvoir. (Une référence au Front patriotique) John Martin par exemple, maitre d'hôtel à l'hôtel Meikles de Salisbury déclare (S'ils chassent les Blancs, le pays sera ruiné). A quelques pas de là, un porteur et un préposé à l'entretien, également noirs, hochèrent la tête. Les Blancs doivent rester nous devons travailler ensemble, ajoute Martin Gede, le portier. Au lendemain de la signature de l'accord interne, le révérend Sitholé, déclara qu'il n'était pas nécessaire que les Blancs aient peur des nouveaux changements à venir. Il a rapidement annoncé une tournée de conférences qui comprendrait des discours devant un public blanc, pour lui les Blancs devraient rester et faire de cette grande expérience un véritable succès pour le bénéfice des Noirs et des Blancs dans ce beau pays. Il ajoute, cela ne fait aucun doute : le rôle des Blancs est très important pour l'avenir de ce pays. « C’est pourquoi nous estimons qu’il faut encourager le plus grand nombre possible d’entre eux à rester. Le 19 mars 1978, à Salisbury, Abel Muzorewa organisa sous une pluie battante un grand rassemblement de 150 000 personnes, dans son discours d'une heure Muzorewa, décrit l'accord  comme le premier pas vers la terre promise » et a défendu les dispositions qui sauvegarde les intérêts des 263 000 Blancs. Il a déclaré que les garanties, en gardant les Blancs ici, empêcheraient la Rhodésie de devenir « une nation de mendiants et de pauvres », et un terrain de jeu pour « les expatriés suceurs de sang. Le 21 mars 1978, le premier gouvernement multiracial de Rhodésie est formé avec un conseil exécutif de transition réunissant les signataires de l’accord de Salisbury. Le 14 avril, neuf ministres noirs prêtent serment pour siéger au Conseil ministériel du gouvernement de transition. Le 2 mai 1978, Muzorewa, Sitholé et Chirau participent en compagnie de Ian Smith à une réunion du conseil exécutif du gouvernement intérimaire rhodésien à Salisbury. Le 12 mai 1978, Ernest Bulle, le second vice-président du Conseil National africain uni, numéro 3 du parti et tout nouveau vice-ministre du commerce donne une conférence de presse au cours de laquelle, il juge important de maintenir des relations économiques avec l'Afrique du Sud. Le 10 juin 1978, Muzorewa, rencontre des fermiers blancs dans la campagne rhodésienne. En juillet 1978, Muzorewa se rend au sénat américain pour demander la levée des sanctions contre la Rhodésie en vain, et rejette la demande de Cyrus Vance, le secrétaire d'état américain d'accepter une réunion avec toutes les factions impliquées dans le conflit rhodésien, y compris les chefs de la guérilla.
Le 24 juin 1978, les hostilités atteignent un niveau de cruauté jamais égalé avec le massacre par des guérilléros du Front patriotique à Umtali à coup de haches de douze civils anglais d’une mission religieuse dont cinq femmes (précédemment violées), trois enfants de 4, 5 et 6 ans et d’un bébé de 3 semaines. Le 3 août, le révérend Sithole proclama que la bataille politique est finie, et accuse le gouvernement britannique de promouvoir le chaos en Rhodésie et ajoute que les Blancs ont une place dans ce pays non seulement en tant que personnes qui ont le savoir-faire mais aussi en tant que gens ordinaires qui devrait avoir leurs maisons ici. Le 8 août 1978, le gouvernement rhodésien fait un premier pas vers le démantèlement de la discrimination raciale institutionnalisée en Rhodésie, en décidant que les quartiers d'affaires, les toilettes, les piscines et autres lieux publics devraient être ouverts à toutes les races. Certains Noirs ont rejeté ces mesures (qui maintiennent la ségrégation dans les écoles et les hôpitaux), les qualifiant de « trop peu, trop tard, tandis que les conservateurs blancs les ont dénoncés comme « une invasion de la vie privée ethnique  Muzorewa, se déclare « très, très heureux » et a déclaré « l'une des plus grandes choses qui est arrivé à ce pays, a commencé à se produire maintenant. Le 14 août 1978, Ian Smith est de nouveau à Lusaka en Zambie où il rencontre secrètement Joshua Nkomo dans le but de lui faire accepter l’accord de Salisbury. Ses efforts restent vains alors qu'à la fin d’août 1978, les Nations-Unies dénoncent dans un rapport les 593 sociétés (dont de nombreuses entreprises pétrolières britanniques) qui ont enfreint les règles de boycott édictées par le Conseil de sécurité. Le 30 août 1978, le révérend Sitholé rejeta la proposition anglo-américaine d'une conférence réunissant tous les partis, (nous ne pouvons pas voir ce qui peut être réalisé par la conférence de tous les partis dit t-il) et accuse David Owen de tout faire pour couronner Joshua Nkomo roi du Zimbabwe.
Le 3 septembre 1978, la situation sur le terrain dégénère encore plus, démontrant la vulnérabilité de la société civile. Le vol 825, un avion de ligne d'Air Rhodesia, avec à son bord 59 passagers et membres d’équipage, est abattu peu de temps après son décollage de l’aéroport du lac Kariba par un missile sol-air tiré par la guérilla de la ZIPRA. Sur les 18 survivants sur le site de l'écrasement, 10 sont massacrés à la kalachnikov par les membres de la guérilla,. Josuah Nkomo revendique la destruction en vol de l’avion mais nie que les survivants aient été abattu par ses hommes. Smith met alors fin aux négociations, instaure la loi martiale dans la plus grande partie du pays et ordonne des opérations de représailles contre les bases nationalistes en Zambie et au Mozambique. Le 5 septembre 1978, Muzorewa, Sitholé, et Chirau, assistent en compagnie de Ian Smith, aux obsèques du président JOHN WRATHALL. Le 9 octobre, Ernest Bulle, annonce que la Rhodésie abolira toute forme de discrimination,. Le lendemain confirmant les propos de Bulle, Muzorewa, annonce la fin de la ségrégation raciale en Rhodésie.
En octobre 1978, à l’invitation de 27 sénateurs conservateurs américains, Smith, Muzorewa et Sitholé se rendent aux États-Unis pour défendre leur accord et rencontrent l’ancien secrétaire d’État Henry Kissinger, l'ancien président Gerald Ford, l’ancien vice-président Nelson Rockefeller, l’ancien secrétaire républicain au Trésor, John Connally et d'autres personnalités politiques dont le futur président Ronald Reagan. Ce faisant, leur déplacement et leur accueil aux États-Unis constituent un manquement public aux sanctions imposées contre les dirigeants de Rhodésie par le Conseil de sécurité le 29 mai 1968. Il est regretté par le gouvernement britannique de James Callaghan et condamné par le Conseil de sécurité le 10 octobre 1978. La tournée de Smith fut plutôt fructueuse. Le 16 novembre 1978, le gouvernement de transition biracial de Rhodésie reporte de quatre mois les premières elections multiraciales en Rhodésie.
Le 30 janvier 1979, l'accord interne de Salisbury est approuvé au cours d'un référendum par 84,4 % de l'électorat blanc. Smith espère encore voir Nkomo rallier le processus. Cependant l'accord est désavoué par tous les autres mouvements noirs, les Nations-Unies et le Royaume-Uni. Le 12 février 1979, un second avion civil (Umniati) est abattu par la ZIPRA à son décollage près des chutes Victoria. Tous les passagers sont tués dans l'explosion. Pour Smith, toute négociation même secrète avec Nkomo est désormais impossible et immoral. Dans le même temps, Nkomo écarte toute solution légale et pacifique pour prendre le pouvoir alors que de son côté, la ZANU demande à Addis-Abeba l’aide de Cuba et de l’URSS. Le 28 février 1979, Smith dissout le Parlement afin d'organiser les premières élections multiraciales de l'histoire du pays qui ont lieu du 10 au 21 avril 1979., Le 6 mars 1979, le Zimbabwe African National Union – Ndonga, le parti de Sitholé, subit un gros coup dur à quelques semaines des elections avec le départ de Eliot Gabellah. Sans surprise, le Front rhodésien remporte les 28 sièges réservés aux blancs (3 % de la population représentés par 28 % des députés). tandis que l'UANC de Muzorewa arrive en tête du vote populaire avec 67 % des voix (avec un taux de 64 % de participation du corps électoral). Le parti de Muzorewa remporta 51 des 100 sièges contre 12 à celui de Sithole. Le scrutin qualifié d'« imposture » par la résolution 423 du Conseil de sécurité des Nations unies est boycotté par le front patriotique. De son côté, Sitholé, stupéfait que son parti n'ait remporté que 12 sièges contre 51 pour l'UANC, affirme que l'élection a été truquée en faveur de Muzorewa,, et annonce qu'il boycotte le parlement (un boycott qui durera jusqu'au 31 juillet 1979), (la Zimbabwe African National Union – Ndonga finira par intégrer le gouvernement dirigé par Muzorewa le 15 août 1979).
De son côté, Robert Mugabe qualifie l'évêque de « marionnette néocoloniale » et déclare que la lutte de la ZANLA continuerait « jusqu'au dernier homme ». Nkomo fait de même pour la ZIPRA. Pour un groupe d'observateurs du Parti conservateur britannique, ces élections d'avril 1979 ont cependant été équitables et le nouveau premier ministre conservateur Margaret Thatcher envisage de lever les sanctions internationales,,. Pour sa part, le sénat américain, adopte une résolution demandant au président Jimmy Carter de faire de même et de reconnaître le Zimbabwe-Rhodésie. Néanmoins, rien n'est fait quand le 1er juin 1979, jour de la création officielle du Zimbabwe-Rhodésie, Muzorewa devient premier ministre à la tête d'un gouvernement de coalition UANC-RF composé de douze noirs et de cinq blancs. Si Smith est nommé ministre sans portefeuille, il est le « ministre avec tous les portefeuilles » pour Joshua Nkomo.

### Zimbabwe-Rhodésie (juin–décembre 1979)

Drapeau de Zimbabwe–Rhodésie 1979.

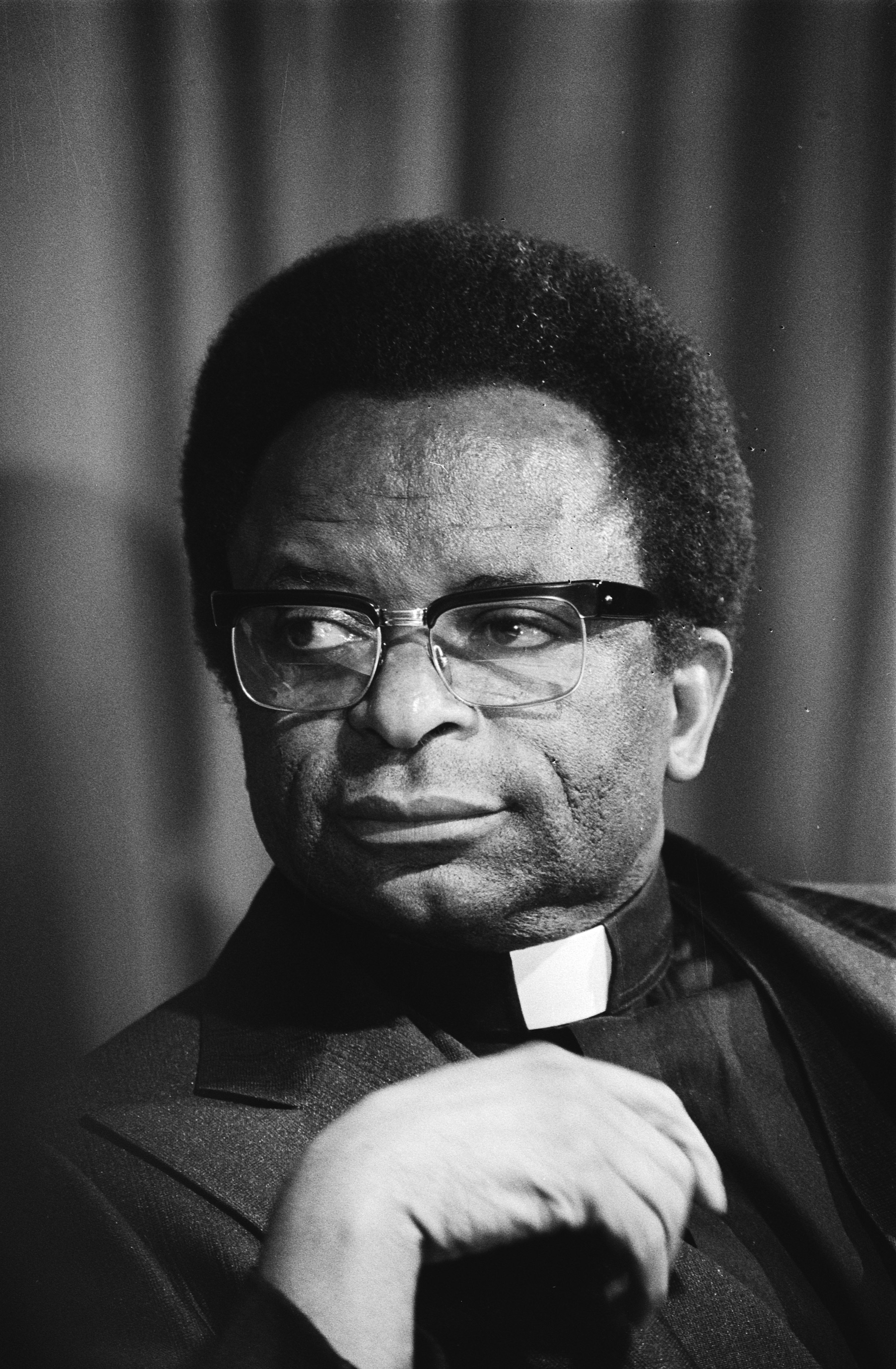
Abel Muzorewa en 1978.

Le 1er juin 1979, alors qu'Abel Muzorewa devient le premier Premier ministre noir de la nouvelle Zimbabwe-Rhodésie, le pays se dote de son premier président noir, Josiah Zion Gumede. Un nouveau drapeau national est adopté en septembre. Pour l’Afrique du Sud, le gouvernement du Zimbabwe-Rhodésie est l'archétype du gouvernement noir modéré souhaité. Pour les Nations unies, ce n’est rien d'autre qu’un nouveau régime illégitime. L’absence de reconnaissance internationale et la pression de la guérilla empêche le nouveau gouvernement d’assoir sa légitimité d’autant plus que Smith reste l’homme fort du régime au sein du gouvernement. Ainsi, aux États-Unis, les demandes de levée des sanctions, votées par le Sénat américain le 12 juin 1979 par 75 voix contre 19, ont été rejetées par le président Jimmy Carter. Le Sénat tente de passer outre au veto présidentiel mais la Chambre des représentants rejoint la position du président américain qui estime que les élections d’avril 1979 n’ont été « ni équitables ni justes » ce que le président américain affirme de vive voix à Muzorewa en déplacement à Washington le 11 juillet 1979.
Au Royaume-Uni, Lord Carrington, le nouveau secrétaire britannique au Foreign Office, déclare cependant que le gouvernement de Muzorewa est « l’autorité légitime » de la Rhodésie du Sud et qu’il faut l’aider, permettant d'envisager une issue au problème rhodésien. Constatant l’échec de son projet de constellation d’États amis, le gouvernement du nouveau premier ministre sud-africain Pieter Willem Botha pousse alors Muzorewa et Smith à revenir de nouveau à la table des négociations avec le Royaume-Uni et les autres partis noirs d’oppositions. Car si les sanctions n'ont pas fait plier la Rhodésie, elles l’ont considérablement affaiblie au bout de quinze ans d'indépendance contestée. De plus, le harcèlement des mouvements de guérilla ont fini par lasser une population blanche dont le solde migratoire est désormais devenu négatif depuis 1975.
Après la réunion des chefs de gouvernements du Commonwealth à Lusaka en août 1979, le secrétaire aux Affaires étrangères britannique Peter Carrington invite le gouvernement de Muzorewa et le Front patriotique à une conférence à Lancaster House à Londres à partir du 10 septembre. Smith fait partie de la délégation. Les négociations sont ardues et pour éviter tout blocage, notamment de la part du Front patriotique, le parlement britannique vote une loi conférant au gouvernement britannique le droit d’amener unilatéralement le Zimbabwe-Rhodésie vers l’indépendance. Plusieurs points font cependant l'objet rapidement d'un accord, y compris des dispositions qui figuraient dans l'accord interne de Salisbury. Ainsi, le principe d'une déclaration des droits de l'homme et la garantie que les propriétaires terriens seraient dédommagés lors d'une éventuelle réforme agraire opérée par l'État, sont actés. Il est de même décidé de réserver aux blancs 20 des 100 sièges de la future assemblée pour une durée d'au moins sept ans et de faire appliquer un cessez-le-feu entre les deux partis. De nouvelles élections doivent par ailleurs être organisées et un gouverneur britannique être nommé pendant une brève période transitoire. Le projet de constitution pour un futur Zimbabwe est approuvé le 18 octobre 1979.
Au 30 novembre, la guerre du Bush de Rhodésie du Sud a fait 19 500 victimes chez les Noirs (10 300 guérilleros et 7 500 civils) et 953 victimes chez les Blancs et les forces de sécurité (480 soldats sud-rhodésiens blancs ou noirs, 473 civils blancs).

### Colonie britannique (1979–1980)

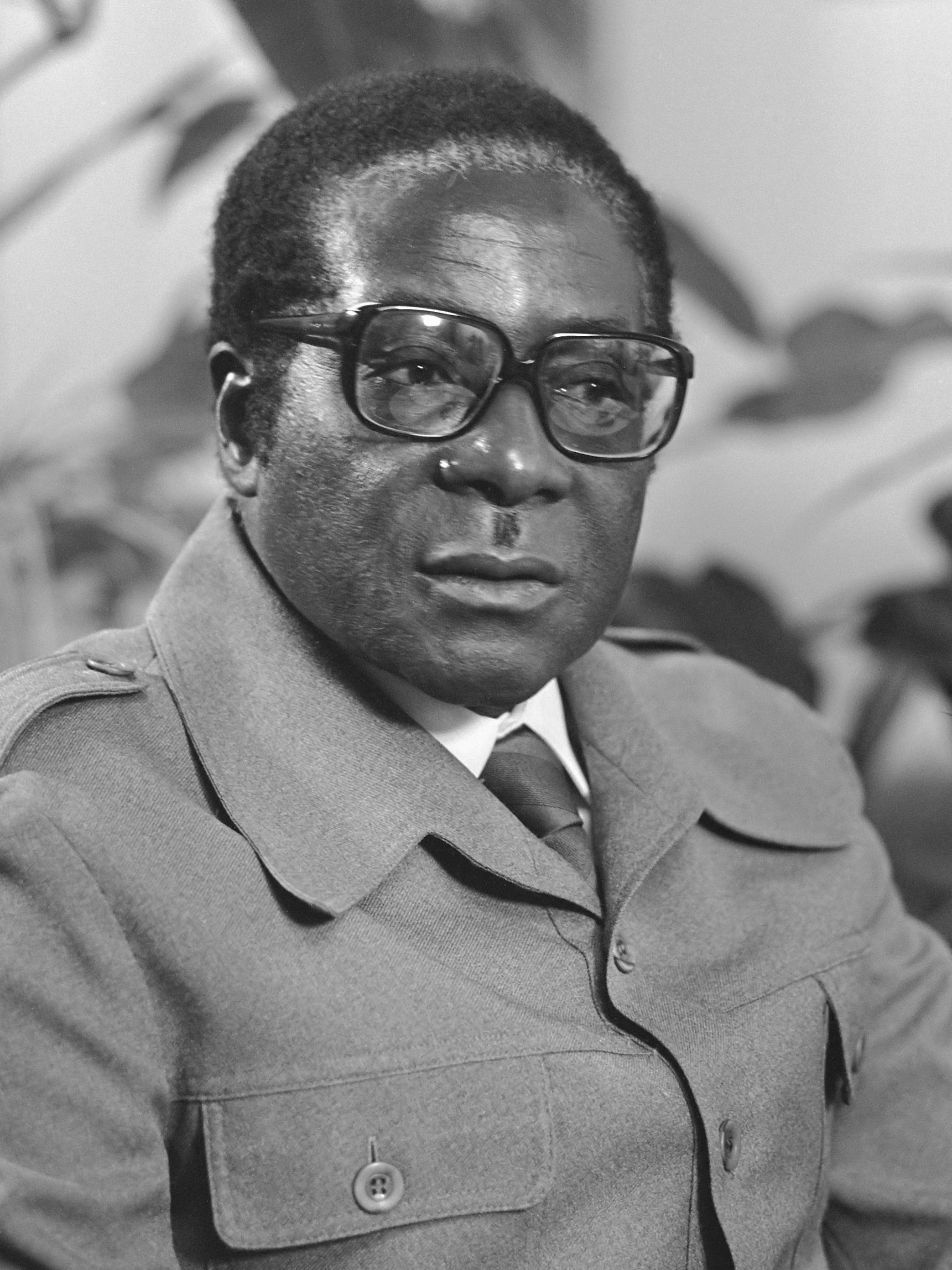
Robert Mugabe (1979), chef du ZANU-Front patriotique et premier ministre du Zimbabwe indépendant en avril 1980.

Le 12 décembre 1979, dix ans après le début de la guérilla et vingt mille morts, Lord Soames arrive à Salisbury pour devenir gouverneur la colonie britannique de Rhodésie du Sud. Son arrivée met un terme à une parenthèse de quatorze années d’indépendance convulsives. Le nouveau gouverneur général dispose des pleins pouvoirs. Symboliquement, l’Union Jack remplace le drapeau de Zimbabwe-Rhodésie marquant le retour effectif de la souveraineté britannique sur sa colonie rebelle. Conformément à ce qui avait été acté durant les négociations, il annonce que Ian Smith était amnistié pour la déclaration d'indépendance de 1965. Une amnistie générale est également proclamée empêchant toute poursuite au Royaume-Uni pour des actes commis en Rhodésie du Sud entre le 11 novembre 1965 et le 12 décembre 1979. Le 21 décembre 1979, les accords de Lancaster House sont signés à Londres. Ils prévoient l’instauration d’un régime parlementaire, le maintien au parlement pendant sept ans de vingt sièges sur cent réservés aux Blancs et l’interdiction pendant dix ans de procéder à une nationalisation forcée de la propriété privée, à moins d'une indemnisation conséquente garantie par le Royaume-Uni. Smith est néanmoins le seul délégué à s'opposer ouvertement au texte et refuse d'assister à la cérémonie de signature et aux célébrations qui suivent. Alors que les accords de Lancaster House sont ensuite ratifiés par la Chambre des communes sous le nom de Zimbabwe Act, le conseil de sécurité des Nations unies décide de lever toutes les sanctions votées à l'encontre de la Rhodésie du Sud.
Le cessez-le-feu entré en vigueur le 28 décembre 1979 est réellement effectif à partir du 4 janvier 1980 sous le contrôle de 1 200 hommes du contingent du Commonwealth. Le 6 janvier 1980, l’armée rhodésienne est autorisée à assister la police dans le maintien de l’ordre à la suite de la persistance de l’insécurité et du développement du banditisme. À partir du 21 janvier 1980, quelque 240 000 réfugiés dans les pays limitrophes commencent à rejoindre la Rhodésie du Sud alors que 18 500 guérilleros rejoignent les seize points de ralliements désignés pour leur assignation. La campagne électorale limitée à six semaines est traversée d’actes de violence et d'intimidation de la part du parti de Robert Mugabe. Soames choisit cependant de ne pas disqualifier le ZANU de Mugabe alors même que l'accord de Lancaster House prévoit d'écarter les partis se livrant à l'intimidation. Robert Mugabe est pour sa part l’objet de deux tentatives d’assassinat.
Les élections ont lieu le 14 février 1980 pour les vingt sièges réservés à la population blanche, remportées dans leur totalité par le Front rhodésien. Du 27 au 29 février 1980 se déroulent les élections générales destinées à pourvoir les 80 sièges réservés aux Noirs. Le président de Tanzanie, Julius Nyerere, dans l’attente du résultat définitif des élections, prévient d'emblée qu’il ne reconnaîtrait qu’un seul gouvernement, celui issu du Front patriotique et en aucun cas issu du Zimbabwe-Rhodésie. Des doutes sont immédiatement émis par les Rhodésiens blancs et par des journalistes sur la régularité du scrutin. Le gouvernement britannique et la communauté internationale estiment cependant que le déroulement de ces élections est équitable et juste même s'il est rapporté et prouvé qu'un grand nombre d'intimidations et de violences à l'encontre des électeurs ont lieu, en particulier de la part du « ZANU-PF ». Les observateurs britanniques dans les provinces orientales sont particulièrement critiques et rapportent des cas de meurtres de civils destinés à effrayer ceux qui ne se conformeraient pas aux consignes électorales du ZANU-PF ainsi que des saisies de documents permettant de savoir comment les individus avaient voté. Le groupe de contrôle du Commonwealth reconnait l'existence de ces irrégularités mais estime que leur ampleur est exagérée. En dépit des témoignages remettant en doute la sincérité du scrutin dans les zones rurales, Lord Soames annonce le 4 mars 1980 que le ZANU-PF, à la surprise générale, a obtenu 62,9 % des voix et 57 des 80 sièges de la liste générale, reléguant loin derrière son rival de la ZAPU de Joshua Nkomo (25 % des voix et 20 sièges) ainsi que l’UANC d’Abel Muzorewa (8 % des suffrages et 3 sièges). Appelé à devenir premier ministre, Robert Mugabe, chrétien et marxiste à la fois, exprime sa joie d'hériter d'un « pays magnifique » avec des infrastructures modernes et une économie viable. Il constitue un gouvernement de Front national incluant deux Blancs : Dennis Norman à la tête du ministère de l’Agriculture et David Smith à la direction du ministère de l’industrie et du Commerce.
Le 18 avril 1980, l’ancienne Rhodésie du Sud accède une nouvelle fois à l’indépendance sous le nouveau nom de Zimbabwe. Le nouvel État est accueilli chaleureusement par la communauté internationale. Le nouveau président de la République du Zimbabwe est Canaan Banana, un modéré.
Le Zimbabwe rejoint immédiatement les Nations unies puis le Commonwealth et dès septembre 1980, rompt ses relations diplomatiques avec l’Afrique du Sud tout en maintenant des relations économiques et commerciales assez étroites.

## Après l’indépendance du Zimbabwe
Au moment de l’indépendance du Zimbabwe acceptée bon gré mal gré par les sud-Rhodésiens, la population blanche n’était déjà plus que de 250 000 personnes soit moins de 4 % de la population. Seulement un peu plus de 50 % de cette population blanche était née en Rhodésie du Sud (38 % d’entre eux étaient nés au Royaume-Uni et 20 % dans un autre pays d’Afrique).
Aux lamentations et inquiétudes des premiers jours succéda assez rapidement chez les Rhodies une acceptation de la perte de leurs privilèges politiques et raciaux. Conformément aux accords de Lancaster House, l’orientation économique du Zimbabwe n’était pas modifiée. Le nouveau gouvernement en appelait à la réconciliation nationale et quelques Blancs rejoignaient même la ZANU, certains en provenance direct du Front rhodésien. Le nombre de Rhodies, candidats à l’émigration vers l’Afrique du Sud, le Royaume-Uni ou l’Australie n’allait cependant cesser de croître dans les cinq premières années suivant l’indépendance du Zimbabwe. Parallèlement, le système de sécurité sociale, jusque-là largement avantageux envers les Blancs, fut démantelé alors que la discrimination positive à l’embauche se mettait partout en place.
En 1981, le loyaliste Roy Welensky, quitta définitivement l’Afrique pour le Royaume-Uni alors que les fonctionnaires blancs étaient recrutés en Afrique du Sud, au Botswana et même au Bophuthatswana. Pourtant, le régime avait maintenu les lois restrictives sud-rhodésiennes à l’émigration, interdisant à un ressortissant d’emporter plus de 500 dollars hors du pays. En 1982, le changement toponymique des villes fut mal accepté par les fils des anciens colons.
En moins de cinq ans, le nombre de Rhodies allaient s’effondrer à moins de 100 000 personnes vivant au Zimbabwe, souvent des personnes âgées ou des fermiers. En 1987, ils perdirent en cours de législature leurs droits de représentation séparée de vingt députés blancs. La disparition de ceux qui représentaient encore l’opposition officielle intervint au moment où la ZANU et la ZAPU fusionnèrent, faisant disparaître d’un seul coup tout représentant de l’opposition au parlement. Le nombre d’habitants blancs au Zimbabwe se stabilisait autour de 70 000 personnes dans les années 1990. L’expropriation des fermiers blancs au début des années 2000 enclencha une nouvelle vague d’émigration vers l’Afrique du Sud, l’Australie mais aussi vers le Mozambique voisin. En 2005, moins de 50 000 Blancs demeuraient au Zimbabwe, principalement des citadins de grandes villes. Le départ, pour des raisons de santé, de Ian Smith pour Le Cap témoignait en 2006 de la fin de l’histoire des pionniers de Cecil Rhodes.